# Scottish Singles and Albums Charts
Bảng xếp hạng đĩa đơn Scotland và Bảng xếp hạng album Scotland là hai loại bảng xếp hạng được biên soạn bởi The Official Charts Company dựa trên doanh số tiêu thụ sản phẩm bằng vật chất và tải nhạc số có trả phí ở miền Bắc STV, biên giới STV và biên giới khu vực ITV (truyền hình).
Kể từ tháng 9 năm 2001, Scotland Singles Top 75 và Scottish Albums Top 75 được công bố bởi ChartsPlus, mặc dù đây không phải là một danh sách xếp hạng độc lập nhưng nó lại tham gia trong tài liệu tham khảo của bảng xếp hạng chính thức UK Top 200.

## Danh sách đứng đầu

### 1994
| Ngày        | Đĩa đơn              | Nghệ sĩ                                      | Album                                                   | Nghệ sĩ             |
| ----------- | -------------------- | -------------------------------------------- | ------------------------------------------------------- | ------------------- |
| 27 tháng 2  | "Without You"        | Mariah Carey                                 | Music Box                                               | Mariah Carey        |
| 6 tháng 3   | "Without You"        | Mariah Carey                                 | Music Box                                               | Mariah Carey        |
| 13 tháng 3  | "Doop"               | Doop                                         | Hit the Highway                                         | The Proclaimers     |
| 20 tháng 3  | "Doop"               | Doop                                         | Vauxhall and I                                          | Morrissey           |
| 27 tháng 3  | "Doop"               | Doop                                         | Energy Rush: 7th Heaven                                 | Various artists     |
| 3 tháng 4   | "Everything Changes" | Take That                                    | Our Town – The Greatest Hits                            | Deacon Blue         |
| 10 tháng 4  | "Everything Changes" | Take That                                    | Our Town – The Greatest Hits                            | Deacon Blue         |
| 17 tháng 4  | "The Real Thing"     | Tony Di Bart                                 | Our Town – The Greatest Hits                            | Deacon Blue         |
| 24 tháng 4  | "Love Is All Around" | Wet Wet Wet                                  | I Say I Say I Say                                       | Erasure             |
| 1 tháng 5   | "Love Is All Around" | Wet Wet Wet                                  | I Say I Say I Say                                       | Erasure             |
| 8 tháng 5   | "Love Is All Around" | Wet Wet Wet                                  | I Say I Say I Say                                       | Erasure             |
| 15 tháng 5  | "Love Is All Around" | Wet Wet Wet                                  | I Say I Say I Say                                       | Erasure             |
| 22 tháng 5  | "Love Is All Around" | Wet Wet Wet                                  | I Say I Say I Say                                       | Erasure             |
| 29 tháng 5  | "Love Is All Around" | Wet Wet Wet                                  | Top Gear                                                | Various artists     |
| 5 tháng 6   | "Love Is All Around" | Wet Wet Wet                                  | Top Gear                                                | Various artists     |
| 12 tháng 6  | "Love Is All Around" | Wet Wet Wet                                  | Top Gear                                                | Various artists     |
| 19 tháng 6  | "Love Is All Around" | Wet Wet Wet                                  | Top Gear                                                | Various artists     |
| 26 tháng 6  | "Love Is All Around" | Wet Wet Wet                                  | Top Gear                                                | Various artists     |
| 3 tháng 7   | "Love Is All Around" | Wet Wet Wet                                  | Top Gear                                                | Various artists     |
| 10 tháng 7  | "Love Is All Around" | Wet Wet Wet                                  | Dance Zone – Level Two                                  | Various artists     |
| 17 tháng 7  | "Love Is All Around" | Wet Wet Wet                                  | End of Part One: Their Greatest Hits                    | Wet Wet Wet         |
| 24 tháng 7  | "Love Is All Around" | Wet Wet Wet                                  | End of Part One: Their Greatest Hits                    | Wet Wet Wet         |
| 31 tháng 7  | "Love Is All Around" | Wet Wet Wet                                  | End of Part One: Their Greatest Hits                    | Wet Wet Wet         |
| 7 tháng 8   | "Love Is All Around" | Wet Wet Wet                                  | Now That's What I Call Music! 28                        | Various artists     |
| 14 tháng 8  | "Love Is All Around" | Wet Wet Wet                                  | Now That's What I Call Music! 28                        | Various artists     |
| 21 tháng 8  | "Love Is All Around" | Wet Wet Wet                                  | Now That's What I Call Music! 28                        | Various artists     |
| 28 tháng 8  | "Love Is All Around" | Wet Wet Wet                                  | Now That's What I Call Music! 28                        | Various artists     |
| 4 tháng 9   | "Love Is All Around" | Wet Wet Wet                                  | Definitely tháng 5be                                    | Oasis               |
| 11 tháng 9  | "Saturday Night"     | Whigfield                                    | The Best Rock Album in the World... Ever!               | Various artists     |
| 18 tháng 9  | "Saturday Night"     | Whigfield                                    | The Best Rock Album in the World... Ever!               | Various artists     |
| 25 tháng 9  | "Saturday Night"     | Whigfield                                    | The Best Rock Album in the World... Ever!               | Various artists     |
| 2 tháng 10  | "Saturday Night"     | Whigfield                                    | Monster                                                 | R.E.M.              |
| 9 tháng 10  | "Sure"               | Take That                                    | Monster                                                 | R.E.M.              |
| 16 tháng 10 | "Sure"               | Take That                                    | Cross Road                                              | Bon Jovi            |
| 23 tháng 10 | "Saturday Night"     | Whigfield                                    | Cross Road                                              | Bon Jovi            |
| 30 tháng 10 | "Baby Come Back"     | Pato Banton featuring Ali and Robin Campbell | Cross Road                                              | Bon Jovi            |
| 6 tháng 11  | "Baby Come Back"     | Pato Banton featuring Ali and Robin Campbell | The Greatest Hits                                       | INXS                |
| 13 tháng 11 | "Baby Come Back"     | Pato Banton featuring Ali and Robin Campbell | Cross Road                                              | Bon Jovi            |
| 20 tháng 11 | "Another Night"      | (MC Sar &) The Real McCoy                    | Now That's What I Call Music! 29                        | Various artists     |
| 27 tháng 11 | "Love Spreads"       | The Stone Roses                              | Now That's What I Call Music! 29                        | Various artists     |
| 4 tháng 12  | "Stay Another Day"   | East 17                                      | Now That's What I Call Music! 29                        | Various artists     |
| 11 tháng 12 | "Stay Another Day"   | East 17                                      | Now That's What I Call Music! 29                        | Various artists     |
| 18 tháng 12 | "Stay Another Day"   | East 17                                      | Carry On up the Charts: The Best of The Beautiful South | The Beautiful South |
| 25 tháng 12 | "Stay Another Day"   | East 17                                      | Carry On up the Charts: The Best of The Beautiful South | The Beautiful South |

### 1995
| Ngày        | Đĩa đơn                                                                       | Nghệ sĩ                                               | Album                                                   | Nghệ sĩ             |
| ----------- | ----------------------------------------------------------------------------- | ----------------------------------------------------- | ------------------------------------------------------- | ------------------- |
| 1 tháng 1   | "Cotton Eye Joe"                                                              | Rednex                                                | Carry On up the Charts: The Best of The Beautiful South | The Beautiful South |
| 8 tháng 1   | "Cotton Eye Joe"                                                              | Rednex                                                | Carry On up the Charts: The Best of The Beautiful South | The Beautiful South |
| 15 tháng 1  | "Cotton Eye Joe"                                                              | Rednex                                                | Carry On up the Charts: The Best of The Beautiful South | The Beautiful South |
| 22 tháng 1  | "Cotton Eye Joe"                                                              | Rednex                                                | Carry On up the Charts: The Best of The Beautiful South | The Beautiful South |
| 29 tháng 1  | "Cotton Eye Joe"                                                              | Rednex                                                | The Best Punk Album in the World...Ever!                | Various artists     |
| 5 tháng 2   | "Think Twice"                                                                 | Celine Dion                                           | Good News from the Next World                           | Simple Minds        |
| 12 tháng 2  | "Think Twice"                                                                 | Celine Dion                                           | The Colour of My Love                                   | Celine Dion         |
| 19 tháng 2  | "Think Twice"                                                                 | Celine Dion                                           | The Colour of My Love                                   | Celine Dion         |
| 26 tháng 2  | "Think Twice"                                                                 | Celine Dion                                           | The Colour of My Love                                   | Celine Dion         |
| 5 tháng 3   | "Think Twice"                                                                 | Celine Dion                                           | Greatest Hits                                           | Bruce Springsteen   |
| 12 tháng 3  | "Think Twice"                                                                 | Celine Dion                                           | Medusa                                                  | Annie Lennox        |
| 19 tháng 3  | "Love Can Build a Bridge"                                                     | Cher, Chrissie Hynde & Neneh Cherry with Eric Clapton | Elastica                                                | Elastica            |
| 26 tháng 3  | "Don't Stop (Wiggle Wiggle)"                                                  | The Outhere Brothers                                  | The Colour of My Love                                   | Celine Dion         |
| 2 tháng 4   | "Back for Good"                                                               | Take That                                             | Greatest Hits                                           | Bruce Springsteen   |
| 9 tháng 4   | "Back for Good"                                                               | Take That                                             | Greatest Hits                                           | Bruce Springsteen   |
| 16 tháng 4  | "Back for Good"                                                               | Take That                                             | Picture This                                            | Wet Wet Wet         |
| 23 tháng 4  | "Back for Good"                                                               | Take That                                             | Now That's What I Call Music! 30                        | Various artists     |
| 30 tháng 4  | "Some Might Say"                                                              | Oasis                                                 | Now That's What I Call Music! 30                        | Various artists     |
| 7 tháng 5   | "Some Might Say"                                                              | Oasis                                                 | Nobody Else                                             | Take That           |
| 14 tháng 5  | "Unchained Melody" / "(There'll Be Bluebirds Over) The White Cliffs of Dover" | Robson & Jerome                                       | Nobody Else                                             | Take That           |
| 21 tháng 5  | "Unchained Melody" / "(There'll Be Bluebirds Over) The White Cliffs of Dover" | Robson & Jerome                                       | Stanley Road                                            | Paul Weller         |
| 28 tháng 5  | "Unchained Melody" / "(There'll Be Bluebirds Over) The White Cliffs of Dover" | Robson & Jerome                                       | On a Dance Tip 2                                        | Various artists     |
| 4 tháng 6   | "Unchained Melody" / "(There'll Be Bluebirds Over) The White Cliffs of Dover" | Robson & Jerome                                       | Pulse                                                   | Pink Floyd          |
| 11 tháng 6  | "Hold Me, Thrill Me, Kiss Me, Kill Me"                                        | U2                                                    | Pulse                                                   | Pink Floyd          |
| 18 tháng 6  | "Unchained Melody" / "(There'll Be Bluebirds Over) The White Cliffs of Dover" | Robson & Jerome                                       | HIStory: Past, Present and Future, Book I               | Michael Jackson     |
| 25 tháng 6  | "Unchained Melody" / "(There'll Be Bluebirds Over) The White Cliffs of Dover" | Robson & Jerome                                       | These Days                                              | Bon Jovi            |
| 2 tháng 7   | "Unchained Melody" / "(There'll Be Bluebirds Over) The White Cliffs of Dover" | Robson & Jerome                                       | Pride: The Very Best of Scotland                        | Various artists     |
| 9 tháng 7   | "Boom Boom Boom"                                                              | The Outhere Brothers                                  | Pride: The Very Best of Scotland                        | Various artists     |
| 16 tháng 7  | "Boom Boom Boom"                                                              | The Outhere Brothers                                  | Pride: The Very Best of Scotland                        | Various artists     |
| 23 tháng 7  | "Boom Boom Boom"                                                              | The Outhere Brothers                                  | Pride: The Very Best of Scotland                        | Various artists     |
| 30 tháng 7  | "Never Forget"                                                                | Take That                                             | Pride: The Very Best of Scotland                        | Various artists     |
| 6 tháng 8   | "Never Forget"                                                                | Take That                                             | Now That's What I Call Music! 31                        | Various artists     |
| 13 tháng 8  | "Never Forget"                                                                | Take That                                             | Now That's What I Call Music! 31                        | Various artists     |
| 20 tháng 8  | "Roll with It"                                                                | Oasis                                                 | Now That's What I Call Music! 31                        | Various artists     |
| 27 tháng 8  | "Country House"                                                               | Blur                                                  | Now That's What I Call Music! 31                        | Various artists     |
| 3 tháng 9   | "I'll Be There for You"                                                       | The Rembrandts                                        | The Charlatans                                          | The Charlatans      |
| 10 tháng 9  | "Stayin' Alive"                                                               | N-Trance featuring Ricardo da Force                   | Help                                                    | Various artists     |
| 17 tháng 9  | "Stayin' Alive"                                                               | N-Trance featuring Ricardo da Force                   | The Great Escape                                        | Blur                |
| 24 tháng 9  | "Fairground"                                                                  | Simply Red                                            | The Great Escape                                        | Blur                |
| 1 tháng 10  | "Fairground"                                                                  | Simply Red                                            | Heartbeat: Forever Yours                                | Various artists     |
| 8 tháng 10  | "Fairground"                                                                  | Simply Red                                            | (What's the Story) Morning Glory?                       | Oasis               |
| 15 tháng 10 | "Fairground"                                                                  | Simply Red                                            | Life                                                    | Simply Red          |
| 22 tháng 10 | "I'd Lie for You (And That's the Truth)"                                      | Meat Loaf                                             | (What's the Story) Morning Glory?                       | Oasis               |
| 29 tháng 10 | "Gangsta's Paradise"                                                          | Coolio featuring L.V.                                 | (What's the Story) Morning Glory?                       | Oasis               |
| 5 tháng 11  | "I Believe" / "Up on the Roof"                                                | Robson & Jerome                                       | Different Class                                         | Pulp                |
| 12 tháng 11 | "I Believe" / "Up on the Roof"                                                | Robson & Jerome                                       | (What's the Story) Morning Glory?                       | Oasis               |
| 19 tháng 11 | "I Believe" / "Up on the Roof"                                                | Robson & Jerome                                       | Robson & Jerome                                         | Robson & Jerome     |
| 26 tháng 11 | "I Believe" / "Up on the Roof"                                                | Robson & Jerome                                       | Robson & Jerome                                         | Robson & Jerome     |
| 3 tháng 12  | "I Believe" / "Up on the Roof"                                                | Robson & Jerome                                       | Robson & Jerome                                         | Robson & Jerome     |
| 10 tháng 12 | "Free as a Bird"                                                              | The Beatles                                           | Robson & Jerome                                         | Robson & Jerome     |
| 17 tháng 12 | "Earth Song"                                                                  | Michael Jackson                                       | Robson & Jerome                                         | Robson & Jerome     |
| 24 tháng 12 | "Wonderwall"                                                                  | The Mike Flowers Pops                                 | Robson & Jerome                                         | Robson & Jerome     |
| 31 tháng 12 | "Earth Song"                                                                  | Michael Jackson                                       | (What's the Story) Morning Glory?                       | Oasis               |

### 1996
| Ngày        | Đĩa đơn                                                                                          | Nghệ sĩ                             | Album                                           | Nghệ sĩ             |
| ----------- | ------------------------------------------------------------------------------------------------ | ----------------------------------- | ----------------------------------------------- | ------------------- |
| 7 tháng 1   | "Earth Song"                                                                                     | Michael Jackson                     | (What's the Story) Morning Glory?               | Oasis               |
| 14 tháng 1  | "Jesus to a Child"                                                                               | George Michael                      | (What's the Story) Morning Glory?               | Oasis               |
| 21 tháng 1  | "Spaceman"                                                                                       | Babylon Zoo                         | (What's the Story) Morning Glory?               | Oasis               |
| 28 tháng 1  | "Spaceman"                                                                                       | Babylon Zoo                         | (What's the Story) Morning Glory?               | Oasis               |
| 4 tháng 2   | "Spaceman"                                                                                       | Babylon Zoo                         | (What's the Story) Morning Glory?               | Oasis               |
| 11 tháng 2  | "Spaceman"                                                                                       | Babylon Zoo                         | (What's the Story) Morning Glory?               | Oasis               |
| 18 tháng 2  | "Children"                                                                                       | Robert Miles                        | Expecting to Fly                                | The Bluetones       |
| 25 tháng 2  | "Don't Look Back in Anger"                                                                       | Oasis                               | (What's the Story) Morning Glory?               | Oasis               |
| 3 tháng 3   | "How Deep Is Your Love"                                                                          | Take That                           | (What's the Story) Morning Glory?               | Oasis               |
| 10 tháng 3  | "How Deep Is Your Love"                                                                          | Take That                           | (What's the Story) Morning Glory?               | Oasis               |
| 17 tháng 3  | "Children"                                                                                       | Robert Miles                        | Falling into You                                | Celine Dion         |
| 24 tháng 3  | "Children"                                                                                       | Robert Miles                        | Now That's What I Call Music! 33                | Various artists     |
| 31 tháng 3  | "The X-Files"                                                                                    | Mark Snow                           | Greatest Hits                                   | Take That           |
| 7 tháng 4   | "Ooh Aah... Just a Little Bit"                                                                   | Gina G                              | Greatest Hits                                   | Take That           |
| 14 tháng 4  | "Ooh Aah... Just a Little Bit"                                                                   | Gina G                              | Greatest Hits                                   | Take That           |
| 21 tháng 4  | "Ooh Aah... Just a Little Bit"                                                                   | Gina G                              | Greatest Hits                                   | Take That           |
| 28 tháng 4  | "Ooh Aah... Just a Little Bit"                                                                   | Gina G                              | Jagged Little Pill                              | Alanis Morissette   |
| 5 tháng 5   | "Ooh Aah... Just a Little Bit"                                                                   | Gina G                              | Jagged Little Pill                              | Alanis Morissette   |
| 12 tháng 5  | "Ooh Aah... Just a Little Bit"                                                                   | Gina G                              | Older                                           | George Michael      |
| 19 tháng 5  | "Ooh Aah... Just a Little Bit"                                                                   | Gina G                              | Older                                           | George Michael      |
| 26 tháng 5  | "Ooh Aah... Just a Little Bit"                                                                   | Gina G                              | Older                                           | George Michael      |
| 2 tháng 6   | "Killing Me Softly"                                                                              | Fugees                              | Older                                           | George Michael      |
| 9 tháng 6   | "Killing Me Softly"                                                                              | Fugees                              | Load                                            | Metallica           |
| 16 tháng 6  | "Killing Me Softly"                                                                              | Fugees                              | Jagged Little Pill                              | Alanis Morissette   |
| 23 tháng 6  | "Killing Me Softly"                                                                              | Fugees                              | Jagged Little Pill                              | Alanis Morissette   |
| 30 tháng 6  | "Killing Me Softly"                                                                              | Fugees                              | Recurring Dream: The Very Best of Crowded House | Crowded House       |
| 7 tháng 7   | "Killing Me Softly"                                                                              | Fugees                              | Recurring Dream: The Very Best of Crowded House | Crowded House       |
| 14 tháng 7  | "Killing Me Softly"                                                                              | Fugees                              | Recurring Dream: The Very Best of Crowded House | Crowded House       |
| 21 tháng 7  | "Wannabe"                                                                                        | Spice Girls                         | Recurring Dream: The Very Best of Crowded House | Crowded House       |
| 28 tháng 7  | "Wannabe"                                                                                        | Spice Girls                         | Jagged Little Pill                              | Alanis Morissette   |
| 4 tháng 8   | "Freedom"                                                                                        | Robbie Williams                     | Jagged Little Pill                              | Alanis Morissette   |
| 11 tháng 8  | "Wannabe"                                                                                        | Spice Girls                         | Jagged Little Pill                              | Alanis Morissette   |
| 18 tháng 8  | "Wannabe"                                                                                        | Spice Girls                         | Now That's What I Call Music! 34                | Various artists     |
| 25 tháng 8  | "Wannabe"                                                                                        | Spice Girls                         | Now That's What I Call Music! 34                | Various artists     |
| 1 tháng 9   | "One to Another"                                                                                 | The Charlatans                      | Now That's What I Call Music! 34                | Various artists     |
| 8 tháng 9   | "Flava"                                                                                          | Peter Andre                         | Now That's What I Call Music! 34                | Various artists     |
| 15 tháng 9  | "Breakfast at Tiffany's"                                                                         | Deep Blue Something                 | New Adventures in Hi-Fi                         | R.E.M.              |
| 22 tháng 9  | "Breakfast at Tiffany's"                                                                         | Deep Blue Something                 | K                                               | Kula Shaker         |
| 29 tháng 9  | "Breakfast at Tiffany's"                                                                         | Deep Blue Something                 | K                                               | Kula Shaker         |
| 6 tháng 10  | "Breakfast at Tiffany's"                                                                         | Deep Blue Something                 | K                                               | Kula Shaker         |
| 13 tháng 10 | "Words"                                                                                          | Boyzone                             | Long Distance                                   | Runrig              |
| 20 tháng 10 | "Say You'll Be There"                                                                            | Spice Girls                         | Long Distance                                   | Runrig              |
| 27 tháng 10 | "Say You'll Be There"                                                                            | Spice Girls                         | Blue Is the Colour                              | The Beautiful South |
| 3 tháng 11  | "What Becomes of the Brokenhearted" / "Saturday Night at the Movies" / "You'll Never Walk Alone" | Robson & Jerome                     | A Different Beat                                | Boyzone             |
| 10 tháng 11 | "What Becomes of the Brokenhearted" / "Saturday Night at the Movies" / "You'll Never Walk Alone" | Robson & Jerome                     | Spice                                           | Spice Girls         |
| 17 tháng 11 | "Breathe"                                                                                        | The Prodigy                         | Take Two                                        | Robson & Jerome     |
| 24 tháng 11 | "Breathe"                                                                                        | The Prodigy                         | Take Two                                        | Robson & Jerome     |
| 1 tháng 12  | "One and One"                                                                                    | Robert Miles featuring Maria Nayler | Now That's What I Call Music! 35                | Various artists     |
| 8 tháng 12  | "A Different Beat"                                                                               | Boyzone                             | Spice                                           | Spice Girls         |
| 15 tháng 12 | "Knockin' on Heaven's Door" / "Throw These Guns Away"                                            | Dunblane                            | Spice                                           | Spice Girls         |
| 22 tháng 12 | "2 Become 1"                                                                                     | Spice Girls                         | Spice                                           | Spice Girls         |
| 29 tháng 12 | "2 Become 1"                                                                                     | Spice Girls                         | Spice                                           | Spice Girls         |

### 1997
| Ngày        | Đĩa đơn                                                            | Nghệ sĩ                                | Album                                    | Nghệ sĩ                 |
| ----------- | ------------------------------------------------------------------ | -------------------------------------- | ---------------------------------------- | ----------------------- |
| 5 tháng 1   | "2 Become 1"                                                       | Spice Girls                            | Spice                                    | Spice Girls             |
| 12 tháng 1  | "Freedom 2"                                                        | QFX                                    | Spice                                    | Spice Girls             |
| 19 tháng 1  | "Say What You Want"                                                | Texas                                  | Spice                                    | Spice Girls             |
| 26 tháng 1  | "Beetlebum"                                                        | Blur                                   | Evita                                    | Original Cast Recording |
| 2 tháng 2   | "Where Do You Go"                                                  | No Mercy                               | Glow                                     | Reef                    |
| 9 tháng 2   | "Discothèque"                                                      | U2                                     | White on Blonde                          | Texas                   |
| 16 tháng 2  | "Don't Speak"                                                      | No Doubt                               | White on Blonde                          | Texas                   |
| 23 tháng 2  | "Don't Speak"                                                      | No Doubt                               | White on Blonde                          | Texas                   |
| 2 tháng 3   | "Don't Speak"                                                      | No Doubt                               | The Journey                              | 911                     |
| 9 tháng 3   | "Mama/Who Do You Think You Are"                                    | Spice Girls                            | Pop                                      | U2                      |
| 16 tháng 3  | "Mama/Who Do You Think You Are"                                    | Spice Girls                            | Spice                                    | Spice Girls             |
| 23 tháng 3  | "Mama/Who Do You Think You Are"                                    | Spice Girls                            | Spice                                    | Spice Girls             |
| 30 tháng 3  | "North Country Boy"                                                | The Charlatans                         | Now That's What I Call Music! 36         | Various artists         |
| 6 tháng 4   | "Bellissima"                                                       | DJ Quicksilver                         | Now That's What I Call Music! 36         | Various artists         |
| 13 tháng 4  | "Song 2"                                                           | Blur                                   | Now That's What I Call Music! 36         | Various artists         |
| 20 tháng 4  | "Old Before I Die"                                                 | Robbie Williams                        | Mother Nature Calls                      | Cast                    |
| 27 tháng 4  | "Bodyshakin'"                                                      | 911                                    | Tellin' Stories                          | The Charlatans          |
| 4 tháng 5   | "Love Is the Law"                                                  | The Seahorses                          | White on Blonde                          | Texas                   |
| 11 tháng 5  | "Lovefool"                                                         | The Cardigans                          | White on Blonde                          | Texas                   |
| 18 tháng 5  | "You're Not Alone"                                                 | Olive                                  | White on Blonde                          | Texas                   |
| 25 tháng 5  | "I Wanna Be the Only One"                                          | Eternal featuring BeBe Winans          | White on Blonde                          | Texas                   |
| 1 tháng 6   | "MMMBop"                                                           | Hanson                                 | Do It Yourself                           | The Seahorses           |
| 8 tháng 6   | "MMMBop"                                                           | Hanson                                 | The Best of Bob Dylan                    | Bob Dylan               |
| 15 tháng 6  | "MMMBop"                                                           | Hanson                                 | Best Scottish Album in the World...Ever! | Various artists         |
| 22 tháng 6  | "Bitter Sweet Symphony"                                            | The Verve                              | OK Computer                              | Radiohead               |
| 29 tháng 6  | "Ecuador"                                                          | Sash! featuring Rodriguez              | Best Scottish Album in the World...Ever! | Various artists         |
| 6 tháng 7   | "I'll Be Missing You"                                              | Puff Daddy & Faith Evans featuring 112 | The Fat of the Land                      | The Prodigy             |
| 13 tháng 7  | "D'You Know What I Mean?"                                          | Oasis                                  | The Fat of the Land                      | The Prodigy             |
| 20 tháng 7  | "D'You Know What I Mean?"                                          | Oasis                                  | Now That's What I Call Music! 37         | Various artists         |
| 27 tháng 7  | "Picture of You"                                                   | Boyzone                                | Now That's What I Call Music! 37         | Various artists         |
| 3 tháng 8   | "I'll Be Missing You"                                              | Puff Daddy & Faith Evans featuring 112 | Now That's What I Call Music! 37         | Various artists         |
| 10 tháng 8  | "Men in Black"                                                     | Will Smith                             | White on Blonde                          | Texas                   |
| 17 tháng 8  | "Men in Black"                                                     | Will Smith                             | White on Blonde                          | Texas                   |
| 24 tháng 8  | "Tubthumping"                                                      | Chumbawamba                            | Be Here Now                              | Oasis                   |
| 31 tháng 8  | "Tubthumping"                                                      | Chumbawamba                            | Be Here Now                              | Oasis                   |
| 7 tháng 9   | "The Drugs Don't Work"                                             | The Verve                              | Be Here Now                              | Oasis                   |
| 14 tháng 9  | "Something About the Way You Look Tonight/Candle in the Wind 1997" | Elton John                             | Be Here Now                              | Oasis                   |
| 21 tháng 9  | "Something About the Way You Look Tonight/Candle in the Wind 1997" | Elton John                             | tháng 3in' Already                       | Ocean Colour Scene      |
| 28 tháng 9  | "Something About the Way You Look Tonight/Candle in the Wind 1997" | Elton John                             | Be Here Now                              | Oasis                   |
| 5 tháng 10  | "Something About the Way You Look Tonight/Candle in the Wind 1997" | Elton John                             | Urban Hymns                              | The Verve               |
| 12 tháng 10 | "Something About the Way You Look Tonight/Candle in the Wind 1997" | Elton John                             | Urban Hymns                              | The Verve               |
| 19 tháng 10 | "Spice Up Your Life"                                               | Spice Girls                            | Urban Hymns                              | The Verve               |
| 26 tháng 10 | "Barbie Girl"                                                      | Aqua                                   | Urban Hymns                              | The Verve               |
| 2 tháng 11  | "Barbie Girl"                                                      | Aqua                                   | Urban Hymns                              | The Verve               |
| 9 tháng 11  | "Barbie Girl"                                                      | Aqua                                   | Spiceworld                               | Spice Girls             |
| 16 tháng 11 | "Barbie Girl"                                                      | Aqua                                   | Spiceworld                               | Spice Girls             |
| 23 tháng 11 | "Perfect Day"                                                      | Various artists                        | Now That's What I Call Music! 38         | Various artists         |
| 30 tháng 11 | "Perfect Day"                                                      | Various artists                        | Now That's What I Call Music! 38         | Various artists         |
| 7 tháng 12  | "Teletubbies say 'Eh-oh!'"                                         | Teletubbies                            | Now That's What I Call Music! 38         | Various artists         |
| 14 tháng 12 | "Teletubbies say 'Eh-oh!'"                                         | Teletubbies                            | Now That's What I Call Music! 38         | Various artists         |
| 21 tháng 12 | "Teletubbies say 'Eh-oh!'"                                         | Teletubbies                            | Urban Hymns                              | The Verve               |
| 28 tháng 12 | "Too Much"                                                         | Spice Girls                            | Urban Hymns                              | The Verve               |

### 1998
| Ngày        | Đĩa đơn                                   | Nghệ sĩ                         | Album                                          | Nghệ sĩ                |
| ----------- | ----------------------------------------- | ------------------------------- | ---------------------------------------------- | ---------------------- |
| 4 tháng 1   | "Perfect Day"                             | Various Artists                 | Urban Hymns                                    | The Verve              |
| 11 tháng 1  | "Never Ever"                              | All Saints                      | Urban Hymns                                    | The Verve              |
| 18 tháng 1  | "All Around the World"                    | Oasis                           | Urban Hymns                                    | The Verve              |
| 25 tháng 1  | "Never Ever"                              | All Saints                      | Urban Hymns                                    | The Verve              |
| 1 tháng 2   | "Doctor Jones"                            | Aqua                            | Life thru a Lens                               | Robbie Williams        |
| 8 tháng 2   | "Doctor Jones"                            | Aqua                            | Unfinished Monkey Business                     | Ian Brown              |
| 15 tháng 2  | "My Heart Will Go On"                     | Celine Dion                     | Urban Hymns                                    | The Verve              |
| 22 tháng 2  | "Brimful of Asha (The Norman Cook Remix)" | Cornershop                      | Titanic: Music from the Motion Picture         | James Horner           |
| 1 tháng 3   | "Frozen"                                  | Madonna                         | Melting Pot                                    | The Charlatans         |
| 8 tháng 3   | "My Heart Will Go On"                     | Celine Dion                     | Ray of Light                                   | Madonna                |
| 15 tháng 3  | "It's Like That"                          | Run-D.M.C. vs. Jason Nevins     | Ray of Light                                   | Madonna                |
| 22 tháng 3  | "It's Like That"                          | Run-D.M.C. vs. Jason Nevins     | Let's Talk About Love                          | Celine Dion            |
| 29 tháng 3  | "It's Like That"                          | Run-D.M.C. vs. Jason Nevins     | The Best Of                                    | James                  |
| 5 tháng 4   | "It's Like That"                          | Run-D.M.C. vs. Jason Nevins     | The Best Of                                    | James                  |
| 12 tháng 4  | "It's Like That"                          | Run-D.M.C. vs. Jason Nevins     | Now That's What I Call Music! 39               | Various artists        |
| 19 tháng 4  | "It's Like That"                          | Run-D.M.C. vs. Jason Nevins     | Now That's What I Call Music! 39               | Various artists        |
| 26 tháng 4  | "All That I Need"                         | Boyzone                         | Now That's What I Call Music! 39               | Various artists        |
| 3 tháng 5   | "Ray of Light"                            | Madonna                         | Now That's What I Call Music! 39               | Various artists        |
| 10 tháng 5  | "Turn Back Time"                          | Aqua                            | Now That's What I Call Music! 39               | Various artists        |
| 17 tháng 5  | "Feel It"                                 | The Tamperer featuring tháng 5a | Version 2.0                                    | Garbage                |
| 24 tháng 5  | "Feel It"                                 | The Tamperer featuring tháng 5a | Blue                                           | Simply Red             |
| 31 tháng 5  | "C'est la Vie"                            | B*Witched                       | Where We Belong                                | Boyzone                |
| 7 tháng 6   | "Don't Come Home Too Soon"                | Del Amitri                      | When We Were the New Boys                      | Rod Stewart            |
| 14 tháng 6  | "Carnaval de Paris"                       | Dario G                         | When We Were the New Boys                      | Rod Stewart            |
| 21 tháng 6  | "Carnaval de Paris"                       | Dario G                         | When We Were the New Boys                      | Rod Stewart            |
| 28 tháng 6  | "Carnaval de Paris"                       | Dario G                         | Fresh Hits 98                                  | Various artists        |
| 5 tháng 7   | "C'est la Vie"                            | B*Witched                       | Fresh Hits 98                                  | Various artists        |
| 12 tháng 7  | "C'est la Vie"                            | B*Witched                       | Fresh Hits 98                                  | Various artists        |
| 19 tháng 7  | "Deeper Underground"                      | Jamiroquai                      | Fresh Hits 98                                  | Various artists        |
| 26 tháng 7  | "Viva Forever"                            | Spice Girls                     | Talk on Corners                                | The Corrs              |
| 2 tháng 8   | "Viva Forever"                            | Spice Girls                     | Fresh Hits 98                                  | Various artists        |
| 9 tháng 8   | "No Matter What"                          | Boyzone                         | Now That's What I Call Music! 40               | Various artists        |
| 16 tháng 8  | "No Matter What"                          | Boyzone                         | Now That's What I Call Music! 40               | Various artists        |
| 23 tháng 8  | "No Matter What"                          | Boyzone                         | Now That's What I Call Music! 40               | Various artists        |
| 30 tháng 8  | "No Matter What"                          | Boyzone                         | Where We Belong                                | Boyzone                |
| 6 tháng 9   | "No Matter What"                          | Boyzone                         | Where We Belong                                | Boyzone                |
| 13 tháng 9  | "Millennium"                              | Robbie Williams                 | Hatful of Rain (The Best of Del Amitri)        | Del Amitri             |
| 20 tháng 9  | "Millennium"                              | Robbie Williams                 | This Is My Truth Tell Me Yours                 | Manic Street Preachers |
| 27 tháng 9  | "Rollercoaster"                           | B*Witched                       | This Is My Truth Tell Me Yours                 | Manic Street Preachers |
| 4 tháng 10  | "Rollercoaster"                           | B*Witched                       | This Is My Truth Tell Me Yours                 | Manic Street Preachers |
| 11 tháng 10 | "Girlfriend"                              | Billie                          | Hits                                           | Phil Collins           |
| 18 tháng 10 | "More Than a Woman"                       | 911                             | Quench                                         | The Beautiful South    |
| 25 tháng 10 | "Believe"                                 | Cher                            | Quench                                         | The Beautiful South    |
| 1 tháng 11  | "Believe"                                 | Cher                            | I've Been Expecting You                        | Robbie Williams        |
| 8 tháng 11  | "Believe"                                 | Cher                            | The Best of 1980-1990                          | U2                     |
| 15 tháng 11 | "Believe"                                 | Cher                            | Ladies & Gentlemen: The Best of George Michael | George Michael         |
| 22 tháng 11 | "Believe"                                 | Cher                            | Ladies & Gentlemen: The Best of George Michael | George Michael         |
| 29 tháng 11 | "Believe"                                 | Cher                            | Now That's What I Call Music! 41               | Various artists        |
| 6 tháng 12  | "Believe"                                 | Cher                            | Now That's What I Call Music! 41               | Various artists        |
| 13 tháng 12 | "To You I Belong"                         | B*Witched                       | Now That's What I Call Music! 41               | Various artists        |
| 20 tháng 12 | "Goodbye"                                 | Spice Girls                     | Ladies & Gentlemen: The Best of George Michael | George Michael         |
| 27 tháng 12 | "Chocolate Salty Balls (P.S. I Love You)" | Chef                            | Ladies & Gentlemen: The Best of George Michael | George Michael         |

### 1999
| Ngày        | Đĩa đơn                                          | Nghệ sĩ            | Album                            | Nghệ sĩ               |
| ----------- | ------------------------------------------------ | ------------------ | -------------------------------- | --------------------- |
| 3 tháng 1   | "Heartbeat/Tragedy"                              | Steps              | Step One                         | Steps                 |
| 10 tháng 1  | "Praise You"                                     | Fatboy Slim        | I've Been Expecting You          | Robbie Williams       |
| 17 tháng 1  | "A Little Bit More"                              | 911                | You've Come a Long Way, Baby     | Fatboy Slim           |
| 24 tháng 1  | "Pretty Fly (for a White Guy)"                   | The Offspring      | You've Come a Long Way, Baby     | Fatboy Slim           |
| 31 tháng 1  | "Pretty Fly (for a White Guy)"                   | The Offspring      | You've Come a Long Way, Baby     | Fatboy Slim           |
| 7 tháng 2   | "Maria"                                          | Blondie            | You've Come a Long Way, Baby     | Fatboy Slim           |
| 14 tháng 2  | "Protect Your Mind (For the Love of a Princess)" | DJ Sakin & Friends | Love Songs                       | Various artists       |
| 21 tháng 2  | "...Baby One More Time"                          | Britney Spears     | Euphoria                         | Various artists       |
| 28 tháng 2  | "...Baby One More Time"                          | Britney Spears     | Euphoria                         | Various artists       |
| 7 tháng 3   | "When the Going Gets Tough"                      | Boyzone            | Euphoria                         | Various artists       |
| 14 tháng 3  | "When the Going Gets Tough"                      | Boyzone            | Performance and Cocktails        | Stereophonics         |
| 21 tháng 3  | "When the Going Gets Tough"                      | Boyzone            | 13                               | Blur                  |
| 28 tháng 3  | "Flat Beat"                                      | Mr. Oizo           | New Hits 99                      | Various artists       |
| 4 tháng 4   | "Flat Beat"                                      | Mr. Oizo           | Now That's What I Call Music! 42 | Various artists       |
| 11 tháng 4  | "Perfect Moment"                                 | Martine McCutcheon | Now That's What I Call Music! 42 | Various artists       |
| 18 tháng 4  | "Perfect Moment"                                 | Martine McCutcheon | Now That's What I Call Music! 42 | Various artists       |
| 25 tháng 4  | "In Our Lifetime"                                | Texas              | Now That's What I Call Music! 42 | Various artists       |
| 2 tháng 5   | "Why Don't You Get a Job?"                       | The Offspring      | Now That's What I Call Music! 42 | Various artists       |
| 9 tháng 5   | "I Want It That Way"                             | Backstreet Boys    | Now That's What I Call Music! 42 | Various artists       |
| 16 tháng 5  | "You Needed Me"                                  | Boyzone            | The Hush                         | Texas                 |
| 23 tháng 5  | "You Needed Me"                                  | Boyzone            | The Hush                         | Texas                 |
| 30 tháng 5  | "That Don't Impress Me Much"                     | Shania Twain       | The Hush                         | Texas                 |
| 6 tháng 6   | "Everybody's Free (To Wear Sunscreen)"           | Baz Luhrmann       | By Request                       | Boyzone               |
| 13 tháng 6  | "Bring It All Back"                              | S Club 7           | By Request                       | Boyzone               |
| 20 tháng 6  | "Boom, Boom, Boom, Boom!!"                       | Vengaboys          | By Request                       | Boyzone               |
| 27 tháng 6  | "9 PM (Till I Come)"                             | ATB                | Surrender                        | The Chemical Brothers |
| 4 tháng 7   | "9 PM (Till I Come)"                             | ATB                | Come On Over                     | Shania Twain          |
| 11 tháng 7  | "9 PM (Till I Come)"                             | ATB                | By Request                       | Boyzone               |
| 18 tháng 7  | "Love's Got a Hold on My Heart"                  | Steps              | By Request                       | Boyzone               |
| 25 tháng 7  | "If Ya Gettin' Down"                             | Five               | Now That's What I Call Music! 43 | Various artists       |
| 1 tháng 8   | "When You Say Nothing at All"                    | Ronan Keating      | Now That's What I Call Music! 43 | Various artists       |
| 8 tháng 8   | "Better Off Alone"                               | Alice Deejay       | Now That's What I Call Music! 43 | Various artists       |
| 15 tháng 8  | "Better Off Alone"                               | Alice Deejay       | The Man Who                      | Travis                |
| 22 tháng 8  | "Mi Chico Latino"                                | Geri Halliwell     | The Man Who                      | Travis                |
| 29 tháng 8  | "Mambo No. 5 (A Little Bit Of...)"               | Lou Bega           | The Man Who                      | Travis                |
| 5 tháng 9   | "Mambo No. 5 (A Little Bit Of...)"               | Lou Bega           | The Man Who                      | Travis                |
| 12 tháng 9  | "We're Going to Ibiza!"                          | Vengaboys          | Come On Over                     | Shania Twain          |
| 19 tháng 9  | "Blue (Da Ba Dee)"                               | Eiffel 65          | Come On Over                     | Shania Twain          |
| 26 tháng 9  | "Blue (Da Ba Dee)"                               | Eiffel 65          | Rhythm and Stealth               | Leftfield             |
| 3 tháng 10  | "Blue (Da Ba Dee)"                               | Eiffel 65          | Come On Over                     | Shania Twain          |
| 10 tháng 10 | "2 Times"                                        | Ann Lee            | Come On Over                     | Shania Twain          |
| 17 tháng 10 | "2 Times"                                        | Ann Lee            | Come On Over                     | Shania Twain          |
| 24 tháng 10 | "2 Times"                                        | Ann Lee            | Come On Over                     | Shania Twain          |
| 31 tháng 10 | "Keep On Movin'"                                 | Five               | Steptacular                      | Steps                 |
| 7 tháng 11  | "She's the One/It's Only Us"                     | Robbie Williams    | Steptacular                      | Steps                 |
| 14 tháng 11 | "She's the One/It's Only Us"                     | Robbie Williams    | Steptacular                      | Steps                 |
| 21 tháng 11 | "King of My Castle"                              | Wamdue Project     | Steptacular                      | Steps                 |
| 28 tháng 11 | "King of My Castle"                              | Wamdue Project     | Now That's What I Call Music! 44 | Various artists       |
| 5 tháng 12  | "The Millennium Prayer"                          | Cliff Richard      | Now That's What I Call Music! 44 | Various artists       |
| 12 tháng 12 | "Kiss (When the Sun Don't Shine)"                | Vengaboys          | Now That's What I Call Music! 44 | Various artists       |
| 19 tháng 12 | "I Have a Dream/Seasons in the Sun"              | Westlife           | Now That's What I Call Music! 44 | Various artists       |
| 26 tháng 12 | "I Have a Dream/Seasons in the Sun"              | Westlife           | The Man Who                      | Travis                |

### 2000
| Ngày        | Đĩa đơn                             | Nghệ sĩ                                   | Album                               | Nghệ sĩ             |
| ----------- | ----------------------------------- | ----------------------------------------- | ----------------------------------- | ------------------- |
| 2 tháng 1   | "I Have a Dream/Seasons in the Sun" | Westlife                                  | The Man Who                         | Travis              |
| 9 tháng 1   | "I Have a Dream/Seasons in the Sun" | Westlife                                  | The Man Who                         | Travis              |
| 16 tháng 1  | "The Masses Against the Classes"    | Manic Street Preachers                    | The Man Who                         | Travis              |
| 23 tháng 1  | "Born to Make You Happy"            | Britney Spears                            | Clubber's Guide To... 2000          | Various artists     |
| 30 tháng 1  | "The Great Beyond"                  | R.E.M.                                    | Clubber's Guide To... 2000          | Various artists     |
| 6 tháng 2   | "Adelante"                          | Sash!                                     | XTRMNTR                             | Primal Scream       |
| 13 tháng 2  | "Go Let It Out"                     | Oasis                                     | The Man Who                         | Travis              |
| 20 tháng 2  | "Pure Shores"                       | All Saints                                | Rise                                | Gabrielle           |
| 27 tháng 2  | "Pure Shores"                       | All Saints                                | The Beach                           | Original Soundtrack |
| 5 tháng 3   | "American Pie"                      | Madonna                                   | Standing on the Shoulders of Giants | Oasis               |
| 12 tháng 3  | "American Pie"                      | Madonna                                   | The Man Who                         | Travis              |
| 19 tháng 3  | "Bag It Up"                         | Geri Halliwell                            | The Man Who                         | Travis              |
| 26 tháng 3  | "Never Be the Same Again"           | Melanie C featuring Lisa "Left Eye" Lopes | Play                                | Moby                |
| 2 tháng 4   | "Fool Again"                        | Westlife                                  | Play                                | Moby                |
| 9 tháng 4   | "The Bad Touch"                     | Bloodhound Gang                           | Play                                | Moby                |
| 16 tháng 4  | "Toca's Miracle"                    | Fragma                                    | Play                                | Moby                |
| 23 tháng 4  | "Toca's Miracle"                    | Fragma                                    | Play                                | Moby                |
| 30 tháng 4  | "Toca's Miracle"                    | Fragma                                    | Play                                | Moby                |
| 7 tháng 5   | "Oops!... I Did It Again"           | Britney Spears                            | Play                                | Moby                |
| 14 tháng 5  | "Don't Call Me Baby"                | Madison Avenue                            | Reload                              | Tom Jones           |
| 21 tháng 5  | "Day & Night"                       | Billie Piper                              | Oops!... I Did It Again             | Britney Spears      |
| 28 tháng 5  | "It Feels So Good"                  | Sonique                                   | Whitney: The Greatest Hits          | Whitney Houston     |
| 4 tháng 6   | "It Feels So Good"                  | Sonique                                   | Crush                               | Bon Jovi            |
| 11 tháng 6  | "Coming Around"                     | Travis                                    | Reload                              | Tom Jones           |
| 18 tháng 6  | "You See the Trouble with Me"       | Black Legend                              | Reload                              | Tom Jones           |
| 25 tháng 6  | "Spinning Around"                   | Kylie Minogue                             | Play                                | Moby                |
| 2 tháng 7   | "The Real Slim Shady"               | Eminem                                    | Alone with Everybody                | Richard Ashcroft    |
| 9 tháng 7   | "Breathless"                        | The Corrs                                 | The Marshall Mathers LP             | Eminem              |
| 16 tháng 7  | "Life Is a Rollercoaster"           | Ronan Keating                             | Parachutes                          | Coldplay            |
| 23 tháng 7  | "Life Is a Rollercoaster"           | Ronan Keating                             | In Blue                             | The Corrs           |
| 30 tháng 7  | "Life Is a Rollercoaster"           | Ronan Keating                             | In Blue                             | The Corrs           |
| 6 tháng 8   | "Rock DJ"                           | Robbie Williams                           | Ronan                               | Ronan Keating       |
| 13 tháng 8  | "Rock DJ"                           | Robbie Williams                           | Ronan                               | Ronan Keating       |
| 20 tháng 8  | "Groovejet (If This Ain't Love)"    | Spiller featuring Sophie Ellis-Bextor     | Born to Do It                       | Craig David         |
| 27 tháng 8  | "Groovejet (If This Ain't Love)"    | Spiller featuring Sophie Ellis-Bextor     | Born to Do It                       | Craig David         |
| 3 tháng 9   | "Take On Me"                        | A1                                        | Sing When You're Winning            | Robbie Williams     |
| 10 tháng 9  | "Lady (Hear Me Tonight)"            | Modjo                                     | Sing When You're Winning            | Robbie Williams     |
| 17 tháng 9  | "Lady (Hear Me Tonight)"            | Modjo                                     | Sing When You're Winning            | Robbie Williams     |
| 24 tháng 9  | "Against All Odds"                  | Mariah Carey and Westlife                 | Music                               | Madonna             |
| 1 tháng 10  | "Against All Odds"                  | Mariah Carey and Westlife                 | Music                               | Madonna             |
| 8 tháng 10  | "Silence"                           | Delerium featuring Sarah McLachlan        | Kid A                               | Radiohead           |
| 15 tháng 10 | "Beautiful Day"                     | U2                                        | Kid A                               | Radiohead           |
| 22 tháng 10 | "Stomp"                             | Steps                                     | Saints & Sinners                    | All Saints          |
| 29 tháng 10 | "Holler/Let Love Lead the Way"      | Spice Girls                               | The Greatest Hits                   | Texas               |
| 5 tháng 11  | "My Love"                           | Westlife                                  | All That You Can't Leave Behind     | U2                  |
| 12 tháng 11 | "My Love"                           | Westlife                                  | Coast to Coast                      | Westlife            |
| 19 tháng 11 | "Can't Fight the Moonlight"         | LeAnn Rimes                               | 1                                   | The Beatles         |
| 26 tháng 11 | "Can't Fight the Moonlight"         | LeAnn Rimes                               | 1                                   | The Beatles         |
| 3 tháng 12  | "Never Had a Dream Come True"       | S Club 7                                  | 1                                   | The Beatles         |
| 10 tháng 12 | "Stan"                              | Eminem                                    | 1                                   | The Beatles         |
| 17 tháng 12 | "Can We Fix It?"                    | Bob the Builder                           | 1                                   | The Beatles         |
| 24 tháng 12 | "Can We Fix It?"                    | Bob the Builder                           | 1                                   | The Beatles         |
| 31 tháng 12 | "Can We Fix It?"                    | Bob the Builder                           | 1                                   | The Beatles         |

### 2001
| Ngày        | Đĩa đơn                        | Nghệ sĩ                                    | Album                                             | Nghệ sĩ         |
| ----------- | ------------------------------ | ------------------------------------------ | ------------------------------------------------- | --------------- |
| 7 tháng 1   | "Touch Me"                     | Rui da Silva featuring Cassandra           | 1                                                 | The Beatles     |
| 14 tháng 1  | "Touch Me"                     | Rui da Silva featuring Cassandra           | Westlife                                          | Westlife        |
| 21 tháng 1  | "Everytime You Need Me"        | Fragma featuring Maria Rubia               | Chocolate Starfish and the Hot Dog Flavored Water | Limp Bizkit     |
| 28 tháng 1  | "Rollin'"                      | Limp Bizkit                                | Chocolate Starfish and the Hot Dog Flavored Water | Limp Bizkit     |
| 4 tháng 2   | "Whole Again"                  | Atomic Kitten                              | No Angel                                          | Dido            |
| 11 tháng 2  | "Whole Again"                  | Atomic Kitten                              | No Angel                                          | Dido            |
| 18 tháng 2  | "Whole Again"                  | Atomic Kitten                              | No Angel                                          | Dido            |
| 25 tháng 2  | "Whole Again"                  | Atomic Kitten                              | No Angel                                          | Dido            |
| 4 tháng 3   | "It Wasn't Me"                 | Shaggy featuring Rikrok                    | No Angel                                          | Dido            |
| 11 tháng 3  | "Uptown Girl"                  | Westlife                                   | No Angel                                          | Dido            |
| 18 tháng 3  | "Pure and Simple"              | Hear'Say                                   | Songbird                                          | Eva Cassidy     |
| 25 tháng 3  | "Pure and Simple"              | Hear'Say                                   | Songbird                                          | Eva Cassidy     |
| 1 tháng 4   | "Pure and Simple"              | Hear'Say                                   | Popstars                                          | Hear'Say        |
| 8 tháng 4   | "What Took You So Long?"       | Emma Bunton                                | Popstars                                          | Hear'Say        |
| 15 tháng 4  | "What Took You So Long?"       | Emma Bunton                                | Just Enough Education to Perform                  | Stereophonics   |
| 22 tháng 4  | "Lovin' Each Day"              | Ronan Keating                              | Just Enough Education to Perform                  | Stereophonics   |
| 29 tháng 4  | "Don't Stop Movin'"            | S Club 7                                   | Just Enough Education to Perform                  | Stereophonics   |
| 6 tháng 5   | "It's Raining Men"             | Geri Halliwell                             | Survivor                                          | Destiny's Child |
| 13 tháng 5  | "It's Raining Men"             | Geri Halliwell                             | Survivor                                          | Destiny's Child |
| 20 tháng 5  | "It's Raining Men"             | Geri Halliwell                             | Reveal                                            | R.E.M.          |
| 27 tháng 5  | "Don't Stop Movin'"            | S Club 7                                   | Reveal                                            | R.E.M.          |
| 3 tháng 6   | "Angel"                        | Shaggy featuring Rayvon                    | No Angel                                          | Dido            |
| 10 tháng 6  | "Angel"                        | Shaggy featuring Rayvon                    | Amnesiac                                          | Radiohead       |
| 17 tháng 6  | "Angel"                        | Shaggy featuring Rayvon                    | The Invisible Band                                | Travis          |
| 24 tháng 6  | "Lady Marmalade"               | Christina Aguilera, Lil' Kim, Mýa and Pink | The Invisible Band                                | Travis          |
| 1 tháng 7   | "The Way to Your Love"         | Hear'Say                                   | The Invisible Band                                | Travis          |
| 8 tháng 7   | "A Little Respect"             | Wheatus                                    | The Invisible Band                                | Travis          |
| 15 tháng 7  | "Castles in the Sky"           | Ian Van Dahl                               | The Invisible Band                                | Travis          |
| 22 tháng 7  | "Castles in the Sky"           | Ian Van Dahl                               | The Invisible Band                                | Travis          |
| 29 tháng 7  | "Eternal Flame"                | Atomic Kitten                              | White Ladder                                      | David Gray      |
| 5 tháng 8   | "Eternal Flame"                | Atomic Kitten                              | White Ladder                                      | David Gray      |
| 12 tháng 8  | "Eternal Flame"                | Atomic Kitten                              | Right Now                                         | Atomic Kitten   |
| 19 tháng 8  | "Let's Dance"                  | Five                                       | White Ladder                                      | David Gray      |
| 26 tháng 8  | "Take Me Home"                 | Sophie Ellis-Bextor                        | Break the Cycle                                   | Staind          |
| 2 tháng 9   | "Follow Me"                    | Uncle Kracker                              | Iowa                                              | Slipknot        |
| 9 tháng 9   | "Mambo No. 5"                  | Bob the Builder                            | A Funk Odyssey                                    | Jamiroquai      |
| 16 tháng 9  | "Hey Baby"                     | DJ Ötzi                                    | Wonderland                                        | The Charlatans  |
| 23 tháng 9  | "Can't Get You Out of My Head" | Kylie Minogue                              | The Id                                            | Macy Gray       |
| 30 tháng 9  | "Can't Get You Out of My Head" | Kylie Minogue                              | The Invisible Band                                | Travis          |
| 7 tháng 10  | "Can't Get You Out of My Head" | Kylie Minogue                              | Fever                                             | Kylie Minogue   |
| 14 tháng 10 | "Hey Baby"                     | DJ Ötzi                                    | Fever                                             | Kylie Minogue   |
| 21 tháng 10 | "Because I Got High"           | Afroman                                    | Gold: Greatest Hits                               | Steps           |
| 28 tháng 10 | "Because I Got High"           | Afroman                                    | Gold: Greatest Hits                               | Steps           |
| 4 tháng 11  | "Because I Got High"           | Afroman                                    | Gold: Greatest Hits                               | Steps           |
| 11 tháng 11 | "Queen of My Heart"            | Westlife                                   | Gold: Greatest Hits                               | Steps           |
| 18 tháng 11 | "Queen of My Heart"            | Westlife                                   | World of Our Own                                  | Westlife        |
| 25 tháng 11 | "Have You Ever"                | S Club 7                                   | Swing When You're Winning                         | Robbie Williams |
| 2 tháng 12  | "Have You Ever"                | S Club 7                                   | Swing When You're Winning                         | Robbie Williams |
| 9 tháng 12  | "Country Roads"                | Hermes House Band                          | Swing When You're Winning                         | Robbie Williams |
| 16 tháng 12 | "Somethin' Stupid"             | Robbie Williams and Nicole Kidman          | Swing When You're Winning                         | Robbie Williams |
| 23 tháng 12 | "Somethin' Stupid"             | Robbie Williams and Nicole Kidman          | Swing When You're Winning                         | Robbie Williams |
| 30 tháng 12 | "Somethin' Stupid"             | Robbie Williams and Nicole Kidman          | Swing When You're Winning                         | Robbie Williams |

### 2002
| Ngày        | Đĩa đơn                                       | Nghệ sĩ                             | Album                                   | Nghệ sĩ               |
| ----------- | --------------------------------------------- | ----------------------------------- | --------------------------------------- | --------------------- |
| 6 tháng 1   | "Country Roads"                               | Hermes House Band                   | Swing When You're Winning               | Robbie Williams       |
| 13 tháng 1  | "The Whistle Song"                            | DJ Aligator Project                 | Just Enough Education to Perform        | Stereophonics         |
| 20 tháng 1  | "My Sweet Lord"                               | George Harrison                     | Just Enough Education to Perform        | Stereophonics         |
| 27 tháng 1  | "Hero"                                        | Enrique Iglesias                    | Just Enough Education to Perform        | Stereophonics         |
| 3 tháng 2   | "Hero"                                        | Enrique Iglesias                    | Come with Us                            | The Chemical Brothers |
| 10 tháng 2  | "Hero"                                        | Enrique Iglesias                    | Escape                                  | Enrique Iglesias      |
| 17 tháng 2  | "Hero"                                        | Enrique Iglesias                    | Escape                                  | Enrique Iglesias      |
| 24 tháng 2  | "World of Our Own"                            | Westlife                            | Escape                                  | Enrique Iglesias      |
| 3 tháng 3   | "Anything is Possible/Evergreen"              | Will Young                          | The Very Best Of                        | Sting & The Police    |
| 10 tháng 3  | "Anything is Possible/Evergreen"              | Will Young                          | The Essential Barbra Streisand          | Barbra Streisand      |
| 17 tháng 3  | "Anything is Possible/Evergreen"              | Will Young                          | Laundry Service                         | Shakira               |
| 24 tháng 3  | "Unchained Melody"                            | Gareth Gates                        | Silver Side Up                          | Nickelback            |
| 31 tháng 3  | "Unchained Melody"                            | Gareth Gates                        | A New Day Has Come                      | Céline Dion           |
| 7 tháng 4   | "Unchained Melody"                            | Gareth Gates                        | A New Day Has Come                      | Céline Dion           |
| 14 tháng 4  | "Unchained Melody"                            | Gareth Gates                        | C'mon, C'mon                            | Sheryl Crow           |
| 21 tháng 4  | "The Hindu Times"                             | Oasis                               | C'mon, C'mon                            | Sheryl Crow           |
| 28 tháng 4  | "Freak Like Me"                               | Sugababes                           | A New Day Has Come                      | Céline Dion           |
| 5 tháng 5   | "Kiss Kiss"                                   | Holly Valance                       | The Last Broadcast                      | Doves                 |
| 12 tháng 5  | "If Tomorrow Never Comes"                     | Ronan Keating                       | Escape                                  | Enrique Iglesias      |
| 19 tháng 5  | "If Tomorrow Never Comes"                     | Ronan Keating                       | 18                                      | Moby                  |
| 26 tháng 5  | "Without Me"                                  | Eminem                              | Destination                             | Ronan Keating         |
| 2 tháng 6   | "Light My Fire"                               | Will Young                          | The Eminem Show                         | Eminem                |
| 9 tháng 6   | "Light My Fire"                               | Will Young                          | The Eminem Show                         | Eminem                |
| 16 tháng 6  | "A Little Less Conversation"                  | Elvis vs. JXL                       | The Eminem Show                         | Eminem                |
| 23 tháng 6  | "A Little Less Conversation"                  | Elvis vs. JXL                       | The Eminem Show                         | Eminem                |
| 30 tháng 6  | "A Little Less Conversation"                  | Elvis vs. JXL                       | The Eminem Show                         | Eminem                |
| 7 tháng 7   | "A Little Less Conversation"                  | Elvis vs. JXL                       | Heathen Chemistry                       | Oasis                 |
| 14 tháng 7  | "Anyone of Us (Stupid Mistake)"               | Gareth Gates                        | By the Way                              | Red Hot Chili Peppers |
| 21 tháng 7  | "Anyone of Us (Stupid Mistake)"               | Gareth Gates                        | By the Way                              | Red Hot Chili Peppers |
| 28 tháng 7  | "Anyone of Us (Stupid Mistake)"               | Gareth Gates                        | By the Way                              | Red Hot Chili Peppers |
| 4 tháng 8   | "Colourblind"                                 | Darius                              | The Rising                              | Bruce Springsteen     |
| 11 tháng 8  | "Colourblind"                                 | Darius                              | By the Way                              | Red Hot Chili Peppers |
| 18 tháng 8  | "Round Round"                                 | Sugababes                           | By the Way                              | Red Hot Chili Peppers |
| 25 tháng 8  | "Round Round"                                 | Sugababes                           | Imagine                                 | Eva Cassidy           |
| 1 tháng 9   | "The Tide Is High (Get the Feeling)"          | Atomic Kitten                       | A Rush of Blood to the Head             | Coldplay              |
| 8 tháng 9   | "The Tide Is High (Get the Feeling)"          | Atomic Kitten                       | A Rush of Blood to the Head             | Coldplay              |
| 15 tháng 9  | "The Tide Is High (Get the Feeling)"          | Atomic Kitten                       | Feels So Good                           | Atomic Kitten         |
| 22 tháng 9  | "Just Like a Pill"                            | Pink                                | Feels So Good                           | Atomic Kitten         |
| 29 tháng 9  | "The Long and Winding Road/ Suspicious Minds" | Will Young & Gareth Gates           | Elv1s – 30#1 Hits                       | Elvis Presley         |
| 6 tháng 10  | "The Long and Winding Road/ Suspicious Minds" | Will Young & Gareth Gates           | Elv1s – 30#1 Hits                       | Elvis Presley         |
| 13 tháng 10 | "The Ketchup Song (Aserejé)"                  | Las Ketchup                         | From Now On                             | Will Young            |
| 20 tháng 10 | "Dilemma"                                     | Nelly featuring Kelly Rowland       | From Now On                             | Will Young            |
| 27 tháng 10 | "The Ketchup Song (Aserejé)"                  | Las Ketchup                         | One by One                              | Foo Fighters          |
| 3 tháng 11  | "Heaven"                                      | DJ Sammy & Yanou featuring Do       | A New Day At Midnight                   | David Gray            |
| 10 tháng 11 | "Unbreakable"                                 | Westlife                            | The Best of 1990–2000                   | U2                    |
| 17 tháng 11 | "Dirrty"                                      | Christina Aguilera featuring Redman | Unbreakable: The Greatest Hits Volume 1 | Westlife              |
| 24 tháng 11 | "Dirrty"                                      | Christina Aguilera featuring Redman | Escapology                              | Robbie Williams       |
| 1 tháng 12  | "We've Got Tonight"                           | Ronan Keating feat. Lulu            | Escapology                              | Robbie Williams       |
| 8 tháng 12  | "Cheeky Song (Touch My Bum)"                  | The Cheeky Girls                    | Escapology                              | Robbie Williams       |
| 15 tháng 12 | "Sorry Seems to Be the Hardest Word"          | Blue featuring Elton John           | Escapology                              | Robbie Williams       |
| 22 tháng 12 | "Sound of the Underground"                    | Girls Aloud                         | Escapology                              | Robbie Williams       |
| 29 tháng 12 | "Sound of the Underground"                    | Girls Aloud                         | Escapology                              | Robbie Williams       |

### 2003
| Ngày        | Đĩa đơn                                       | Nghệ sĩ                              | Album                                 | Nghệ sĩ               |
| ----------- | --------------------------------------------- | ------------------------------------ | ------------------------------------- | --------------------- |
| 5 tháng 1   | "Sound of the Underground"                    | Girls Aloud                          | Let Go                                | Avril Lavigne         |
| 12 tháng 1  | "Danger High Voltage"                         | Electric Six                         | Let Go                                | Avril Lavigne         |
| 19 tháng 1  | "Stop Living the Lie"                         | David Sneddon                        | Let Go                                | Avril Lavigne         |
| 26 tháng 1  | "Stop Living the Lie"                         | David Sneddon                        | Let Go                                | Avril Lavigne         |
| 2 tháng 2   | "All the Things She Said"                     | T.A.T.u.                             | Busted                                | Busted                |
| 9 tháng 2   | "Songbird"                                    | Oasis                                | Simply Deep                           | Kelly Rowland         |
| 16 tháng 2  | "I Can't Break Down"                          | Sinéad Quinn                         | 100th Window                          | Massive Attack        |
| 23 tháng 2  | "All the Things She Said"                     | T.A.T.u.                             | By the Way                            | Red Hot Chili Peppers |
| 2 tháng 3   | "The Boys of Summer"                          | DJ Sammy featuring Loona             | Greatest Hits                         | Tom Jones             |
| 9 tháng 3   | "Beautiful"                                   | Christina Aguilera                   | Come Away With Me                     | Norah Jones           |
| 16 tháng 3  | "Spirit in the Sky"                           | Gareth Gates & The Kumars            | Come Away With Me                     | Norah Jones           |
| 23 tháng 3  | "Spirit in the Sky"                           | Gareth Gates & The Kumars            | Come Away With Me                     | Norah Jones           |
| 30 tháng 3  | "Make Luv"                                    | Room 5 featuring Oliver Cheatham     | Come Away With Me                     | Norah Jones           |
| 6 tháng 4   | "Make Luv"                                    | Room 5 featuring Oliver Cheatham     | Elephant                              | The White Stripes     |
| 13 tháng 4  | "Make Luv"                                    | Room 5 featuring Oliver Cheatham     | Elephant                              | The White Stripes     |
| 20 tháng 4  | "Make Luv"                                    | Room 5 featuring Oliver Cheatham     | Elephant                              | The White Stripes     |
| 27 tháng 4  | "Don't Let Go"                                | David Sneddon                        | American Life                         | Madonna               |
| 4 tháng 5   | "Loneliness"                                  | Tomcraft                             | Seven Years - Ten Weeks               | David Sneddon         |
| 11 tháng 5  | "Take Your Shoes Off"                         | The Cheeky Girls                     | Think Tank                            | Blur                  |
| 18 tháng 5  | "Ignition (Remix)"                            | R. Kelly                             | Busted                                | Busted                |
| 25 tháng 5  | "Ignition (Remix)"                            | R. Kelly                             | Justified                             | Justin Timberlake     |
| 1 tháng 6   | "Say Goodbye / Love Ain't Gonna Wait For You" | S Club                               | Justified                             | Justin Timberlake     |
| 8 tháng 6   | "Bring Me to Life"                            | Evanescence                          | You Gotta Go There to Come Back       | Stereophonics         |
| 15 tháng 6  | "Bring Me to Life"                            | Evanescence                          | Hail to the Thief                     | Radiohead             |
| 22 tháng 6  | "Fast Food Song"                              | Fast Food Rockers                    | Fallen                                | Evanescence           |
| 29 tháng 6  | "Fast Food Song"                              | Fast Food Rockers                    | Dangerously in Love                   | Beyoncé               |
| 6 tháng 7   | "Crazy in Love"                               | Beyoncé featuring Jay-Z              | Dangerously in Love                   | Beyoncé               |
| 13 tháng 7  | "Crazy in Love"                               | Beyoncé featuring Jay-Z              | Dangerously in Love                   | Beyoncé               |
| 20 tháng 7  | "Crazy in Love"                               | Beyoncé featuring Jay-Z              | Dangerously in Love                   | Beyoncé               |
| 27 tháng 7  | "Crazy in Love"                               | Beyoncé featuring Jay-Z              | Dangerously in Love                   | Beyoncé               |
| 3 tháng 8   | "Something Beautiful"                         | Robbie Williams                      | Magic and Medicine                    | The Coral             |
| 10 tháng 8  | "Pretty Green Eyes"                           | Ultrabeat                            | Magic and Medicine                    | The Coral             |
| 17 tháng 8  | "Pretty Green Eyes"                           | Ultrabeat                            | American Tune                         | Eva Cassidy           |
| 24 tháng 8  | "Pretty Green Eyes"                           | Ultrabeat                            | American Tune                         | Eva Cassidy           |
| 31 tháng 8  | "Are You Ready for Love"                      | Elton John                           | Permission to Land                    | The Darkness          |
| 7 tháng 9   | "Where Is the Love?"                          | The Black Eyed Peas                  | Permission to Land                    | The Darkness          |
| 14 tháng 9  | "Where Is the Love?"                          | The Black Eyed Peas                  | Permission to Land                    | The Darkness          |
| 21 tháng 9  | "Where Is the Love?"                          | The Black Eyed Peas                  | Permission to Land                    | The Darkness          |
| 28 tháng 9  | "Where Is the Love?"                          | The Black Eyed Peas                  | Permission to Land                    | The Darkness          |
| 5 tháng 10  | "Where Is the Love?"                          | The Black Eyed Peas                  | Life for Rent                         | Dido                  |
| 12 tháng 10 | "Where Is the Love?"                          | The Black Eyed Peas                  | Life for Rent                         | Dido                  |
| 19 tháng 10 | "Hole in the Head"                            | Sugababes                            | Life for Rent                         | Dido                  |
| 26 tháng 10 | "Be Faithful"                                 | Fatman Scoop                         | Rooms on Fire                         | The Strokes           |
| 2 tháng 11  | "Be Faithful"                                 | Fatman Scoop                         | In Time: The Best of R.E.M. 1988–2003 | R.E.M                 |
| 9 tháng 11  | "Slow"                                        | Kylie Minogue                        | Life for Rent                         | Dido                  |
| 16 tháng 11 | "Crashed the Wedding"                         | Busted                               | Life for Rent                         | Dido                  |
| 23 tháng 11 | "Mandy"                                       | Westlife                             | A Present for Everyone                | Busted                |
| 30 tháng 11 | "Leave Right Now"                             | Will Young                           | Turnaround                            | Westlife              |
| 7 tháng 12  | "Leave Right Now"                             | Will Young                           | Life for Rent                         | Dido                  |
| 14 tháng 12 | "Changes"                                     | Ozzy Osbourne & Kelly Osbourne       | Life for Rent                         | Dido                  |
| 21 tháng 12 | "Mad World"                                   | Michael Andrews featuring Gary Jules | Life for Rent                         | Dido                  |
| 28 tháng 12 | "Mad World"                                   | Michael Andrews featuring Gary Jules | Life for Rent                         | Dido                  |

### 2004
| Ngày        | Đĩa đơn                           | Nghệ sĩ                                | Album                           | Nghệ sĩ               |
| ----------- | --------------------------------- | -------------------------------------- | ------------------------------- | --------------------- |
| 4 tháng 1   | "Mad World"                       | Michael Andrews featuring Gary Jules   | Life for Rent                   | Dido                  |
| 11 tháng 1  | "All This Time"                   | Michelle McManus                       | Life for Rent                   | Dido                  |
| 18 tháng 1  | "All This Time"                   | Michelle McManus                       | Life for Rent                   | Dido                  |
| 25 tháng 1  | "All This Time"                   | Michelle McManus                       | Call Off the Search             | Katie Melua           |
| 1 tháng 2   | "Take Me to the Clouds Above"     | LMC vs. U2                             | Call Off the Search             | Katie Melua           |
| 8 tháng 2   | "Take Me to the Clouds Above"     | LMC vs. U2                             | Call Off the Search             | Katie Melua           |
| 14 tháng 2  | "Take Me to the Clouds Above"     | LMC vs. U2                             | Feels Like Home                 | Norah Jones           |
| 21 tháng 2  | "Take Me to the Clouds Above"     | LMC vs. U2                             | The Meaning of Love             | Michelle McManus      |
| 29 tháng 2  | "Mysterious Girl"                 | Peter Andre                            | The Meaning of Love             | Michelle McManus      |
| 7 tháng 3   | "Toxic"                           | Britney Spears                         | Call Off the Search             | Katie Melua           |
| 14 tháng 3  | "Cha Cha Slide"                   | DJ Casper                              | Call Off the Search             | Katie Melua           |
| 21 tháng 3  | "Cha Cha Slide"                   | DJ Casper                              | Patience                        | George Michael        |
| 28 tháng 3  | "Left Outside Alone"              | Anastacia                              | Greatest Hits                   | Guns N' Roses         |
| 4 tháng 4   | "Five Colours in Her Hair"        | McFly                                  | Anastacia                       | Anastacia             |
| 11 tháng 4  | "Come with Me"                    | Special D.                             | Anastacia                       | Anastacia             |
| 18 tháng 4  | "Fuck It (I Don't Want You Back)" | Eamon                                  | Greatest Hits                   | Guns N' Roses         |
| 25 tháng 4  | "Fuck It (I Don't Want You Back)" | Eamon                                  | Greatest Hits                   | Guns N' Roses         |
| 2 tháng 5   | "Fuck It (I Don't Want You Back)" | Eamon                                  | D12 World                       | D12                   |
| 9 tháng 5   | "Fuck It (I Don't Want You Back)" | Eamon                                  | Greatest Hits                   | Guns N' Roses         |
| 16 tháng 5  | "F.U.R.B. (Fuck You Right Back)"  | Frankee                                | Hopes and Fears                 | Keane                 |
| 23 tháng 5  | "F.U.R.B. (Fuck You Right Back)"  | Frankee                                | Hopes and Fears                 | Keane                 |
| 30 tháng 5  | "F.U.R.B. (Fuck You Right Back)"  | Frankee                                | Hopes and Fears                 | Keane                 |
| 6 tháng 6   | "I Don't Wanna Know"              | Mario Winans featuring P. Diddy & Enya | Hopes and Fears                 | Keane                 |
| 13 tháng 6  | "I Don't Wanna Know"              | Mario Winans featuring P. Diddy & Enya | Hopes and Fears                 | Keane                 |
| 20 tháng 6  | "Everytime"                       | Britney Spears                         | Hopes and Fears                 | Keane                 |
| 27 tháng 6  | "Obviously"                       | McFly                                  | Scissor Sisters                 | Scissor Sisters       |
| 4 tháng 7   | "The Show"                        | Girls Aloud                            | Scissor Sisters                 | Scissor Sisters       |
| 11 tháng 7  | "Everytime"                       | Britney Spears                         | Scissor Sisters                 | Scissor Sisters       |
| 18 tháng 7  | "Some Girls"                      | Rachel Stevens                         | Scissor Sisters                 | Scissor Sisters       |
| 25 tháng 7  | "Dry Your Eyes"                   | The Streets                            | Scissor Sisters                 | Scissor Sisters       |
| 1 tháng 8   | "Thunderbirds / 3AM"              | Busted                                 | Live in Hyde Park               | Red Hot Chili Peppers |
| 8 tháng 8   | "Thunderbirds / 3AM"              | Busted                                 | Final Straw                     | Snow Patrol           |
| 15 tháng 8  | "Thunderbirds / 3AM"              | Busted                                 | Anastacia                       | Anastacia             |
| 22 tháng 8  | "These Words"                     | Natasha Bedingfield                    | Hopes and Fears                 | Keane                 |
| 29 tháng 8  | "These Words"                     | Natasha Bedingfield                    | Hopes and Fears                 | Keane                 |
| 5 tháng 9   | "Leave (Get Out)"                 | JoJo                                   | The Libertines                  | The Libertines        |
| 12 tháng 9  | "Real to Me"                      | Brian McFadden                         | Unwritten                       | Natasha Bedingfield   |
| 19 tháng 9  | "Call On Me"                      | Eric Prydz                             | Out of Nothing                  | Embrace               |
| 26 tháng 9  | "Call On Me"                      | Eric Prydz                             | American Idiot                  | Green Day             |
| 3 tháng 10  | "Call On Me"                      | Eric Prydz                             | American Idiot                  | Green Day             |
| 10 tháng 10 | "Radio"                           | Robbie Williams                        | Around the Sun                  | R.E.M.                |
| 17 tháng 10 | "Call On Me"                      | Eric Prydz                             | 10 Years of Hits                | Ronan Keating         |
| 24 tháng 10 | "Call On Me"                      | Eric Prydz                             | Greatest Hits                   | Robbie Williams       |
| 31 tháng 10 | "Call On Me"                      | Eric Prydz                             | Greatest Hits                   | Robbie Williams       |
| 7 tháng 11  | "Just Lose It"                    | Eminem                                 | Il Divo                         | Il Divo               |
| 14 tháng 11 | "Vertigo"                         | U2                                     | Greatest Hits - My Prerogative  | Britney Spears        |
| 21 tháng 11 | "I'll Stand By You"               | Girls Aloud                            | Encore                          | Eminem                |
| 28 tháng 11 | "I'll Stand By You"               | Girls Aloud                            | How to Dismantle an Atomic Bomb | U2                    |
| 5 tháng 12  | "Do They Know It's Christmas?"    | Band Aid 20                            | How to Dismantle an Atomic Bomb | U2                    |
| 12 tháng 12 | "Do They Know It's Christmas?"    | Band Aid 20                            | How to Dismantle an Atomic Bomb | U2                    |
| 19 tháng 12 | "Do They Know It's Christmas?"    | Band Aid 20                            | Greatest Hits                   | Robbie Williams       |
| 26 tháng 12 | "Do They Know It's Christmas?"    | Band Aid 20                            | Greatest Hits                   | Robbie Williams       |

### 2005
| Ngày        | Đĩa đơn                                   | Nghệ sĩ                                   | Album                            | Nghệ sĩ           |
| ----------- | ----------------------------------------- | ----------------------------------------- | -------------------------------- | ----------------- |
| 2 tháng 1   | "Against All Odds"                        | Steve Brookstein                          | American Idiot                   | Green Day         |
| 9 tháng 1   | "Jailhouse Rock"                          | Elvis Presley                             | Hot Fuss                         | The Killers       |
| 16 tháng 1  | "One Night"                               | Elvis Presley                             | Hot Fuss                         | The Killers       |
| 23 tháng 1  | "(Now and Then There's) A Fool Such as I" | Elvis Presley                             | Hot Fuss                         | The Killers       |
| 30 tháng 1  | "It's Now Or Never"                       | Elvis Presley                             | Hot Fuss                         | The Killers       |
| 6 tháng 2   | "Like Toy Soldiers"                       | Eminem                                    | Tourist                          | Athlete           |
| 13 tháng 2  | "Sometimes You Can't Make It on Your Own" | U2                                        | Scissor Sisters                  | Scissor Sisters   |
| 20 tháng 2  | "Get Right"                               | Jennifer Lopez                            | Scissor Sisters                  | Scissor Sisters   |
| 27 tháng 2  | "Over and Over"                           | Nelly                                     | Some Cities                      | The Doves         |
| 6 tháng 3   | "Dakota"                                  | Stereophonics                             | G4                               | G4                |
| 13 tháng 3  | "All About You/You've Got a Friend"       | McFly                                     | The Massacre                     | 50 Cent           |
| 20 tháng 3  | "Is This the Way to Amarillo"             | Tony Christie featuring Peter Kay         | Language. Sex. Violence. Other?  | Stereophonics     |
| 27 tháng 3  | "Is This the Way to Amarillo"             | Tony Christie featuring Peter Kay         | Definitive Collection            | Tony Christie     |
| 3 tháng 4   | "Is This the Way to Amarillo"             | Tony Christie featuring Peter Kay         | Definitive Collection            | Tony Christie     |
| 10 tháng 4  | "Is This the Way to Amarillo"             | Tony Christie featuring Peter Kay         | Definitive Collection            | Tony Christie     |
| 17 tháng 4  | "Is This the Way to Amarillo"             | Tony Christie featuring Peter Kay         | Definitive Collection            | Tony Christie     |
| 24 tháng 4  | "Is This the Way to Amarillo"             | Tony Christie featuring Peter Kay         | Definitive Collection            | Tony Christie     |
| 1 tháng 5   | "Is This the Way to Amarillo"             | Tony Christie featuring Peter Kay         | Devils and Dust                  | Bruce Springsteen |
| 8 tháng 5   | "Lonely"                                  | Akon                                      | Trouble                          | Akon              |
| 15 tháng 5  | "Lonely"                                  | Akon                                      | Heart and Soul                   | Steve Brookstein  |
| 22 tháng 5  | "Lyla"                                    | Oasis                                     | Heart and Soul                   | Steve Brookstein  |
| 29 tháng 5  | "Axel F"                                  | Crazy Frog                                | Demon Days                       | Gorillaz          |
| 5 tháng 6   | "Axel F"                                  | Crazy Frog                                | Don't Believe the Truth          | Oasis             |
| 12 tháng 6  | "Axel F"                                  | Crazy Frog                                | X&Y                              | Coldplay          |
| 19 tháng 6  | "Axel F"                                  | Crazy Frog                                | X&Y                              | Coldplay          |
| 26 tháng 6  | "Ghetto Gospel"                           | 2Pac featuring Elton John                 | X&Y                              | Coldplay          |
| 3 tháng 7   | "Ghetto Gospel"                           | 2Pac featuring Elton John                 | X&Y                              | Coldplay          |
| 10 tháng 7  | "Ghetto Gospel"                           | 2Pac featuring Elton John                 | Back to Bedlam                   | James Blunt       |
| 17 tháng 7  | "You're Beautiful"                        | James Blunt                               | Back to Bedlam                   | James Blunt       |
| 24 tháng 7  | "You're Beautiful"                        | James Blunt                               | Back to Bedlam                   | James Blunt       |
| 31 tháng 7  | "You're Beautiful"                        | James Blunt                               | Back to Bedlam                   | James Blunt       |
| 7 tháng 8   | "You're Beautiful"                        | James Blunt                               | Back to Bedlam                   | James Blunt       |
| 14 tháng 8  | "You're Beautiful"                        | James Blunt                               | Back to Bedlam                   | James Blunt       |
| 21 tháng 8  | "I'll Be OK"                              | McFly                                     | Back to Bedlam                   | James Blunt       |
| 28 tháng 8  | "The Importance of Being Idle"            | Oasis                                     | Back to Bedlam                   | James Blunt       |
| 5 tháng 9   | "Bad Day"                                 | Daniel Powter                             | Wonderland                       | McFly             |
| 12 tháng 9  | "Don't Cha"                               | The Pussycat Dolls featuring Busta Rhymes | Eye to the Telescope             | KT Tunstall       |
| 19 tháng 9  | "Don't Cha"                               | The Pussycat Dolls featuring Busta Rhymes | Life In Slow Motion              | David Gray        |
| 26 tháng 9  | "Don't Cha"                               | The Pussycat Dolls featuring Busta Rhymes | Life In Slow Motion              | David Gray        |
| 3 tháng 10  | "Push the Button"                         | Sugababes                                 | Piece By Piece                   | Katie Melua       |
| 9 tháng 10  | "Push the Button"                         | Sugababes                                 | You Could Have It So Much Better | Franz Ferdinand   |
| 17 tháng 10 | "Push the Button"                         | Sugababes                                 | Taller in More Ways              | Sugababes         |
| 24 tháng 10 | "I Bet You Look Good On the Dance Floor"  | Arctic Monkeys                            | Their Law: The Singles 1990–2005 | The Prodigy       |
| 1 tháng 11  | "You Raise Me Up"                         | Westlife                                  | Intensive Care                   | Robbie Williams   |
| 18 tháng 11 | "You Raise Me Up"                         | Westlife                                  | Face to Face                     | Westlife          |
| 15 tháng 11 | "Hung Up"                                 | Madonna                                   | Face to Face                     | Westlife          |
| 22 tháng 11 | "Hung Up"                                 | Madonna                                   | Confessions on a Dance Floor     | Madonna           |
| 29 tháng 11 | "Hung Up"                                 | Madonna                                   | Confessions on a Dance Floor     | Madonna           |
| 6 tháng 12  | "Let There Be Love"                       | Oasis                                     | Face to Face                     | Westlife          |
| 13 tháng 12 | "Hung Up"                                 | Madonna                                   | Curtain Call: The Hits           | Eminem            |
| 22 tháng 12 | "JCB song"                                | Nizlopi                                   | Face to Face                     | Westlife          |
| 29 tháng 12 | "That's My Goal"                          | Shayne Ward                               | Intensive Care                   | Robbie Williams   |

### 2006
| Ngày        | Đĩa đơn                                                | Nghệ sĩ                         | Album                                         | Nghệ sĩ               |
| ----------- | ------------------------------------------------------ | ------------------------------- | --------------------------------------------- | --------------------- |
| 7 tháng 1   | "That's My Goal"                                       | Shayne Ward                     | Curtain Call: The Hits                        | Eminem                |
| 14 tháng 1  | "That's My Goal"                                       | Shayne Ward                     | First Impressions of Earth                    | The Strokes           |
| 21 tháng 1  | "That's My Goal"                                       | Shayne Ward                     | First Impressions of Earth                    | The Strokes           |
| 28 tháng 1  | "When the Sun Goes Down"                               | Arctic Monkeys                  | Stars of CCTV                                 | Hard-Fi               |
| 4 tháng 2   | "That's My Goal"                                       | Shayne Ward                     | Whatever People Say I Am, That's What I'm Not | Arctic Monkeys        |
| 11 tháng 2  | "You Spin Me Round (Like a Record)"                    | Dead Or Alive                   | Whatever People Say I Am, That's What I'm Not | Arctic Monkeys        |
| 18 tháng 2  | "Thunder In My Heart Again"                            | Meck                            | Whatever People Say I Am, That's What I'm Not | Arctic Monkeys        |
| 25 tháng 2  | "Thunder In My Heart Again"                            | Meck                            | Whatever People Say I Am, That's What I'm Not | Arctic Monkeys        |
| 4 tháng 3   | "Sorry"                                                | Madonna                         | Eye to the Telescope                          | KT Tunstall           |
| 11 tháng 3  | "It's Chico Time"                                      | Chico                           | Corinne Bailey Rae                            | Corinne Bailey Rae    |
| 18 tháng 3  | "It's Chico Time"                                      | Chico                           | On an Island                                  | David Gilmour         |
| 25 tháng 3  | "It's Chico Time"                                      | Chico                           | In Between Dreams                             | Jack Johnson          |
| 1 tháng 4   | "Nature's Law"                                         | Embrace                         | Journey South                                 | Journey South         |
| 8 tháng 4   | "Tribute to Jinky"                                     | Various Artists                 | Ringleader of the Tormentors                  | Morrissey             |
| 15 tháng 4  | "Crazy"                                                | Gnarls Barkley                  | The Hardest Way to Make an Easy Living        | The Streets           |
| 22 tháng 4  | "Crazy"                                                | Gnarls Barkley                  | Shayne Ward                                   | Shayne Ward           |
| 29 tháng 4  | "Crazy"                                                | Gnarls Barkley                  | Shayne Ward                                   | Shayne Ward           |
| 6 tháng 5   | "Crazy"                                                | Gnarls Barkley                  | Eyes Open                                     | Snow Patrol           |
| 13 tháng 5  | "Crazy"                                                | Gnarls Barkley                  | Stadium Arcadium                              | Red Hot Chili Peppers |
| 20 tháng 5  | "Crazy"                                                | Gnarls Barkley                  | Stadium Arcadium                              | Red Hot Chili Peppers |
| 27 tháng 5  | "Crazy"                                                | Gnarls Barkley                  | Stadium Arcadium                              | Red Hot Chili Peppers |
| 3 tháng 6   | "I Wish I Was a Punk Rocker (With Flowers in My Hair)" | Sandi Thom                      | Bright Idea                                   | Orson                 |
| 10 tháng 6  | "I Wish I Was a Punk Rocker (With Flowers in My Hair)" | Sandi Thom                      | Smile... It Confuses People                   | Sandi Thom            |
| 17 tháng 6  | "Scotland Scotland"                                    | Trinidad and Tobago Tartan Army | Under the Iron Sea                            | Keane                 |
| 24 tháng 6  | "I Wish I Was a Punk Rocker (With Flowers in My Hair)" | Sandi Thom                      | Under the Iron Sea                            | Keane                 |
| 1 tháng 7   | "I Wish I Was a Punk Rocker (With Flowers in My Hair)" | Sandi Thom                      | Liberation Transmission                       | LostProphets          |
| 8 tháng 7   | "I Wish I Was a Punk Rocker (With Flowers in My Hair)" | Sandi Thom                      | Black Holes and Revelations                   | Muse                  |
| 15 tháng 7  | "Last Request"                                         | Paolo Nutini                    | Inside In/Inside Out                          | The Kooks             |
| 22 tháng 7  | "Hips Don't Lie"                                       | Shakira & Wyclef Jean           | Razorlight                                    | Razorlight            |
| 29 tháng 7  | "Don't Stop Me Now"                                    | McFly                           | Razorlight                                    | Razorlight            |
| 5 tháng 8   | "Hips Don't Lie"                                       | Shakira & Wyclef Jean           | Undiscovered                                  | James Morrison        |
| 12 tháng 8  | "Stars Are Blind"                                      | Paris Hilton                    | Eyes Open                                     | Snow Patrol           |
| 19 tháng 8  | "Wasted Little DJ's"                                   | The View                        | Back to Basics                                | Christina Aguilera    |
| 26 tháng 8  | "Leave Before the Lights Come On"                      | Arctic Monkeys                  | Eyes Open                                     | Snow Patrol           |
| 2 tháng 9   | "Hips Don't Lie"                                       | Shakira & Wyclef Jean           | Empire                                        | Kasabian              |
| 9 tháng 9   | "SexyBack"                                             | Justin Timberlake               | Eyes Open                                     | Snow Patrol           |
| 16 tháng 9  | "I Don't Feel Like Dancin'"                            | Scissor Sisters                 | Costello Music                                | The Fratellis         |
| 23 tháng 9  | "I Don't Feel Like Dancin'"                            | Scissor Sisters                 | Ta-Dah                                        | Scissor Sisters       |
| 30 tháng 9  | "I Don't Feel Like Dancin'"                            | Scissor Sisters                 | Ta-Dah                                        | Scissor Sisters       |
| 7 tháng 10  | "I Don't Feel Like Dancin'"                            | Scissor Sisters                 | Sam's Town                                    | The Killers           |
| 14 tháng 10 | "I Don't Feel Like Dancin'"                            | Scissor Sisters                 | Sam's Town                                    | The Killers           |
| 21 tháng 10 | "Welcome to the Black Parade"                          | My Chemical Romance             | Sam's Town                                    | The Killers           |
| 28 tháng 10 | "Welcome to the Black Parade"                          | My Chemical Romance             | Rudebox                                       | Robbie Williams       |
| 4 tháng 11  | "Star Girl"                                            | McFly                           | The Sound of Girls Aloud: The Greatest Hits   | Girls Aloud           |
| 11 tháng 11 | "Put Your Hands Up 4 Detroit"                          | Fedde le Grand                  | Angelis                                       | Angelis               |
| 18 tháng 11 | "The Rose"                                             | Westlife                        | Twenty Five                                   | George Michael        |
| 25 tháng 11 | "The Rose"                                             | Westlife                        | Stop the Clocks                               | Oasis                 |
| 2 tháng 12  | "Patience"                                             | Take That                       | Stop the Clocks                               | Oasis                 |
| 9 tháng 12  | "Patience"                                             | Take That                       | Beautiful World                               | Take That             |
| 16 tháng 12 | "Patience"                                             | Take That                       | Beautiful World                               | Take That             |
| 23 tháng 12 | "Patience"                                             | Take That                       | Beautiful World                               | Take That             |
| 30 tháng 12 | "A Moment Like This"                                   | Leona Lewis                     | Beautiful World                               | Take That             |

### 2007
| Ngày        | Đĩa đơn                                       | Nghệ sĩ                                              | Album                             | Nghệ sĩ                |
| ----------- | --------------------------------------------- | ---------------------------------------------------- | --------------------------------- | ---------------------- |
| 6 tháng 1   | "A Moment Like This"                          | Leona Lewis                                          | Beautiful World                   | Take That              |
| 13 tháng 1  | "A Moment Like This"                          | Leona Lewis                                          | These Streets                     | Paolo Nutini           |
| 20 tháng 1  | "A Moment Like This"                          | Leona Lewis                                          | Costello Music                    | The Fratellis          |
| 27 tháng 1  | "Same Jeans"                                  | The View                                             | Back to Black                     | Amy Winehouse          |
| 3 tháng 2   | "Same Jeans"                                  | The View                                             | Hats Off to the Buskers           | The View               |
| 10 tháng 2  | "Grace Kelly"                                 | Mika                                                 | Hats Off to the Buskers           | The View               |
| 17 tháng 2  | "Grace Kelly"                                 | Mika                                                 | Life in Cartoon Motion            | Mika                   |
| 24 tháng 2  | "Grace Kelly"                                 | Mika                                                 | Life in Cartoon Motion            | Mika                   |
| 3 tháng 3   | "Ruby"                                        | The Kaiser Chiefs                                    | Life in Cartoon Motion            | Mika                   |
| 10 tháng 3  | "Shine"                                       | Take That                                            | Yours Truly, Angry Mob            | The Kaiser Chiefs      |
| 17 tháng 3  | "Saturday Superhouse"                         | Biffy Clyro                                          | Neon Bible                        | Arcade Fire            |
| 24 tháng 3  | "Walk This Way"                               | The Sugababes vs. Girls Aloud                        | Doing It My Way                   | Ray Quinn              |
| 31 tháng 3  | "I'm Gonna Be (500 Miles)"                    | The Proclaimers featuring Brian Potter & Andy Pipkin | Beautiful World                   | Take That              |
| 7 tháng 4   | "I'm Gonna Be (500 Miles)"                    | The Proclaimers featuring Brian Potter & Andy Pipkin | Everytime We Touch                | Cascada                |
| 14 tháng 4  | "I'm Gonna Be (500 Miles)"                    | The Proclaimers featuring Brian Potter & Andy Pipkin | Macdonald Brothers                | The Macdonald Brothers |
| 21 tháng 4  | "I'm Gonna Be (500 Miles)"                    | The Proclaimers featuring Brian Potter & Andy Pipkin | Macdonald Brothers                | The Macdonald Brothers |
| 28 tháng 4  | "Brianstorm"                                  | Arctic Monkeys                                       | The Best Damn Thing               | Avril Lavigne          |
| 5 tháng 5   | "Closer"                                      | Travis                                               | Favorite Worst Nightmare          | Arctic Monkeys         |
| 12 tháng 5  | "Your Love Alone Is Not Enough"               | Manic Street Preachers                               | Favorite Worst Nightmare          | Arctic Monkeys         |
| 19 tháng 5  | "Baby's Coming Back"                          | McFly                                                | The Boy With No Name              | Travis                 |
| 26 tháng 5  | "Living Is a Problem Because Everything Dies" | Biffy Clyro                                          | Minutes To Midnight               | Linkin Park            |
| 2 tháng 6   | "Beautiful Liar"                              | Shakira & Beyoncé                                    | It Won't Be Soon Before Long      | Maroon 5               |
| 9 tháng 6   | "Umbrella"                                    | Rihanna featuring Jay-Z                              | It Won't Be Soon Before Long      | Maroon 5               |
| 16 tháng 6  | "Umbrella"                                    | Rihanna featuring Jay-Z                              | Puzzle                            | Biffy Clyro            |
| 23 tháng 6  | "Icky Thump"                                  | The White Stripes                                    | The Traveling Wilburys Collection | Traveling Wilburys     |
| 30 tháng 6  | "Any Dream Will Do"                           | Lee Mead                                             | Icky Thump                        | The White Stripes      |
| 7 tháng 7   | "Umbrella"                                    | Rihanna featuring Jay-Z                              | An End Has a Start                | Editors                |
| 14 tháng 7  | "Umbrella"                                    | Rihanna featuring Jay-Z                              | The Traveling Wilburys Collection | Traveling Wilburys     |
| 21 tháng 7  | "Clean Up Your Eyes"                          | The Dykeenies                                        | We'll Live and Die in These Towns | The Enemy              |
| 28 tháng 7  | "Mr Rock & Roll"                              | Amy Macdonald                                        | One Chance                        | Paul Potts             |
| 4 tháng 8   | "The Way I Are"                               | Timbaland featuring Keri Hilson                      | One Chance                        | Paul Potts             |
| 11 tháng 8  | "The Way I Are"                               | Timbaland featuring Keri Hilson                      | This Is the Life                  | Amy Macdonald          |
| 18 tháng 8  | "With Every Heartbeat"                        | Robyn & Kleerup                                      | This Is the Life                  | Amy Macdonald          |
| 25 tháng 8  | "With Every Heartbeat"                        | Robyn & Kleerup                                      | This Is the Life                  | Amy Macdonald          |
| 1 tháng 9   | "With Every Heartbeat"                        | Robyn & Kleerup                                      | This Is the Life                  | Amy Macdonald          |
| 8 tháng 9   | "Beautiful Girls"                             | Sean Kingston                                        | This Is the Life                  | Amy Macdonald          |
| 15 tháng 9  | "Beautiful Girls"                             | Sean Kingston                                        | Life with You                     | The Proclaimers        |
| 22 tháng 9  | "Beautiful Girls"                             | Sean Kingston                                        | Drastic Fantastic                 | KT Tunstall            |
| 29 tháng 9  | "Beautiful Girls"                             | Sean Kingston                                        | All the Lost Souls                | James Blunt            |
| 6 tháng 10  | "No U Hang Up"                                | Shayne Ward                                          | Echoes, Silence, Patience & Grace | Foo Fighters           |
| 13 tháng 10 | "About You Now"                               | The Sugababes                                        | Magic                             | Bruce Springsteen      |
| 20 tháng 10 | "About You Now"                               | The Sugababes                                        | Change                            | Sugababes              |
| 27 tháng 10 | "About You Now"                               | The Sugababes                                        | Pull the Pin                      | Stereophonics          |
| 3 tháng 11  | "Bleeding Love"                               | Leona Lewis                                          | The Trick to Life                 | The Hoosiers           |
| 10 tháng 11 | "Bleeding Love"                               | Leona Lewis                                          | Long Road Out of Eden             | The Eagles             |
| 17 tháng 11 | "Bleeding Love"                               | Leona Lewis                                          | Back Home                         | Westlife               |
| 24 tháng 11 | "Loch Lomond"                                 | Runrig featuring Tartan Army                         | Spirit                            | Leona Lewis            |
| 1 tháng 12  | "Loch Lomond"                                 | Runrig featuring Tartan Army                         | Spirit                            | Leona Lewis            |
| 8 tháng 12  | "Loch Lomond"                                 | Runrig featuring Tartan Army                         | Spirit                            | Leona Lewis            |
| 15 tháng 12 | "Loch Lomond"                                 | Runrig featuring Tartan Army                         | Spirit                            | Leona Lewis            |
| 22 tháng 12 | "What a Wonderful World"                      | Eva Cassidy featuring Katie Melua                    | Spirit                            | Leona Lewis            |
| 29 tháng 12 | "When You Believe"                            | Leon Jackson                                         | Spirit                            | Leona Lewis            |

### 2008
| Ngày        | Đĩa đơn                             | Nghệ sĩ                             | Album                                     | Nghệ sĩ             |
| ----------- | ----------------------------------- | ----------------------------------- | ----------------------------------------- | ------------------- |
| 5 tháng 1   | "When You Believe"                  | Leon Jackson                        | Spirit                                    | Leona Lewis         |
| 12 tháng 1  | "When You Believe"                  | Leon Jackson                        | This is the Life                          | Amy Macdonald       |
| 19 tháng 1  | "When You Believe"                  | Leon Jackson                        | This is the Life                          | Amy Macdonald       |
| 26 tháng 1  | "Now You're Gone"                   | Basshunter                          | This is the Life                          | Amy Macdonald       |
| 2 tháng 2   | "Now You're Gone"                   | Basshunter                          | This is the Life                          | Amy Macdonald       |
| 9 tháng 2   | "Young Free & Simple"               | Urbnri                              | 19                                        | Adele               |
| 16 tháng 2  | "Weightless"                        | Wet Wet Wet                         | Sleep Through the Static                  | Jack Johnson        |
| 23 tháng 2  | "Now You're Gone"                   | Basshunter                          | All the Right Reasons                     | Nickelback          |
| 1 tháng 3   | "Now You're Gone"                   | Basshunter                          | All the Right Reasons                     | Nickelback          |
| 8 tháng 3   | Mercy"                              | Duffy                               | Back to Black                             | Amy Winehouse       |
| 15 tháng 3  | Mercy"                              | Duffy                               | Rockferry                                 | Duffy               |
| 22 tháng 3  | "Better in Time"                    | Leona Lewis                         | Rockferry                                 | Duffy               |
| 29 tháng 3  | "Better in Time"                    | Leona Lewis                         | Rockferry                                 | Duffy               |
| 5 tháng 4   | "American Boy"                      | Estelle featuring Kanye West        | Rockferry                                 | Duffy               |
| 12 tháng 4  | "American Boy"                      | Estelle featuring Kanye West        | Accelerate                                | R.E.M.              |
| 19 tháng 4  | "Parallel Worlds"                   | Elliot Minor                        | Rockferry                                 | Duffy               |
| 26 tháng 4  | "Black and Gold"                    | Sam Sparro                          | Konk                                      | The Kooks           |
| 3 tháng 5   | "4 Minutes"                         | Madonna featuring Justin Timberlake | The Age of the Understatement             | Last Shadow Puppets |
| 10 tháng 5  | "4 Minutes"                         | Madonna featuring Justin Timberlake | Hard Candy                                | Madonna             |
| 17 tháng 5  | "God"                               | Attic Lights                        | Jumping All Over the World                | Scooter             |
| 24 tháng 5  | "That's Not My Name"                | The Ting Tings                      | Jumping All Over the World                | Scooter             |
| 31 tháng 5  | "Take a Bow"                        | Rihanna                             | Jumping All Over the World                | Scooter             |
| 7 tháng 6   | "Take a Bow"                        | Rihanna                             | Jumping All Over the World                | Scooter             |
| 14 tháng 6  | "All You Need Is Me"                | Morrissey                           | Home Before Dark                          | Neil Diamond        |
| 21 tháng 6  | "Chick Lit"                         | We Are Scientists                   | Viva la Vida or Death and All His Friends | Coldplay            |
| 28 tháng 6  | "Back Me Up"                        | Urbnri                              | Viva la Vida or Death and All His Friends | Coldplay            |
| 5 tháng 7   | "Geraldine"                         | Glasvegas                           | Viva la Vida or Death and All His Friends | Coldplay            |
| 12 tháng 7  | "Closer"                            | Ne-Yo                               | Viva la Vida or Death and All His Friends | Coldplay            |
| 19 tháng 7  | "All I Ever Wanted"                 | Basshunter                          | Viva la Vida or Death and All His Friends | Coldplay            |
| 26 tháng 7  | "One for the Radio"                 | McFly                               | Now You're Gone – The Album               | Basshunter          |
| 2 tháng 8   | "All Summer Long"                   | Kid Rock                            | Now You're Gone – The Album               | Basshunter          |
| 9 tháng 8   | "All Summer Long"                   | Kid Rock                            | Now You're Gone – The Album               | Basshunter          |
| 16 tháng 8  | "All Summer Long"                   | Kid Rock                            | Gold: Greatest Hits                       | ABBA                |
| 23 tháng 8  | "Love Is Noise"                     | The Verve                           | The Script                                | The Script          |
| 30 tháng 8  | "Look Out Sunshine!"                | The Fratellis                       | The Script                                | The Script          |
| 6 tháng 9   | "Mountains"                         | Biffy Clyro                         | Forth                                     | The Verve           |
| 13 tháng 9  | "I Kissed a Girl"                   | Katy Perry                          | Forth                                     | The Verve           |
| 20 tháng 9  | "Thank You for a Lifetime"          | Cliff Richard                       | Glasvegas                                 | Glasvegas           |
| 27 tháng 9  | "Lies"                              | McFly                               | Glasvegas                                 | Glasvegas           |
| 4 tháng 10  | "Last Goodbye"                      | Avenue                              | Only by the Night                         | Kings of Leon       |
| 11 tháng 10 | "The Shock of the Lightning"        | Oasis                               | Only by the Night                         | Kings of Leon       |
| 18 tháng 10 | "So What"                           | Pink                                | Dig Out Your Soul                         | Oasis               |
| 25 tháng 10 | "Don't Call This Love"              | Leon Jackson                        | Dig Out Your Soul                         | Oasis               |
| 1 tháng 11  | "Don't Call This Love"              | Leon Jackson                        | Black Ice                                 | AC/DC               |
| 8 tháng 11  | "Hero"                              | The X Factor Finalists              | Funhouse                                  | Pink                |
| 15 tháng 11 | "Hero"                              | The X Factor Finalists              | Out of Control                            | Girls Aloud         |
| 22 tháng 11 | "Hero"                              | The X Factor Finalists              | Decade in the Sun: Best of Stereophonics  | Stereophonics       |
| 29 tháng 11 | "Hero"                              | The X Factor Finalists              | Decade in the Sun: Best of Stereophonics  | Stereophonics       |
| 6 tháng 12  | "Hero"                              | The X Factor Finalists              | Day & Age                                 | The Killers         |
| 13 tháng 12 | "I'm Outta Time"                    | Oasis                               | The Circus                                | Take That           |
| 20 tháng 12 | "Peace on Earth/Little Drummer Boy" | Bandaged                            | The Circus                                | Take That           |
| 27 tháng 12 | "Hallelujah"                        | Alexandra Burke                     | The Circus                                | Take That           |

### 2009
| Ngày        | Đĩa đơn                                     | Nghệ sĩ                                                          | Album                         | Nghệ sĩ           |
| ----------- | ------------------------------------------- | ---------------------------------------------------------------- | ----------------------------- | ----------------- |
| 3 tháng 1   | "Hallelujah"                                | Alexandra Burke                                                  | The Circus                    | Take That         |
| 10 tháng 1  | "Hallelujah"                                | Alexandra Burke                                                  | The Circus                    | Take That         |
| 17 tháng 1  | "Hallelujah"                                | Alexandra Burke                                                  | Only by the Night             | Kings Of Leon     |
| 24 tháng 1  | "Hallelujah"                                | Alexandra Burke                                                  | Only by the Night             | Kings Of Leon     |
| 31 tháng 1  | "Hallelujah"                                | Alexandra Burke                                                  | The Fame                      | Lady Gaga         |
| 7 tháng 2   | "Hallelujah"                                | Alexandra Burke                                                  | Working on a Dream            | Bruce Springsteen |
| 14 tháng 2  | "Hallelujah"                                | Alexandra Burke                                                  | Which Bitch?                  | The View          |
| 21 tháng 2  | "I'm Throwing My Arms Around Paris"         | Morrissey                                                        | It's Not Me It's You          | Lily Allen        |
| 28 tháng 2  | "Get On Your Boots"                         | U2                                                               | Only By The Night             | Kings Of Leon     |
| 7 tháng 3   | "Flowers & Football Tops"                   | Glasvegas                                                        | Invaders Must Die             | The Prodigy       |
| 14 tháng 3  | "Just Can't Get Enough"                     | The Saturdays                                                    | No Line On The Horizon        | U2                |
| 21 tháng 3  | "Barry Islands in the Stream"               | Vanessa Jenkins & Bryn West featuring Sir Tom Jones & Robin Gibb | No Line On The Horizon        | U2                |
| 28 tháng 3  | "Barry Islands in the Stream"               | Vanessa Jenkins & Bryn West featuring Sir Tom Jones & Robin Gibb | Songs For My Mother           | Ronan Keating     |
| 4 tháng 4   | "The Haggis"                                | Clax                                                             | Songs For My Mother           | Ronan Keating     |
| 11 tháng 4  | "Right Round"                               | Flo Rida featuring Kesha                                         | The Fame                      | Lady Gaga         |
| 18 tháng 4  | "Wrong"                                     | Depeche Mode                                                     | The Fame                      | Lady Gaga         |
| 25 tháng 4  | "Poker Face"                                | Lady Gaga                                                        | The Fame                      | Lady Gaga         |
| 2 tháng 5   | "The Fields of Anfield Road"                | Liverpool Collective                                             | The Fame                      | Lady Gaga         |
| 9 tháng 5   | "Something Is Squeezing My Skull"           | Morrissey                                                        | Together Through Life         | Bob Dylan         |
| 16 tháng 5  | "Magnificent"                               | U2                                                               | Together Through Life         | Bob Dylan         |
| 23 tháng 5  | "We Made You"                               | Eminem                                                           | 21st Century Breakdown        | Green Day         |
| 30 tháng 5  | "Candy"                                     | Paolo Nutini                                                     | Relapse                       | Eminem            |
| 6 tháng 6   | "Candy"                                     | Paolo Nutini                                                     | Relapse                       | Eminem            |
| 13 tháng 6  | "Fire"                                      | Kasabian                                                         | Sunny Side Up                 | Paolo Nutini      |
| 20 tháng 6  | "The Winner's Song"                         | Geraldine McQueen                                                | Sunny Side Up                 | Paolo Nutini      |
| 27 tháng 6  | "Said It All"                               | Take That                                                        | Sunny Side Up                 | Paolo Nutini      |
| 4 tháng 7   | "Jackets"                                   | Tommy Reilly                                                     | Sunny Side Up                 | Paolo Nutini      |
| 11 tháng 7  | "Evacuate the Dancefloor"                   | Cascada                                                          | Sunny Side Up                 | Paolo Nutini      |
| 18 tháng 7  | "Paparazzi"                                 | Lady Gaga                                                        | The Essential                 | Michael Jackson   |
| 25 tháng 7  | "Beat Again"                                | JLS                                                              | The Essential                 | Michael Jackson   |
| 1 tháng 8   | "Beat Again"                                | JLS                                                              | The Essential                 | Michael Jackson   |
| 8 tháng 8   | "Beat Again"                                | JLS                                                              | Sunny Side Up                 | Paolo Nutini      |
| 15 tháng 8  | "Beat Again"                                | JLS                                                              | Sunny Side Up                 | Paolo Nutini      |
| 22 tháng 8  | "I Gotta Feeling"                           | The Black Eyed Peas                                              | Sunny Side Up                 | Paolo Nutini      |
| 29 tháng 8  | "I Gotta Feeling"                           | The Black Eyed Peas                                              | Ready for the Weekend         | Calvin Harris     |
| 5 tháng 9   | "That Golden Rule"                          | Biffy Clyro                                                      | Humbug                        | Arctic Monkeys    |
| 12 tháng 9  | "I Gotta Feeling"                           | The Black Eyed Peas                                              | Sunny Side Up                 | Paolo Nutini      |
| 19 tháng 9  | "I'll Go Crazy If I Don't Go Crazy Tonight" | U2                                                               | Sunny Side Up                 | Paolo Nutini      |
| 26 tháng 9  | "Celebration"                               | Madonna                                                          | The Resistance                | Muse              |
| 3 tháng 10  | "Celebration"                               | Madonna                                                          | Celebration                   | Madonna           |
| 10 tháng 10 | "Celebration"                               | Madonna                                                          | Brand New Eyes                | Paramore          |
| 17 tháng 10 | "Oopsy Daisy"                               | Chipmunk featuring Ms D                                          | Brand New Eyes                | Paramore          |
| 24 tháng 10 | "Bad Boys"                                  | Alexandra Burke featuring Flo Rida                               | Sunny Side Up                 | Paolo Nutini      |
| 31 tháng 10 | "Fight for This Love"                       | Cheryl Cole                                                      | Overcome                      | Alexandra Burke   |
| 7 tháng 11  | "Fight for This Love"                       | Cheryl Cole                                                      | 3 Words                       | Cheryl Cole       |
| 14 tháng 11 | "Everybody in Love"                         | JLS                                                              | Crazy Love                    | Michael Bublé     |
| 21 tháng 11 | "Meet Me Halfway"                           | The Black Eyed Peas                                              | Reality Killed the Video Star | Robbie Williams   |
| 28 tháng 11 | "You Are Not Alone"                         | The X Factor Finalists                                           | Echo                          | Leona Lewis       |
| 5 tháng 12  | "The Official BBC Children in Need Medley"  | Peter Kay's Animated All-Star Band                               | I Dreamed a Dream             | Susan Boyle       |
| 12 tháng 12 | "The Official BBC Children in Need Medley"  | Peter Kay's Animated All-Star Band                               | I Dreamed a Dream             | Susan Boyle       |
| 19 tháng 12 | "Bad Romance"                               | Lady Gaga                                                        | I Dreamed a Dream             | Susan Boyle       |
| 26 tháng 12 | "The Climb"                                 | Joe McElderry                                                    | I Dreamed a Dream             | Susan Boyle       |

### 2010
| Ngày        | Đĩa đơn                    | Nghệ sĩ                                       | Album                              | Nghệ sĩ         |
| ----------- | -------------------------- | --------------------------------------------- | ---------------------------------- | --------------- |
| 2 tháng 1   | "The Climb"                | Joe McElderry                                 | I Dreamed a Dream                  | Susan Boyle     |
| 9 tháng 1   | "Bad Romance"              | Lady Gaga                                     | Sunny Side Up                      | Paolo Nutini    |
| 16 tháng 1  | "Riverside (Let's Go!)"    | Sidney Samson featuring Wizard Sleeve         | Sunny Side Up                      | Paolo Nutini    |
| 23 tháng 1  | "Replay"                   | Iyaz                                          | Sunny Side Up                      | Paolo Nutini    |
| 30 tháng 1  | "Fireflies"                | Owl City                                      | Sunny Side Up                      | Paolo Nutini    |
| 6 tháng 2   | "Fireflies"                | Owl City                                      | Sunny Side Up                      | Paolo Nutini    |
| 13 tháng 2  | "Fireflies"                | Owl City                                      | Sunny Side Up                      | Paolo Nutini    |
| 20 tháng 2  | "Everybody Hurts"          | Helping Haiti                                 | Sunny Side Up                      | Paolo Nutini    |
| 27 tháng 2  | "Everybody Hurts"          | Helping Haiti                                 | Glee: The Music, Volume 1          | Glee Cast       |
| 6 tháng 3   | "In My Head"               | Jason Derulo                                  | Glee: The Music, Volume 1          | Glee Cast       |
| 13 tháng 3  | "Pass Out"                 | Tinie Tempah                                  | Glee: The Music, Volume 1          | Glee Cast       |
| 20 tháng 3  | "Baby"                     | Justin Bieber featuring Ludacris              | Brother                            | Boyzone         |
| 27 tháng 3  | "Telephone"                | Lady Gaga featuring Beyoncé                   | Glee: The Music, Volume 2          | Glee Cast       |
| 3 tháng 4   | "Telephone"                | Lady Gaga featuring Beyoncé                   | Brother                            | Boyzone         |
| 10 tháng 4  | "This Ain't A Love Song"   | Scouting for Girls                            | Brother                            | Boyzone         |
| 17 tháng 4  | "This Ain't A Love Song"   | Scouting for Girls                            | Brother                            | Boyzone         |
| 24 tháng 4  | "This Ain't A Love Song"   | Scouting for Girls                            | The Defamation of Strickland Banks | Plan B          |
| 1 tháng 5   | "The Best"                 | Tina Turner                                   | Iron Man 2                         | AC/DC           |
| 8 tháng 5   | "Good Times"               | Roll Deep                                     | Iron Man 2                         | AC/DC           |
| 15 tháng 5  | "Good Times"               | Roll Deep                                     | Iron Man 2                         | AC/DC           |
| 22 tháng 5  | "Good Times"               | Roll Deep                                     | Iron Man 2                         | AC/DC           |
| 29 tháng 5  | "Nothin' on You"           | B.o.B featuring Bruno Mars                    | Exile on Main Street               | Rolling Stones  |
| 5 tháng 6   | "Dirtee Disco"             | Dizzee Rascal                                 | Glee: The Music, Volume 3          | Glee Cast       |
| 12 tháng 6  | "Gettin' Over You"         | David Guetta featuring Willis, Fergie & LMFAO | Glee: The Music, Volume 3          | Glee Cast       |
| 19 tháng 6  | "Frisky"                   | Tinie Tempah featuring Labrinth               | Glee: The Music, Volume 3          | Glee Cast       |
| 26 tháng 6  | "Wavin' Flag"              | K'naan                                        | Time Flies... 1994–2009            | Oasis           |
| 3 tháng 7   | "California Gurls"         | Katy Perry featuring Snoop Dogg               | Recovery                           | Eminem          |
| 10 tháng 7  | "California Gurls"         | Katy Perry featuring Snoop Dogg               | Recovery                           | Eminem          |
| 17 tháng 7  | "The Club Is Alive"        | JLS                                           | Aphrodite                          | Kylie Minogue   |
| 24 tháng 7  | "Airplanes"                | B.o.B featuring Hayley Williams               | Recovery                           | Eminem          |
| 31 tháng 7  | "We No Speak Americano"    | Yolanda Be Cool vs. DCUP                      | Recovery                           | Eminem          |
| 7 tháng 8   | "All Time Low"             | The Wanted                                    | Recovery                           | Eminem          |
| 14 tháng 8  | "Club Can't Handle Me"     | Flo Rida featuring David Guetta               | The Suburbs                        | Arcade Fire     |
| 21 tháng 8  | "Club Can't Handle Me"     | Flo Rida featuring David Guetta               | Recovery                           | Eminem          |
| 28 tháng 8  | "Green Light"              | Roll Deep                                     | The Final Frontier                 | Iron Maiden     |
| 4 tháng 9   | "Dynamite"                 | Taio Cruz                                     | Recovery                           | Eminem          |
| 11 tháng 9  | "Teenage Dream"            | Katy Perry                                    | Teenage Dream                      | Katy Perry      |
| 18 tháng 9  | "Start Without You"        | Alexandra Burke featuring Laza Morgan         | Flamingo                           | Brandon Flowers |
| 25 tháng 9  | "Start Without You"        | Alexandra Burke featuring Laza Morgan         | Science & Faith                    | The Script      |
| 2 tháng 10  | "Just The Way You Are"     | Bruno Mars                                    | Science & Faith                    | The Script      |
| 9 tháng 10  | "Written In The Stars"     | Tinie Tempah featuring Eric Turner            | Science & Faith                    | The Script      |
| 16 tháng 10 | "Forget You"               | Cee Lo Green                                  | Disc-Overy                         | Tinie Tempah    |
| 23 tháng 10 | "Barbra Streisand"         | Duck Sauce                                    | Greatest Hits 1990–2010            | Robbie Williams |
| 30 tháng 10 | "Just the Way You Are"     | Bruno Mars                                    | Come Around Sundown                | Kings of Leon   |
| 6 tháng 11  | "Promise This"             | Cheryl Cole                                   | Come Around Sundown                | Kings of Leon   |
| 13 tháng 11 | "Only Girl (In the World)" | Rihanna                                       | Greatest Hits                      | Bon Jovi        |
| 20 tháng 11 | "Only Girl (In the World)" | Rihanna                                       | The Gift                           | Susan Boyle     |
| 27 tháng 11 | "Love You More"            | JLS                                           | Progress                           | Take That       |
| 4 tháng 12  | "Heroes"                   | The X Factor Finalists 2010                   | Progress                           | Take That       |
| 11 tháng 12 | "Poison"                   | Nicole Scherzinger                            | Progress                           | Take That       |
| 18 tháng 12 | "The Time (Dirty Bit)"     | The Black Eyed Peas                           | Progress                           | Take That       |
| 25 tháng 12 | "When We Collide"          | Matt Cardle                                   | Progress                           | Take That       |

### 2011
| Ngày (kết tuần) | Ca khúc                       | Nghệ sĩ                                                 | Bán                                | Tham khảo                          |
| --------------- | ----------------------------- | ------------------------------------------------------- | ---------------------------------- | ---------------------------------- |
| 1 tháng 1       | "When We Collide"             | Matt Cardle                                             | Progress                           | Take That                          |
| 8 tháng 1       | "When We Collide"             | Matt Cardle                                             | Loud                               | Rihanna                            |
| 15 tháng 1      | "What's My Name?"             | Rihanna featuring Drake                                 | Loud                               | Rihanna                            |
| 22 tháng 1      | "Grenade"                     | Bruno Mars                                              | Loud                               | Rihanna                            |
| 29 tháng 1      | "Grenade"                     | Bruno Mars                                              | Doo-Wops & Hooligans               | Bruno Mars                         |
| 5 tháng 2       | "We R Who We R"               | Kesha                                                   | 21                                 | Adele                              |
| 12 tháng 2      | "Price Tag"                   | Jessie J featuring B.o.B                                | 21                                 | Adele                              |
| 19 tháng 2      | "Price Tag"                   | Jessie J featuring B.o.B                                | 21                                 | Adele                              |
| 26 tháng 2      | "Born This Way"               | Lady Gaga                                               | 21                                 | Adele                              |
| 5 tháng 3       | "Someone Like You"            | Adele                                                   | 21                                 | Adele                              |
| 12 tháng 3      | "Someone Like You"            | Adele                                                   | 21                                 | Adele                              |
| 19 tháng 3      | "Someone Like You"            | Adele                                                   | 21                                 | Adele                              |
| 26 tháng 3      | "Don't Hold Your Breath"      | Nicole Scherzinger                                      | 21                                 | Adele                              |
| 2 tháng 4       | "Someone Like You"            | Adele                                                   | 21                                 | Adele                              |
| 9 tháng 4       | "On the Floor"                | Jennifer Lopez featuring Pitbull                        | 21                                 | Adele                              |
| 16 tháng 4      | "On the Floor"                | Jennifer Lopez featuring Pitbull                        | 21                                 | Adele                              |
| 23 tháng 4      | "Party Rock Anthem"           | LMFAO featuring Lauren Bennett and GoonRock             | Wasting Light                      | Foo Fighters                       |
| 30 tháng 4      | "Party Rock Anthem"           | LMFAO featuring Lauren Bennett and GoonRock             | 21                                 | Adele                              |
| 7 tháng 5       | "Party Rock Anthem"           | LMFAO featuring Lauren Bennett and GoonRock             | 21                                 | Adele                              |
| 14 tháng 5      | "Where Them Girls At"         | David Guetta featuring Flo Rida and Nicki Minaj         | 21                                 | Adele                              |
| 21 tháng 5      | "Where Them Girls At"         | David Guetta featuring Flo Rida and Nicki Minaj         | 21                                 | Adele                              |
| 28 tháng 5      | "Give Me Everything"          | Pitbull featuring Ne-Yo, Afrojack and Nayer             | 21                                 | Adele                              |
| 4 tháng 6       | "Give Me Everything"          | Pitbull featuring Ne-Yo, Afrojack and Nayer             | Born This Way                      | Lady Gaga                          |
| 11 tháng 6      | "Give Me Everything"          | Pitbull featuring Ne-Yo, Afrojack and Nayer             | Born This Way                      | Lady Gaga                          |
| 18 tháng 6      | "Changed the Way You Kiss Me" | Example                                                 | Suck It and See                    | Arctic Monkeys                     |
| 25 tháng 6      | "Bounce"                      | Calvin Harris featuring Kelis                           | Progress                           | Take That                          |
| 2 tháng 7       | "Don't Wanna Go Home"         | Jason Derulo                                            | Born This Way                      | Lady Gaga                          |
| 9 tháng 7       | "Don't Wanna Go Home"         | Jason Derulo                                            | 4                                  | Beyoncé                            |
| 16 tháng 7      | "Louder"                      | DJ Fresh featuring Sian Evans                           | 21                                 | Adele                              |
| 23 tháng 7      | "Glad You Came"               | The Wanted                                              | 21                                 | Adele                              |
| 30 tháng 7      | "Glad You Came"               | The Wanted                                              | 21                                 | Adele                              |
| 6 tháng 8       | "She Makes Me Wanna"          | JLS featuring Dev                                       | 21                                 | Adele                              |
| 13 tháng 8      | "Swagger Jagger"              | Cher Lloyd                                              | Back To Black                      | Amy Winehouse                      |
| 20 tháng 8      | "Promises"                    | Nero                                                    | Back To Black                      | Amy Winehouse                      |
| 27 tháng 8      | "Moves Like Jagger"           | Maroon 5 featuring Christina Aguilera                   | 21                                 | Adele                              |
| 3 tháng 9       | "Feel So Close"               | Calvin Harris                                           | Echoes                             | Will Young                         |
| 10 tháng 9      | "Moves Like Jagger"           | Maroon 5 featuring Christina Aguilera                   | Nothing but the Beat               | David Guetta                       |
| 17 tháng 9      | "All About Tonight"           | Pixie Lott                                              | 21                                 | Adele                              |
| 24 tháng 9      | "What Makes You Beautiful"    | One Direction                                           | +                                  | Ed Sheeran                         |
| 1 tháng 10      | "No Regrets"                  | Dappy                                                   | Velociraptor!                      | Kasabian                           |
| 8 tháng 10      | "Loca People"                 | Sak Noel                                                | The Awakening                      | James Morrison                     |
| 15 tháng 10     | "We Found Love"               | Rihanna featuring Calvin Harris                         | The Awakening                      | James Morrison                     |
| 22 tháng 10     | "We Found Love"               | Rihanna featuring Calvin Harris                         | The Ultimate Collection            | Steps                              |
| 29 tháng 10     | "We Found Love"               | Rihanna featuring Calvin Harris                         | Noel Gallagher's High Flying Birds | Noel Gallagher's High Flying Birds |
| 5 tháng 11      | "Read All About It"           | Professor Green featuring Emeli Sandé                   | Mylo Xyloto                        | Coldplay                           |
| 12 tháng 11     | "Read All About It"           | Professor Green featuring Emeli Sandé                   | Ceremonials                        | Florence and the Machine           |
| 19 tháng 11     | "We Found Love"               | Rihanna featuring Calvin Harris                         | Someone to Watch Over Me           | Susan Boyle                        |
| 26 tháng 11     | "Good Feeling"                | Flo Rida                                                | Fallen Empires                     | Snow Patrol                        |
| 3 tháng 12      | "Levels"                      | Avicii                                                  | Talk That Talk                     | Rihanna                            |
| 10 tháng 12     | "Wishing on a Star"           | X Factor Finalists 2011 featuring JLS and One Direction | Christmas                          | Michael Bublé                      |
| 17 tháng 12     | "Dance with Me Tonight"       | Olly Murs                                               | Christmas                          | Michael Bublé                      |
| 24 tháng 12     | "Cannonball"                  | Little Mix                                              | Christmas                          | Michael Bublé                      |
| 31 tháng 12     | "Wherever You Are"            | Military Wives with Gareth Malone                       | Christmas                          | Michael Bublé                      |

### 2012
| Ngày        | Đĩa đơn                        | Nghệ sĩ                                   | Album                                               | Nghệ sĩ                             |
| ----------- | ------------------------------ | ----------------------------------------- | --------------------------------------------------- | ----------------------------------- |
| 7 tháng 1   | "Paradise"                     | Coldplay                                  | Mylo Xyloto                                         | Coldplay                            |
| 14 tháng 1  | "Good Feeling"                 | Flo Rida                                  | 21                                                  | Adele                               |
| 21 tháng 1  | "Domino"                       | Jessie J                                  | 21                                                  | Adele                               |
| 28 tháng 1  | "Domino"                       | Jessie J                                  | 21                                                  | Adele                               |
| 4 tháng 2   | "Titanium"                     | David Guetta featuring Sia                | 21                                                  | Adele                               |
| 11 tháng 2  | "Titanium"                     | David Guetta featuring Sia                | Born to Die                                         | Lana Del Rey                        |
| 18 tháng 2  | "Titanium"                     | David Guetta featuring Sia                | Born to Die                                         | Lana Del Rey                        |
| 25 tháng 2  | "Next To Me"                   | Emeli Sandé                               | Our Version of Events                               | Emeli Sandé                         |
| 3 tháng 3   | "Somebody That I Used to Know" | Gotye featuring Kimbra                    | Our Version of Events                               | Emeli Sandé                         |
| 10 tháng 3  | "Somebody That I Used to Know" | Gotye featuring Kimbra                    | Our Version of Events                               | Emeli Sandé                         |
| 17 tháng 3  | "Starships"                    | Nicki Minaj                               | Wrecking Ball                                       | Bruce Springsteen                   |
| 24 tháng 3  | "Starships"                    | Nicki Minaj                               | Our Version of Events                               | Emeli Sandé                         |
| 31 tháng 3  | "Part of Me"                   | Katy Perry                                | Nothing but the Beat                                | David Guetta                        |
| 7 tháng 4   | "Turn Up the Music"            | Chris Brown                               | MDNA                                                | Madonna                             |
| 14 tháng 4  | "Call Me tháng 5be"            | Carly Rae Jepsen                          | Pink Friday: Roman Reloaded                         | Nicki Minaj                         |
| 21 tháng 4  | "Call Me tháng 5be"            | Carly Rae Jepsen                          | Pink Friday: Roman Reloaded                         | Nicki Minaj                         |
| 28 tháng 4  | "Call Me tháng 5be"            | Carly Rae Jepsen                          | 21                                                  | Adele                               |
| 5 tháng 5   | "Call Me tháng 5be"            | Carly Rae Jepsen                          | Blunderbuss                                         | Jack White                          |
| 12 tháng 5  | "Young"                        | Tulisa                                    | Electra Heart                                       | Marina and the Diamonds             |
| 19 tháng 5  | "R.I.P."                       | Rita Ora featuring Tinie Tempah           | Strangeland                                         | Keane                               |
| 26 tháng 5  | "We Are Young"                 | fun. featuring Janelle Monáe              | Strangeland                                         | Keane                               |
| 2 tháng 6   | "Chasing the Sun"              | The Wanted                                | Mid Air                                             | Paul Buchanan                       |
| 9 tháng 6   | "Feel the Love"                | Rudimental featuring John Newman          | Fall to Grace                                       | Paloma Faith                        |
| 16 tháng 6  | "Whistle"                      | Flo Rida                                  | Sing                                                | Gary Barlow & The Commonwealth Band |
| 23 tháng 6  | "Call My Name"                 | Cheryl Cole                               | Life in a Beautiful Light                           | Amy Macdonald                       |
| 30 tháng 6  | "Payphone"                     | Maroon 5 featuring Wiz Khalifa            | A Million Lights                                    | Cheryl Cole                         |
| 7 tháng 7   | "This Is Love"                 | will.i.am featuring Eva Simons            | Overexposed                                         | Maroon 5                            |
| 14 tháng 7  | "Don't Wake Me Up"             | Chris Brown                               | Overexposed                                         | Maroon 5                            |
| 21 tháng 7  | "Spectrum"                     | Florence and the Machine & Calvin Harris  | Cheeky for a Reason                                 | The View                            |
| 28 tháng 7  | "Spectrum"                     | Florence and the Machine & Calvin Harris  | Cheeky for a Reason                                 | The View                            |
| 4 tháng 8   | "Spectrum"                     | Florence and the Machine & Calvin Harris  | Handwritten                                         | The Gaslight Anthem                 |
| 11 tháng 8  | "We'll Be Coming Back"         | Calvin Harris featuring Example           | Our Version of Events                               | Emeli Sandé                         |
| 18 tháng 8  | "Heatwave"                     | Wiley featuring Ms D                      | Life in a Beautiful Light                           | Amy Macdonald                       |
| 25 tháng 8  | "How We Do (Party)"            | Rita Ora                                  | Our Version of Events                               | Emeli Sandé                         |
| 1 tháng 9   | "Bom Bom"                      | Sam and the Womp                          | Fall to Grace                                       | Paloma Faith                        |
| 8 tháng 9   | "Wings"                        | Little Mix                                | ORA                                                 | Rita Ora                            |
| 15 tháng 9  | "Blow Me (One Last Kiss)"      | Pink                                      | Come of Age                                         | The Vaccines                        |
| 22 tháng 9  | "Hall of Fame"                 | The Script featuring will.i.am            | #3                                                  | The Script                          |
| 29 tháng 9  | "Hall of Fame"                 | The Script featuring will.i.am            | Battle Born                                         | The Killers                         |
| 6 tháng 10  | "Gangnam Style"                | PSY                                       | Babel                                               | Mumford & Sons                      |
| 13 tháng 10 | "Diamonds"                     | Rihanna                                   | The 2nd Law                                         | Muse                                |
| 20 tháng 10 | "Don't You Worry Child"        | Swedish House Mafia featuring John Martin | Babel                                               | Mumford & Sons                      |
| 27 tháng 10 | "Sweet Nothing"                | Calvin Harris featuring Florence Welch    | Jake Bugg                                           | Jake Bugg                           |
| 3 tháng 11  | "Beneath Your Beautiful"       | Labrinth featuring Emeli Sandé            | Red                                                 | Taylor Swift                        |
| 10 tháng 11 | "Candy"                        | Robbie Williams                           | 18 Months                                           | Calvin Harris                       |
| 17 tháng 11 | "Candy"                        | Robbie Williams                           | Take the Crown                                      | Robbie Williams                     |
| 24 tháng 11 | "Little Things"                | One Direction                             | Take Me Home                                        | One Direction                       |
| 1 tháng 12  | "Troublemaker"                 | Olly Murs featuring Flo Rida              | Standing Ovation: The Greatest Songs from the Stage | Susan Boyle                         |
| 8 tháng 12  | "Troublemaker"                 | Olly Murs featuring Flo Rida              | Right Place Right Time                              | Olly Murs                           |
| 15 tháng 12 | "Troublemaker"                 | Olly Murs featuring Flo Rida              | Right Place Right Time                              | Olly Murs                           |
| 22 tháng 12 | "Impossible"                   | James Arthur                              | The Very Best of                                    | Neil Diamond                        |
| 29 tháng 12 | "Impossible"                   | James Arthur                              | Our Version of Events                               | Emeli Sandé                         |

### 2013
| Ngày        | Đĩa đơn                              | Nghệ sĩ                                                  | Album                     | Nghệ sĩ                       |
| ----------- | ------------------------------------ | -------------------------------------------------------- | ------------------------- | ----------------------------- |
| 6 tháng 1   | "Scream & Shout"                     | will.i.am featuring Britney Spears                       | 18 Months                 | Calvin Harris                 |
| 13 tháng 1  | "Scream & Shout"                     | will.i.am featuring Britney Spears                       | 18 Months                 | Calvin Harris                 |
| 20 tháng 1  | "Scream & Shout"                     | will.i.am featuring Britney Spears                       | Les Misérables            | Motion Picture Cast Recording |
| 27 tháng 1  | "Get Up (Rattle)"                    | Bingo Players featuring Far East Movement                | Les Misérables            | Motion Picture Cast Recording |
| 3 tháng 2   | "Get Up (Rattle)"                    | Bingo Players featuring Far East Movement                | Opposites                 | Biffy Clyro                   |
| 10 tháng 2  | "Thrift Shop"                        | Macklemore & Ryan Lewis featuring Wanz                   | Opposites                 | Biffy Clyro                   |
| 17 tháng 2  | "I Could Be the One"                 | Avicii & Nicky Romero                                    | Our Version of Events     | Emeli Sandé                   |
| 24 tháng 2  | "One Way or Another (Teenage Kicks)" | One Direction                                            | Our Version of Events     | Emeli Sandé                   |
| 3 tháng 3   | "Pompeii"                            | Bastille                                                 | Our Version of Events     | Emeli Sandé                   |
| 10 tháng 3  | "Pompeii"                            | Bastille                                                 | Our Version of Events     | Emeli Sandé                   |
| 17 tháng 3  | "Just Give Me a Reason"              | Pink featuring Nate Ruess                                | The Next Day              | David Bowie                   |
| 24 tháng 3  | "What About Us"                      | The Saturdays featuring Sean Paul                        | The 20/20 Experience      | Justin Timberlake             |
| 31 tháng 3  | "What About Us"                      | The Saturdays featuring Sean Paul                        | The 20/20 Experience      | Justin Timberlake             |
| 7 tháng 4   | "Need U (100%)"                      | Duke Dumont featuring A*M*E                              | Night Visions             | Imagine Dragons               |
| 14 tháng 4  | "Ding-Dong! The Witch Is Dead"       | Cast of The Wizard of Oz                                 | Paramore                  | Paramore                      |
| 21 tháng 4  | "#thatPower"                         | will.i.am featuring Justin Bieber                        | To Be Loved               | Michael Bublé                 |
| 28 tháng 4  | "Get Lucky"                          | Daft Punk featuring Pharrell Williams & Nile Rodgers     | To Be Loved               | Michael Bublé                 |
| 5 tháng 5   | "Get Lucky"                          | Daft Punk featuring Pharrell Williams & Nile Rodgers     | Home                      | Rudimental                    |
| 12 tháng 5  | "Get Lucky"                          | Daft Punk featuring Pharrell Williams & Nile Rodgers     | The Shocking Miss Emerald | Caro Emerald                  |
| 19 tháng 5  | "Get Lucky"                          | Daft Punk featuring Pharrell Williams & Nile Rodgers     | Time                      | Rod Stewart                   |
| 26 tháng 5  | "Get Lucky"                          | Daft Punk featuring Pharrell Williams & Nile Rodgers     | Random Access Memories    | Daft Punk                     |
| 2 tháng 6   | "Blurred Lines"                      | Robin Thicke featuring T.I. & Pharrell Williams          | Random Access Memories    | Daft Punk                     |
| 9 tháng 6   | "Blurred Lines"                      | Robin Thicke featuring T.I. & Pharrell Williams          | ...Like Clockwork         | Queens of the Stone Age       |
| 16 tháng 6  | "Blurred Lines"                      | Robin Thicke featuring T.I. & Pharrell Williams          | BE                        | Beady Eye                     |
| 23 tháng 6  | "Blurred Lines"                      | Robin Thicke featuring T.I. & Pharrell Williams          | Time                      | Rod Stewart                   |
| 30 tháng 6  | "I Love It"                          | Icona Pop featuring Charli XCX                           | Long Way Down             | Tom Odell                     |
| 7 tháng 7   | "Love Me Again"                      | John Newman                                              | To Be Loved               | Michael Bublé                 |
| 14 tháng 7  | "Reload"                             | Sebastian Ingrosso featuring Tommy Trash and John Martin | Magna Carta... Holy Grail | Jay-Z                         |
| 21 tháng 7  | "Wake Me Up!"                        | Avicii                                                   | Blurred Lines             | Robin Thicke                  |
| 28 tháng 7  | "Wake Me Up!"                        | Avicii                                                   | Love Never Fails          | Jahméne Douglas               |
| 4 tháng 8   | "Wake Me Up!"                        | Avicii                                                   | The Impossible Dream      | Richard & Adam                |
| 11 tháng 8  | "We Can't Stop"                      | Miley Cyrus                                              | The Impossible Dream      | Richard & Adam                |
| 18 tháng 8  | "Burn"                               | Ellie Goulding                                           | The Impossible Dream      | Richard & Adam                |
| 25 tháng 8  | "Burn"                               | Ellie Goulding                                           | Where You Stand           | Travis                        |
| 1 tháng 9   | "Burn"                               | Ellie Goulding                                           | Hail to the King          | Avenged Sevenfold             |
| 8 tháng 9   | "Roar"                               | Katy Perry                                               | The 1975                  | The 1975                      |
| 15 tháng 9  | "Roar"                               | Katy Perry                                               | AM                        | Arctic Monkeys                |
| 22 tháng 9  | "Talk Dirty"                         | Jason Derulo featuring 2 Chainz                          | AM                        | Arctic Monkeys                |
| 29 tháng 9  | "Counting Stars"                     | OneRepublic                                              | Mechanical Bull           | Kings of Leon                 |
| 6 tháng 10  | "Counting Stars"                     | OneRepublic                                              | Mechanical Bull           | Kings of Leon                 |
| 13 tháng 10 | "Wrecking Ball"                      | Miley Cyrus                                              | Bangerz                   | Miley Cyrus                   |
| 20 tháng 10 | "Counting Stars"                     | OneRepublic                                              | Tribute                   | John Newman                   |
| 27 tháng 10 | "Royals"                             | Lorde                                                    | Prism                     | Katy Perry                    |
| 3 tháng 11  | "Eat, Sleep, Rave, Repeat"           | Fatboy Slim & Riva Starr featuring Beardyman             | Reflektor                 | Arcade Fire                   |
| 10 tháng 11 | "The Monster"                        | Eminem featuring Rihanna                                 | The Marshall Mathers LP 2 | Eminem                        |
| 17 tháng 11 | "Animals"                            | Martin Garrix                                            | Artpop                    | Lady Gaga                     |
| 24 tháng 11 | "Let Me Go"                          | Gary Barlow                                              | Swings Both Ways          | Robbie Williams               |
| 1 tháng 12  | "Under Control"                      | Calvin Harris & Alesso featuring Hurts                   | Midnight Memories         | One Direction                 |
| 8 tháng 12  | "Under Control"                      | Calvin Harris & Alesso featuring Hurts                   | Midnight Memories         | One Direction                 |
| 15 tháng 12 | "Hey Brother"                        | Avicii                                                   | Midnight Memories         | One Direction                 |
| 22 tháng 12 | "Skyscraper"                         | Sam Bailey                                               | Midnight Memories         | One Direction                 |
| 29 tháng 12 | "Hey Brother"                        | Avicii                                                   | Since I Saw You Last      | Gary Barlow                   |

### 2014
| Ngày        | Đĩa đơn                        | Nghệ sĩ                                 | Album                                  | Nghệ sĩ             |
| ----------- | ------------------------------ | --------------------------------------- | -------------------------------------- | ------------------- |
| 5 tháng 1   | "Timber"                       | Pitbull featuring Kesha                 | Halcyon                                | Ellie Goulding      |
| 12 tháng 1  | "Timber"                       | Pitbull featuring Kesha                 | Halcyon                                | Ellie Goulding      |
| 19 tháng 1  | "Timber"                       | Pitbull featuring Kesha                 | High Hopes                             | Bruce Springsteen   |
| 26 tháng 1  | "Rather Be"                    | Clean Bandit featuring Jess Glynne      | High Hopes                             | Bruce Springsteen   |
| 2 tháng 2   | "Rather Be"                    | Clean Bandit featuring Jess Glynne      | Cavalier Youth                         | You Me at Six       |
| 9 tháng 2   | "Rather Be"                    | Clean Bandit featuring Jess Glynne      | True                                   | Avicii              |
| 16 tháng 2  | "Stay the Night"               | Zedd featuring Hayley Williams          | Little Red                             | Katy B              |
| 23 tháng 2  | "Money on My Mind"             | Sam Smith                               | Peroxide                               | Nina Nesbitt        |
| 2 tháng 3   | "Red Lights"                   | Tiësto                                  | Bad Blood                              | Bastille            |
| 9 tháng 3   | "My Love"                      | Route 94 featuring Jess Glynne          | G I R L                                | Pharrell Williams   |
| 16 tháng 3  | "Tsunami (Jump)"               | DVBBS & Borgeous featuring Tinie Tempah | The Take Off and Landing of Everything | Elbow               |
| 23 tháng 3  | "Don't You Want Me"            | Human League                            | In the Arms of an Angel                | Nicholas McDonald   |
| 30 tháng 3  | "She Looks So Perfect"         | 5 Seconds of Summer                     | The Power of Love                      | Sam Bailey          |
| 6 tháng 4   | "The Man"                      | Aloe Blacc                              | Out Among the Stars                    | Johnny Cash         |
| 13 tháng 4  | "Nobody to Love"               | Sigma                                   | Education, Education, Education & War  | Kaiser Chiefs       |
| 20 tháng 4  | "Hideaway"                     | Kiesza                                  | Caustic Love                           | Paolo Nutini        |
| 27 tháng 4  | "Waves"                        | Mr. Probz                               | Caustic Love                           | Paolo Nutini        |
| 4 tháng 5   | "Summer"                       | Calvin Harris                           | Caustic Love                           | Paolo Nutini        |
| 11 tháng 5  | "Summer"                       | Calvin Harris                           | Caustic Love                           | Paolo Nutini        |
| 18 tháng 5  | "I Will Never Let You Down"    | Rita Ora                                | Caustic Love                           | Paolo Nutini        |
| 25 tháng 5  | "Stay with Me"                 | Sam Smith                               | Ghost Stories                          | Coldplay            |
| 1 tháng 6   | "Stay with Me"                 | Sam Smith                               | Ghost Stories                          | Coldplay            |
| 8 tháng 6   | "Sing"                         | Ed Sheeran                              | Ghost Stories                          | Coldplay            |
| 15 tháng 6  | "Ghost"                        | Ella Henderson                          | 48:13                                  | Kasabian            |
| 22 tháng 6  | "Don't Stop"                   | 5 Seconds of Summer                     | Ultraviolence                          | Lana Del Rey        |
| 29 tháng 6  | "Ghost"                        | Ella Henderson                          | x                                      | Ed Sheeran          |
| 6 tháng 7   | "Problem"                      | Ariana Grande featuring Iggy Azalea     | 5 Seconds of Summer                    | 5 Seconds of Summer |
| 13 tháng 7  | "Somebody to You"              | The Vamps featuring Demi Lovato         | x                                      | Ed Sheeran          |
| 20 tháng 7  | "Me and My Broken Heart"       | Rixton                                  | x                                      | Ed Sheeran          |
| 27 tháng 7  | "Crazy Stupid Love"            | Cheryl Cole featuring Tinie Tempah      | x                                      | Ed Sheeran          |
| 3 tháng 8   | "Rude"                         | Magic!                                  | x                                      | Ed Sheeran          |
| 10 tháng 8  | "Love Runs Out"                | OneRepublic                             | x                                      | Ed Sheeran          |
| 17 tháng 8  | "Love Runs Out"                | OneRepublic                             | x                                      | Ed Sheeran          |
| 24 tháng 8  | "Lovers on the Sun"            | David Guetta featuring Sam Martin       | Great Divide                           | Twin Atlantic       |
| 31 tháng 8  | "Prayer in C"                  | Lilly Wood & Robin Schulz               | Royal Blood                            | Royal Blood         |
| 7 tháng 9   | "Superheroes"                  | The Script                              | Royal Blood                            | Royal Blood         |
| 14 tháng 9  | "Blame"                        | Calvin Harris featuring John Newman     | Lullaby and... The Ceaseless Roar      | Robert Plant        |
| 21 tháng 9  | "Changing"                     | Sigma featuring Paloma Faith            | No Sound Without Silence               | The Script          |
| 28 tháng 9  | "Bang Bang"                    | Jessie J, Ariana Grande & Nicki Minaj   | Wanted on Voyage                       | George Ezra         |
| 5 tháng 10  | "All About That Bass"          | Meghan Trainor                          | Wanted on Voyage                       | George Ezra         |
| 12 tháng 10 | "All About That Bass"          | Meghan Trainor                          | Wanted on Voyage                       | George Ezra         |
| 19 tháng 10 | "All About That Bass"          | Meghan Trainor                          | Chapter One                            | Ella Henderson      |
| 26 tháng 10 | "All About That Bass"          | Meghan Trainor                          | I Forget Where We Were                 | Ben Howard          |
| 2 tháng 11  | "Thinking Out Loud"            | Ed Sheeran                              | 1989                                   | Taylor Swift        |
| 9 tháng 11  | "I Don't Care"                 | Cheryl Cole                             | Motion                                 | Calvin Harris       |
| 16 tháng 11 | "Wake Me Up!"                  | Gareth Malone's All Star Choir          | The Endless River                      | Pink Floyd          |
| 23 tháng 11 | "Do They Know It's Christmas?" | Band Aid 30                             | Four                                   | One Direction       |
| 30 tháng 11 | "These Days"                   | Take That                               | Never Been Better                      | Olly Murs           |
| 7 tháng 12  | "Blank Space"                  | Taylor Swift                            | Rock or Bust                           | AC/DC               |
| 14 tháng 12 | "Uptown Funk"                  | Mark Ronson featuring Bruno Mars        | x                                      | Ed Sheeran          |
| 21 tháng 12 | "Something I Need"             | Ben Haenow                              | x                                      | Ed Sheeran          |
| 28 tháng 12 | "Uptown Funk"                  | Mark Ronson featuring Bruno Mars        | x                                      | Ed Sheeran          |

### 2015
| Ngày        | Đĩa đơn                        | Nghệ sĩ                                        | Album                            | Nghệ sĩ                            |
| ----------- | ------------------------------ | ---------------------------------------------- | -------------------------------- | ---------------------------------- |
| 4 tháng 1   | "Uptown Funk"                  | Mark Ronson featuring Bruno Mars               | x                                | Ed Sheeran                         |
| 11 tháng 1  | "Uptown Funk"                  | Mark Ronson featuring Bruno Mars               | Wanted on Voyage                 | George Ezra                        |
| 18 tháng 1  | "Uptown Funk"                  | Mark Ronson featuring Bruno Mars               | Wanted on Voyage                 | George Ezra                        |
| 25 tháng 1  | "Uptown Funk"                  | Mark Ronson featuring Bruno Mars               | American Beauty/American Psycho  | Fall Out Boy                       |
| 1 tháng 2   | "Uptown Funk"                  | Mark Ronson featuring Bruno Mars               | Title                            | Meghan Trainor                     |
| 8 tháng 2   | "Love Me Like You Do"          | Ellie Goulding                                 | Shadows in the Night             | Bob Dylan                          |
| 15 tháng 2  | "Love Me Like You Do"          | Ellie Goulding                                 | In the Lonely Hour               | Sam Smith                          |
| 22 tháng 2  | "Love Me Like You Do"          | Ellie Goulding                                 | Smoke + Mirrors                  | Imagine Dragons                    |
| 1 tháng 3   | "Love Me Like You Do"          | Ellie Goulding                                 | In the Lonely Hour               | Sam Smith                          |
| 8 tháng 3   | "King"                         | Years & Years                                  | Chasing Yesterday                | Noel Gallagher's High Flying Birds |
| 15 tháng 3  | "Lay Me Down"                  | Sam Smith featuring John Legend                | In the Lonely Hour               | Sam Smith                          |
| 22 tháng 3  | "Lay Me Down"                  | Sam Smith featuring John Legend                | In the Lonely Hour               | Sam Smith                          |
| 29 tháng 3  | "Hold My Hand"                 | Jess Glynne                                    | Chaos and the Calm               | James Bay                          |
| 5 tháng 4   | "Hold My Hand"                 | Jess Glynne                                    | The Day Is My Enemy              | The Prodigy                        |
| 12 tháng 4  | "Lost Stars"                   | Stevie McCrorie                                | Future Hearts                    | All Time Low                       |
| 19 tháng 4  | "See You Again"                | Wiz Khalifa featuring Charlie Puth             | The Ultimate Collection          | Paul Simon                         |
| 26 tháng 4  | "See You Again"                | Wiz Khalifa featuring Charlie Puth             | Stages                           | Josh Groban                        |
| 3 tháng 5   | "I Really Like You"            | Carly Rae Jepsen                               | The Magic Whip                   | Blur                               |
| 10 tháng 5  | "Cheerleader"                  | OMI                                            | Wilder Mind                      | Mumford & Sons                     |
| 17 tháng 5  | "Bills"                        | LunchMoney Lewis                               | Wilder Mind                      | Mumford & Sons                     |
| 24 tháng 5  | "Bad Blood"                    | Taylor Swift featuring Kendrick Lamar          | The Desired Effect               | Brandon Flowers                    |
| 31 tháng 5  | "Want to Want Me"              | Jason Derulo                                   | 1989                             | Taylor Swift                       |
| 7 tháng 6   | "Want to Want Me"              | Jason Derulo                                   | How Big, How Blue, How Beautiful | Florence and the Machine           |
| 14 tháng 6  | "Want to Want Me"              | Jason Derulo                                   | Drones                           | Muse                               |
| 21 tháng 6  | "Five More Hours"              | Deorro & Chris Brown                           | Drones                           | Muse                               |
| 28 tháng 6  | "Are You with Me"              | Lost Frequencies                               | 1989                             | Taylor Swift                       |
| 5 tháng 7   | "Are You with Me"              | Lost Frequencies                               | The Definitive Collection        | Lionel Richie                      |
| 10 tháng 7  | "Shine"                        | Years & Years                                  | x                                | Ed Sheeran                         |
| 17 tháng 7  | "Black Magic"                  | Little Mix                                     | Communion                        | Years & Years                      |
| 24 tháng 7  | "Black Magic"                  | Little Mix                                     | Communion                        | Years & Years                      |
| 31 tháng 7  | "Glitterball"                  | Sigma featuring Ella Henderson                 | Born in the Echoes               | The Chemical Brothers              |
| 7 tháng 8   | "Drag Me Down"                 | One Direction                                  | Marks to Prove It                | The Maccabees                      |
| 14 tháng 8  | "Marvin Gaye"                  | Charlie Puth featuring Meghan Trainor          | Compton                          | Dr. Dre                            |
| 21 tháng 8  | "Don't Be So Hard on Yourself" | Jess Glynne                                    | Chaos and the Calm               | James Bay                          |
| 28 tháng 8  | "Fight Song"                   | Rachel Platten                                 | I Cry When I Laugh               | Jess Glynne                        |
| 4 tháng 9   | "What Do You Mean?"            | Justin Bieber                                  | I Cry When I Laugh               | Jess Glynne                        |
| 11 tháng 9  | "Easy Love"                    | Sigala                                         | The Book of Souls                | Iron Maiden                        |
| 18 tháng 9  | "Easy Love"                    | Sigala                                         | Keep the Village Alive           | Stereophonics                      |
| 25 tháng 9  | "Easy Love"                    | Sigala                                         | Rattle That Lock                 | David Gilmour                      |
| 2 tháng 10  | "Writing's on the Wall"        | Sam Smith                                      | Every Open Eye                   | Chvrches                           |
| 9 tháng 10  | "Alone No More"                | Philip George & Anton Powers                   | We the Generation                | Rudimental                         |
| 16 tháng 10 | "Runnin' (Lose It All)"        | Naughty Boy featuring Beyoncé & Arrow Benjamin | Faithless 2.0                    | Faithless                          |
| 23 tháng 10 | "Perfect"                      | One Direction                                  | Jamie Lawson                     | Jamie Lawson                       |
| 30 tháng 10 | "Hello"                        | Adele                                          | Sounds Good Feels Good           | 5 Seconds of Summer                |
| 6 tháng 11  | "Hello"                        | Adele                                          | If I Can Dream                   | Elvis Presley                      |
| 13 tháng 11 | "Hello"                        | Adele                                          | If I Can Dream                   | Elvis Presley                      |
| 20 tháng 11 | "Hello"                        | Adele                                          | Made in the A.M.                 | One Direction                      |
| 27 tháng 11 | "Sorry"                        | Justin Bieber                                  | 25                               | Adele                              |
| 4 tháng 12  | "Love Yourself"                | Justin Bieber                                  | 25                               | Adele                              |
| 11 tháng 12 | "Sweet Lovin'"                 | Sigala featuring Bryn Christopher              | 25                               | Adele                              |
| 18 tháng 12 | "Love Yourself"                | Justin Bieber                                  | 25                               | Adele                              |
| 25 tháng 12 | "A Bridge over You"            | Lewisham and Greenwich NHS Choir               | 25                               | Adele                              |

### 2016
| Ngày        | Đĩa đơn                               | Nghệ sĩ                                         | Album                                                                   | Nghệ sĩ                                                          |
| ----------- | ------------------------------------- | ----------------------------------------------- | ----------------------------------------------------------------------- | ---------------------------------------------------------------- |
| 1 tháng 1   | "Love Yourself"                       | Justin Bieber                                   | If I Can Dream                                                          | Elvis Presley                                                    |
| 8 tháng 1   | "Love Yourself"                       | Justin Bieber                                   | If I Can Dream                                                          | Elvis Presley                                                    |
| 15 tháng 1  | "Stitches"                            | Shawn Mendes                                    | Blackstar                                                               | David Bowie                                                      |
| 22 tháng 1  | "Stitches"                            | Shawn Mendes                                    | Blackstar                                                               | David Bowie                                                      |
| 29 tháng 1  | "Fast Car"                            | Jonas Blue featuring Dakota                     | Blackstar                                                               | David Bowie                                                      |
| 5 tháng 2   | "Pillowtalk"                          | Zayn                                            | Best of Bowie                                                           | David Bowie                                                      |
| 12 tháng 2  | "7 Years"                             | Lukas Graham                                    | A Head Full of Dreams                                                   | Coldplay                                                         |
| 19 tháng 2  | "7 Years"                             | Lukas Graham                                    | 25                                                                      | Adele                                                            |
| 26 tháng 2  | "7 Years"                             | Lukas Graham                                    | 25                                                                      | Adele                                                            |
| 4 tháng 3   | "7 Years"                             | Lukas Graham                                    | I Like It When You Sleep, for You Are So Beautiful yet So Unaware of It | The 1975                                                         |
| 11 tháng 3  | "I Took a Pill in Ibiza" (SeeB remix) | Mike Posner                                     | 25                                                                      | Adele                                                            |
| 18 tháng 3  | "I Took a Pill in Ibiza" (SeeB remix) | Mike Posner                                     | 25                                                                      | Adele                                                            |
| 25 tháng 3  | "I Took a Pill in Ibiza" (SeeB remix) | Mike Posner                                     | Girl at the End of the World                                            | James                                                            |
| 2 tháng 4   | "I Took a Pill in Ibiza" (SeeB remix) | Mike Posner                                     | 25                                                                      | Adele                                                            |
| 9 tháng 4   | "I Took a Pill in Ibiza" (SeeB remix) | Mike Posner                                     | Everything You've Come to Expect                                        | The Last Shadow Puppets                                          |
| 16 tháng 4  | "Cheap Thrills"                       | Sia featuring Sean Paul                         | Painting of a Panic Attack                                              | Frightened Rabbit                                                |
| 23 tháng 4  | "Cheap Thrills"                       | Sia featuring Sean Paul                         | The Hope Six Demolition Project                                         | PJ Harvey                                                        |
| 30 tháng 4  | "Purple Rain"                         | Prince & The Revolution                         | Lemonade                                                                | Beyoncé                                                          |
| 7 tháng 5   | "This Is What You Came For"           | Calvin Harris featuring Rihanna                 | Lemonade                                                                | Beyoncé                                                          |
| 14 tháng 5  | "This Is What You Came For"           | Calvin Harris featuring Rihanna                 | A Moon Shaped Pool                                                      | Radiohead                                                        |
| 21 tháng 5  | "Can't Stop the Feeling!"             | Justin Timberlake                               | Lemonade                                                                | Beyoncé                                                          |
| 28 tháng 5  | "Can't Stop the Feeling!"             | Justin Timberlake                               | These People                                                            | Richard Ashcroft                                                 |
| 4 tháng 6   | "Can't Stop the Feeling!"             | Justin Timberlake                               | The Ride                                                                | Catfish and the Bottlemen                                        |
| 11 tháng 6  | "Can't Stop the Feeling!"             | Justin Timberlake                               | Stranger to Stranger                                                    | Paul Simon                                                       |
| 18 tháng 6  | "This Girl"                           | Kungs vs. Cookin' on 3 Burners                  | 50                                                                      | Rick Astley                                                      |
| 25 tháng 6  | "Give Me Your Love"                   | Sigala feat. John Newman and Nile Rodgers       | A Moon Shaped Pool                                                      | Radiohead                                                        |
| 2 tháng 7   | "This Girl"                           | Kungs vs. Cookin' on 3 Burners                  | 25                                                                      | Adele                                                            |
| 9 tháng 7   | "This Girl"                           | Kungs vs. Cookin' on 3 Burners                  | California                                                              | Blink-182                                                        |
| 16 tháng 7  | "Dancing on My Own"                   | Calum Scott                                     | Ellipsis                                                                | Biffy Clyro                                                      |
| 23 tháng 7  | "Dancing on My Own"                   | Calum Scott                                     | Ellipsis                                                                | Biffy Clyro                                                      |
| 30 tháng 7  | "Dancing on My Own"                   | Calum Scott                                     | All Over the World: The Very Best of Electric Light Orchestra           | Electric Light Orchestra                                         |
| 6 tháng 8   | "Dancing on My Own"                   | Calum Scott                                     | Viola Beach                                                             | Viola Beach                                                      |
| 13 tháng 8  | "Let Me Love You"                     | DJ Snake featuring Justin Bieber                | Blossoms                                                                | Blosoms                                                          |
| 20 tháng 8  | "Dancing on My Own"                   | Calum Scott                                     | All Over the World: The Very Best of Electric Light Orchestra           | Electric Light Orchestra                                         |
| 27 tháng 8  | "Dancing on My Own"                   | Calum Scott                                     | Blonde                                                                  | Frank Ocean                                                      |
| 3 tháng 9   | "Closer"                              | The Chainsmokers featuring Halsey               | Encore: Movie Partners Sing Broadway                                    | Barbra Streisand                                                 |
| 10 tháng 9  | "Closer"                              | The Chainsmokers featuring Halsey               | Cartwheels                                                              | Ward Thomas                                                      |
| 17 tháng 9  | "Closer"                              | The Chainsmokers featuring Halsey               | Wild World                                                              | Bastille                                                         |
| 24 tháng 9  | "My Way"                              | Calvin Harris                                   | The Lost Songs of St Kilda                                              | Trevor Morrison, Scottish Festival Orchestra and James MacMillan |
| 1 tháng 10  | "Say You Won't Let Go"                | James Arthur                                    | Chapter and Verse                                                       | Bruce Springsteen                                                |
| 8 tháng 10  | "Say You Won't Let Go"                | James Arthur                                    | 22, A Million                                                           | Bon Iver                                                         |
| 15 tháng 10 | "Say You Won't Let Go"                | James Arthur                                    | Revolution Radio                                                        | Green Day                                                        |
| 22 tháng 10 | "Shout Out to My Ex"                  | Little Mix                                      | Walls                                                                   | Kings of Leon                                                    |
| 29 tháng 10 | "Shout Out to My Ex"                  | Little Mix                                      | Nobody but Me                                                           | Michael Bublé                                                    |
| 5 tháng 11  | "Shout Out to My Ex"                  | Little Mix                                      | Mapping the Rendezvous                                                  | The Courteeners                                                  |
| 12 tháng 11 | "Rockabye"                            | Clean Bandit featuring Sean Paul and Anne-Marie | The Heavy Entertainment Show                                            | Robbie Williams                                                  |
| 19 tháng 11 | "Rockabye"                            | Clean Bandit featuring Sean Paul and Anne-Marie | Long Live the Angels                                                    | Emeli Sandé                                                      |
| 26 tháng 11 | "Rockabye"                            | Clean Bandit featuring Sean Paul and Anne-Marie | Glory Days                                                              | Little Mix                                                       |
| 3 tháng 12  | "Rockabye"                            | Clean Bandit featuring Sean Paul and Anne-Marie | Glory Days                                                              | Little Mix                                                       |
| 10 tháng 12 | "Rockabye"                            | Clean Bandit featuring Sean Paul and Anne-Marie | Blue & Lonesome                                                         | The Rolling Stones                                               |
| 17 tháng 12 | "Just Hold On"                        | Steve Aoki and Louis Tomlinson                  | Together                                                                | Michael Ball and Alfie Boe                                       |
| 24 tháng 12 | "Glad All Over"                       | The Dave Clark Five                             | Together                                                                | Michael Ball and Alfie Boe                                       |
| 31 tháng 12 | "Rockabye"                            | Clean Bandit featuring Sean Paul and Anne-Marie | Glory Days                                                              | Little Mix                                                       |

### 2017
| Ngày        | Đĩa đơn                      | Nghệ sĩ                                                                   | Album                                           | Nghệ sĩ                                         |
| ----------- | ---------------------------- | ------------------------------------------------------------------------- | ----------------------------------------------- | ----------------------------------------------- |
| 6 tháng 1   | "Human"                      | Rag'n'Bone Man                                                            | Glory Days                                      | Little Mix                                      |
| 13 tháng 1  | "Castle on the Hill"         | Ed Sheeran                                                                | Glory Days                                      | Little Mix                                      |
| 20 tháng 1  | "Castle on the Hill"         | Ed Sheeran                                                                | I See You                                       | The xx                                          |
| 27 tháng 1  | "Castle on the Hill"         | Ed Sheeran                                                                | Classic House                                   | Pete Tong, Heritage Orchestra and Jules Buckley |
| 4 tháng 2   | "Castle on the Hill"         | Ed Sheeran                                                                | La La Land: Original Motion Picture Soundtrack  | Original Soundtrack                             |
| 11 tháng 2  | "Shape of You"               | Ed Sheeran                                                                | Little Fictions                                 | Elbow                                           |
| 18 tháng 2  | "Shape of You"               | Ed Sheeran                                                                | Human                                           | Rag'n'Bone Man                                  |
| 25 tháng 2  | "How Would You Feel (Paean)" | Ed Sheeran                                                                | Human                                           | Rag'n'Bone Man                                  |
| 4 tháng 3   | "Shape of You"               | Ed Sheeran                                                                | Human                                           | Rag'n'Bone Man                                  |
| 11 tháng 3  | "Shape of You"               | Ed Sheeran                                                                | ÷                                               | Ed Sheeran                                      |
| 18 tháng 3  | "Galway Girl"                | Ed Sheeran                                                                | ÷                                               | Ed Sheeran                                      |
| 25 tháng 3  | "Galway Girl"                | Ed Sheeran                                                                | ÷                                               | Ed Sheeran                                      |
| 1 tháng 4   | "Galway Girl"                | Ed Sheeran                                                                | ÷                                               | Ed Sheeran                                      |
| 8 tháng 4   | "Symphony"                   | Clean Bandit featuring Zara Larsson                                       | ÷                                               | Ed Sheeran                                      |
| 15 tháng 4  | "Sign of the Times"          | Harry Styles                                                              | ÷                                               | Ed Sheeran                                      |
| 22 tháng 4  | "Sign of the Times"          | Harry Styles                                                              | ÷                                               | Ed Sheeran                                      |
| 29 tháng 4  | "Symphony"                   | Clean Bandit featuring Zara Larsson                                       | Tears on the Dancefloor                         | Steps                                           |
| 6 tháng 5   | "I'm the One"                | DJ Khaled featuring Justin Bieber, Quavo, Chance the Rapper and Lil Wayne | Humanz                                          | Gorillaz                                        |
| 13 tháng 5  | "Despacito (Remix)"          | Luis Fonsi and Daddy Yankee featuring Justin Bieber                       | For Crying Out Loud                             | Kasabian                                        |
| 20 tháng 5  | "Despacito (Remix)"          | Luis Fonsi and Daddy Yankee featuring Justin Bieber                       | Harry Styles                                    | Harry Styles                                    |
| 27 tháng 5  | "Despacito (Remix)"          | Luis Fonsi and Daddy Yankee featuring Justin Bieber                       | ÷                                               | Ed Sheeran                                      |
| 3 tháng 6   | "Despacito (Remix)"          | Luis Fonsi and Daddy Yankee featuring Justin Bieber                       | Sgt. Pepper's Lonely Hearts Club Band           | The Beatles                                     |
| 10 tháng 6  | "One Last Time"              | Ariana Grande                                                             | Is This the Life We Really Want?                | Roger Waters                                    |
| 17 tháng 6  | "Despacito (Remix)"          | Luis Fonsi and Daddy Yankee featuring Justin Bieber                       | Truth Is a Beautiful Thing                      | London Grammar                                  |
| 24 tháng 6  | "Bridge over Troubled Water" | Artists for Grenfell                                                      | How Did We Get So Dark?                         | Royal Blood                                     |
| 1 tháng 7   | "Bridge over Troubled Water" | Artists for Grenfell                                                      | OK Computer OKNOTOK 1997 2017                   | Radiohead                                       |
| 8 tháng 7   | "Despacito (Remix)"          | Luis Fonsi and Daddy Yankee featuring Justin Bieber                       | ÷                                               | Ed Sheeran                                      |
| 15 tháng 7  | "Despacito (Remix)"          | Luis Fonsi and Daddy Yankee featuring Justin Bieber                       | ÷                                               | Ed Sheeran                                      |
| 22 tháng 7  | "Despacito (Remix)"          | Luis Fonsi and Daddy Yankee featuring Justin Bieber                       | Night & Day                                     | The Vamps                                       |
| 29 tháng 7  | "Despacito (Remix)"          | Luis Fonsi and Daddy Yankee featuring Justin Bieber                       | Lust for Life                                   | Lana Del Rey                                    |
| 5 tháng 8   | "Despacito (Remix)"          | Luis Fonsi and Daddy Yankee featuring Justin Bieber                       | Everything Now                                  | Arcade Fire                                     |
| 12 tháng 8  | "Despacito (Remix)"          | Luis Fonsi and Daddy Yankee featuring Justin Bieber                       | Adiós                                           | Glen Campbell                                   |
| 19 tháng 8  | "What About Us"              | Pink                                                                      | The 50 Greatest Hits                            | Elvis Presley                                   |
| 26 tháng 8  | "What About Us"              | Pink                                                                      | The 50 Greatest Hits                            | Elvis Presley                                   |
| 2 tháng 9   | "Look What You Made Me Do"   | Taylor Swift                                                              | Villains                                        | Queens of the Stone Age                         |
| 9 tháng 9   | "What About Us"              | Pink                                                                      | Freedom Child                                   | The Script                                      |
| 16 tháng 9  | "Too Good at Goodbyes"       | Sam Smith                                                                 | Sleep Well Beast                                | The National                                    |
| 23 tháng 9  | "What About Us"              | Pink                                                                      | Concrete and Gold                               | Foo Fighters                                    |
| 30 tháng 9  | "What About Us"              | Pink                                                                      | Wonderful Wonderful                             | The Killers                                     |
| 7 tháng 10  | "Lonely Together"            | Avicii featuring Rita Ora                                                 | Now                                             | Shania Twain                                    |
| 14 tháng 10 | "Lonely Together"            | Avicii featuring Rita Ora                                                 | As You Were                                     | Liam Gallagher                                  |
| 21 tháng 10 | "Havana"                     | Camila Cabello featuring Young Thug                                       | Beautiful Trauma                                | Pink                                            |
| 28 tháng 10 | "Perfect"                    | Ed Sheeran                                                                | Listen Without Prejudice Vol. 1 / MTV Unplugged | George Michael                                  |
| 4 tháng 11  | "Havana"                     | Camila Cabello featuring Young Thug                                       | Scream Above the Sounds                         | Stereophonics                                   |
| 11 tháng 11 | "Anywhere"                   | Rita Ora                                                                  | The Thrill of It All                            | Sam Smith                                       |
| 18 tháng 11 | "Anywhere"                   | Rita Ora                                                                  | Reputation                                      | Taylor Swift                                    |
| 25 tháng 11 | "Anywhere"                   | Rita Ora                                                                  | The Architect                                   | Paloma Faith                                    |
| 2 tháng 12  | "Anywhere"                   | Rita Ora                                                                  | Who Built the Moon?                             | Noel Gallagher's High Flying Birds              |
| 9 tháng 12  | "Perfect"                    | Ed Sheeran                                                                | ÷                                               | Ed Sheeran                                      |
| 16 tháng 12 | "Perfect"                    | Ed Sheeran                                                                | ÷                                               | Ed Sheeran                                      |
| 23 tháng 12 | "Perfect"                    | Ed Sheeran                                                                | ÷                                               | Ed Sheeran                                      |
| 30 tháng 12 | "Perfect"                    | Ed Sheeran                                                                | ÷                                               | Ed Sheeran                                      |

### 2018
| Ngày        | Đĩa đơn                       | Nghệ sĩ                                                     | Album                                                    | Nghệ sĩ                      |
| ----------- | ----------------------------- | ----------------------------------------------------------- | -------------------------------------------------------- | ---------------------------- |
| 5 tháng 1   | "Perfect"                     | Ed Sheeran                                                  | ÷                                                        | Ed Sheeran                   |
| 12 tháng 1  | "Perfect"                     | Ed Sheeran                                                  | ÷                                                        | Ed Sheeran                   |
| 19 tháng 1  | "River"                       | Eminem featuring Ed Sheeran                                 | The Greatest Showman: Original Motion Picture Soundtrack | Various artists              |
| 26 tháng 1  | "Strangers"                   | Sigrid                                                      | Ruins                                                    | First Aid Kit                |
| 2 tháng 2   | "Strangers"                   | Sigrid                                                      | The Greatest Showman: Original Motion Picture Soundtrack | Various artists              |
| 9 tháng 2   | "These Days"                  | Rudimental featuring Jess Glynne, Macklemore and Dan Caplen | The Greatest Showman: Original Motion Picture Soundtrack | Various artists              |
| 16 tháng 2  | "These Days"                  | Rudimental featuring Jess Glynne, Macklemore and Dan Caplen | The Greatest Showman: Original Motion Picture Soundtrack | Various artists              |
| 23 tháng 2  | "These Days"                  | Rudimental featuring Jess Glynne, Macklemore and Dan Caplen | The Greatest Showman: Original Motion Picture Soundtrack | Various artists              |
| 2 tháng 3   | "These Days"                  | Rudimental featuring Jess Glynne, Macklemore and Dan Caplen | The Greatest Showman: Original Motion Picture Soundtrack | Various artists              |
| 9 tháng 3   | "These Days"                  | Rudimental featuring Jess Glynne, Macklemore and Dan Caplen | The Greatest Showman: Original Motion Picture Soundtrack | Various artists              |
| 16 tháng 3  | "These Days"                  | Rudimental featuring Jess Glynne, Macklemore and Dan Caplen | The Greatest Showman: Original Motion Picture Soundtrack | Various artists              |
| 23 tháng 3  | "Paradise"                    | George Ezra                                                 | The Greatest Showman: Original Motion Picture Soundtrack | Various artists              |
| 30 tháng 3  | "Paradise"                    | George Ezra                                                 | Staying at Tamara's                                      | George Ezra                  |
| 6 tháng 4   | "Paradise"                    | George Ezra                                                 | The Greatest Showman: Original Motion Picture Soundtrack | Various artists              |
| 13 tháng 4  | "One Kiss"                    | Calvin Harris and Dua Lipa                                  | Golden                                                   | Kylie Minogue                |
| 20 tháng 4  | "One Kiss"                    | Calvin Harris and Dua Lipa                                  | Resistance Is Futile                                     | Manic Street Preachers       |
| 27 tháng 4  | "One Kiss"                    | Calvin Harris and Dua Lipa                                  | The Greatest Showman: Original Motion Picture Soundtrack | Various artists              |
| 4 tháng 5   | "One Kiss"                    | Calvin Harris and Dua Lipa                                  | The Greatest Showman: Original Motion Picture Soundtrack | Various artists              |
| 11 tháng 5  | "One Kiss"                    | Calvin Harris and Dua Lipa                                  | The Greatest Showman: Original Motion Picture Soundtrack | Various artists              |
| 18 tháng 5  | "One Kiss"                    | Calvin Harris and Dua Lipa                                  | Tranquility Base Hotel & Casino                          | Arctic Monkeys               |
| 25 tháng 5  | "One Kiss"                    | Calvin Harris and Dua Lipa                                  | The Greatest Showman: Original Motion Picture Soundtrack | Various artists              |
| 1 tháng 6   | "I'll Be There"               | Jess Glynne                                                 | Wildness                                                 | Snow Patrol                  |
| 8 tháng 6   | "Shotgun"                     | George Ezra                                                 | The Greatest Showman: Original Motion Picture Soundtrack | Various artists              |
| 15 tháng 6  | "Shotgun"                     | George Ezra                                                 | Staying at Tamara's                                      | George Ezra                  |
| 22 tháng 6  | "Shotgun"                     | George Ezra                                                 | Staying at Tamara's                                      | George Ezra                  |
| 29 tháng 6  | "Shotgun"                     | George Ezra                                                 | Staying at Tamara's                                      | George Ezra                  |
| 6 tháng 7   | "Shotgun"                     | George Ezra                                                 | High as Hope                                             | Florence and the Machine     |
| 13 tháng 7  | "Shotgun"                     | George Ezra                                                 | Staying at Tamara's                                      | George Ezra                  |
| 20 tháng 7  | "Shotgun"                     | George Ezra                                                 | Night & Day                                              | The Vamps                    |
| 27 tháng 7  | "Shotgun"                     | George Ezra                                                 | Mamma Mia! Here We Go Again: The Movie Soundtrack        | Various artists              |
| 3 tháng 8   | "Shotgun"                     | George Ezra                                                 | Mamma Mia! Here We Go Again: The Movie Soundtrack        | Various artists              |
| 10 tháng 8  | "Shotgun"                     | George Ezra                                                 | Mamma Mia! Here We Go Again: The Movie Soundtrack        | Various artists              |
| 17 tháng 8  | "Shotgun"                     | George Ezra                                                 | Mamma Mia! Here We Go Again: The Movie Soundtrack        | Various artists              |
| 24 tháng 8  | "Promises"                    | Calvin Harris and Sam Smith                                 | Sweetener                                                | Ariana Grande                |
| 31 tháng 8  | "Promises"                    | Calvin Harris and Sam Smith                                 | Mamma Mia! Here We Go Again: The Movie Soundtrack        | Various artists              |
| 7 tháng 9   | "Promises"                    | Calvin Harris and Sam Smith                                 | Kamikaze                                                 | Eminem                       |
| 14 tháng 9  | "Promises"                    | Calvin Harris and Sam Smith                                 | Egypt Station                                            | Paul McCartney               |
| 21 tháng 9  | "Promises"                    | Calvin Harris and Sam Smith                                 | True Meanings                                            | Paul Weller                  |
| 28 tháng 9  | "Promises"                    | Calvin Harris and Sam Smith                                 | Living the Dream                                         | Slash                        |
| 5 tháng 10  | "Promises"                    | Calvin Harris and Sam Smith                                 | Blood Red Roses                                          | Rod Stewart                  |
| 12 tháng 10 | "Shallow"                     | Lady Gaga and Bradley Cooper                                | A Star Is Born                                           | Lady Gaga and Bradley Cooper |
| 19 tháng 10 | "Shallow"                     | Lady Gaga and Bradley Cooper                                | A Star Is Born                                           | Lady Gaga and Bradley Cooper |
| 26 tháng 10 | "Shallow"                     | Lady Gaga and Bradley Cooper                                | A Star Is Born                                           | Lady Gaga and Bradley Cooper |
| 2 tháng 11  | "Shallow"                     | Lady Gaga and Bradley Cooper                                | Sì                                                       | Andrea Bocelli               |
| 9 tháng 11  | "Shallow"                     | Lady Gaga and Bradley Cooper                                | A Star Is Born                                           | Lady Gaga and Bradley Cooper |
| 16 tháng 11 | "Shallow"                     | Lady Gaga and Bradley Cooper                                | Simulation Theory                                        | Muse                         |
| 23 tháng 11 | "Thursday"                    | Jess Glynne                                                 | Love                                                     | Michael Bublé                |
| 30 tháng 11 | "Sweet but Psycho"            | Ava Max                                                     | Odyssey                                                  | Take That                    |
| 7 tháng 12  | "The Power of Love"           | Dalton Harris featuring James Arthur                        | A Brief Inquiry into Online Relationships                | The 1975                     |
| 14 tháng 12 | "Nothing Breaks Like a Heart" | Mark Ronson featuring Miley Cyrus                           | Staying at Tamara's                                      | George Ezra                  |
| 21 tháng 12 | "We Built This City"          | LadBaby                                                     | Staying at Tamara's                                      | George Ezra                  |
| 28 tháng 12 | "Sweet but Psycho"            | Ava Max                                                     | The Greatest Showman: Original Motion Picture Soundtrack | Various artists              |

### 2019
| Ngày        | Đĩa đơn                  | Nghệ sĩ                                     | Album                                                                 | Nghệ sĩ                                          |
| ----------- | ------------------------ | ------------------------------------------- | --------------------------------------------------------------------- | ------------------------------------------------ |
| 4 tháng 1   | "Sweet but Psycho"       | Ava Max                                     | The Greatest Showman: Original Motion Picture Soundtrack              | Various artists                                  |
| 11 tháng 1  | "Sweet but Psycho"       | Ava Max                                     | The Greatest Showman: Original Motion Picture Soundtrack              | Various artists                                  |
| 18 tháng 1  | "Sweet but Psycho"       | Ava Max                                     | The Greatest Showman: Original Motion Picture Soundtrack              | Various artists                                  |
| 25 tháng 1  | "7 Rings"                | Ariana Grande                               | It Won/t Be Like This All the Time                                    | The Twilight Sad                                 |
| 1 tháng 2   | "Giant"                  | Calvin Harris and Rag'n'Bone Man            | Amo                                                                   | Bring Me the Horizon                             |
| 8 tháng 2   | "Giant"                  | Calvin Harris and Rag'n'Bone Man            | Encore                                                                | The Specials                                     |
| 15 tháng 2  | "Someone You Loved"      | Lewis Capaldi                               | Thank U, Next                                                         | Ariana Grande                                    |
| 22 tháng 2  | "Someone You Loved"      | Lewis Capaldi                               | A Star Is Born                                                        | Lady Gaga and Bradley Cooper                     |
| 1 tháng 3   | "Someone You Loved"      | Lewis Capaldi                               | The Greatest Showman: Original Motion Picture Soundtrack              | Various artists                                  |
| 8 tháng 3   | "Someone You Loved"      | Lewis Capaldi                               | What a Time to Be Alive                                               | Tom Walker                                       |
| 15 tháng 3  | "Someone You Loved"      | Lewis Capaldi                               | Everything Not Saved Will Be Lost – Part 1                            | Foals                                            |
| 22 tháng 3  | "Someone You Loved"      | Lewis Capaldi                               | Singing to Strangers                                                  | Jack Savoretti                                   |
| 29 tháng 3  | "Someone You Loved"      | Lewis Capaldi                               | Coming Home to You                                                    | Michael Ball                                     |
| 5 tháng 4   | "Someone You Loved"      | Lewis Capaldi                               | When We All Fall Asleep, Where Do We Go?                              | Billie Eilish                                    |
| 12 tháng 4  | "Someone You Loved"      | Lewis Capaldi                               | Interview Music                                                       | Idlewild                                         |
| 19 tháng 4  | "Someone You Loved"      | Lewis Capaldi                               | Map of the Soul: Persona                                              | BTS                                              |
| 26 tháng 4  | "Someone You Loved"      | Lewis Capaldi                               | Map of the Soul: Persona                                              | BTS                                              |
| 3 tháng 5   | "Me!"                    | Taylor Swift featuring Brendon Urie         | Hurts 2B Human                                                        | Pink                                             |
| 10 tháng 5  | "Hold Me While You Wait" | Lewis Capaldi                               | Hurts 2B Human                                                        | Pink                                             |
| 17 tháng 5  | "I Don't Care"           | Ed Sheeran and Justin Bieber                | Hurts 2B Human                                                        | Pink                                             |
| 24 tháng 5  | "I Don't Care"           | Ed Sheeran and Justin Bieber                | Divinely Uninspired to a Hellish Extent                               | Lewis Capaldi                                    |
| 31 tháng 5  | "I Don't Care"           | Ed Sheeran and Justin Bieber                | Divinely Uninspired to a Hellish Extent                               | Lewis Capaldi                                    |
| 7 tháng 6   | "I Don't Care"           | Ed Sheeran and Justin Bieber                | Divinely Uninspired to a Hellish Extent                               | Lewis Capaldi                                    |
| 14 tháng 6  | "Shockwave"              | Liam Gallagher                              | Divinely Uninspired to a Hellish Extent                               | Lewis Capaldi                                    |
| 21 tháng 6  | "You Need to Calm Down"  | Taylor Swift                                | Western Stars                                                         | Bruce Springsteen                                |
| 28 tháng 6  | "Canter"                 | Gerry Cinnamon                              | Western Stars                                                         | Bruce Springsteen                                |
| 5 tháng 7   | "Old Town Road"          | Lil Nas X                                   | Step Back in Time: The Definitive Collection                          | Kylie Minogue                                    |
| 12 tháng 7  | "Señorita"               | Shawn Mendes and Camila Cabello             | Divinely Uninspired to a Hellish Extent                               | Lewis Capaldi                                    |
| 19 tháng 7  | "Señorita"               | Shawn Mendes and Camila Cabello             | No.6 Collaborations Project                                           | Ed Sheeran                                       |
| 26 tháng 7  | "Señorita"               | Shawn Mendes and Camila Cabello             | No.6 Collaborations Project                                           | Ed Sheeran                                       |
| 2 tháng 8   | "Señorita"               | Shawn Mendes and Camila Cabello             | No.6 Collaborations Project                                           | Ed Sheeran                                       |
| 9 tháng 8   | "Higher Love"            | Kygo and Whitney Houston                    | Divinely Uninspired to a Hellish Extent                               | Lewis Capaldi                                    |
| 16 tháng 8  | "Higher Love"            | Kygo and Whitney Houston                    | We Are Not Your Kind                                                  | Slipknot                                         |
| 23 tháng 8  | "Higher Love"            | Kygo and Whitney Houston                    | The Last Dance – Farewell Concert (Live at Stirling)                  | Runrig                                           |
| 30 tháng 8  | "Higher Love"            | Kygo and Whitney Houston                    | Lover                                                                 | Taylor Swift                                     |
| 6 tháng 9   | "Higher Love"            | Kygo and Whitney Houston                    | Norman Fucking Rockwell                                               | Lana Del Rey                                     |
| 13 tháng 9  | "Higher Love"            | Kygo and Whitney Houston                    | Backbone                                                              | Status Quo                                       |
| 20 tháng 9  | "Don't Call Me Angel"    | Ariana Grande, Miley Cyrus and Lana Del Rey | Hypersonic Missiles                                                   | Sam Fender                                       |
| 27 tháng 9  | "The Last Time"          | The Script                                  | Why Me? Why Not.                                                      | Liam Gallagher                                   |
| 4 tháng 10  | "Dance Monkey"           | Tones and I                                 | Abbey Road                                                            | The Beatles                                      |
| 11 tháng 10 | "Dance Monkey"           | Tones and I                                 | Without Fear                                                          | Dermot Kennedy                                   |
| 18 tháng 10 | "Dance Monkey"           | Tones and I                                 | Giants of All Sizes                                                   | Elbow                                            |
| 25 tháng 10 | "Dance Monkey"           | Tones and I                                 | Everything Not Saved Will Be Lost – Part 2                            | Foals                                            |
| 1 tháng 11  | "Dance Monkey"           | Tones and I                                 | Kind                                                                  | Stereophonics                                    |
| 8 tháng 11  | "Dance Monkey"           | Tones and I                                 | From Out of Nowhere                                                   | Jeff Lynne's ELO                                 |
| 15 tháng 11 | "Dance Monkey"           | Tones and I                                 | Reworked                                                              | Snow Patrol                                      |
| 22 tháng 11 | "Before You Go"          | Lewis Capaldi                               | Spectrum                                                              | Westlife                                         |
| 29 tháng 11 | "Before You Go"          | Lewis Capaldi                               | Everyday Life                                                         | Coldplay                                         |
| 6 tháng 12  | "Before You Go"          | Lewis Capaldi                               | You're in My Heart: Rod Stewart with the Royal Philharmonic Orchestra | Rod Stewart and the Royal Philharmonic Orchestra |
| 13 tháng 12 | "Dance Monkey"           | Tones and I                                 | You're in My Heart: Rod Stewart with the Royal Philharmonic Orchestra | Rod Stewart and the Royal Philharmonic Orchestra |
| 20 tháng 12 | "I Love Sausage Rolls"   | LadBaby                                     | You're in My Heart: Rod Stewart with the Royal Philharmonic Orchestra | Rod Stewart and the Royal Philharmonic Orchestra |
| 27 tháng 12 | "Dance Monkey"           | Tones and I                                 | You're in My Heart: Rod Stewart with the Royal Philharmonic Orchestra | Rod Stewart and the Royal Philharmonic Orchestra |

### 2020
| Ngày        | Đĩa đơn                            | Nghệ sĩ                                                    | Album                                   | Nghệ sĩ                  |
| ----------- | ---------------------------------- | ---------------------------------------------------------- | --------------------------------------- | ------------------------ |
| 3 tháng 1   | "Before You Go"                    | Lewis Capaldi                                              | Divinely Uninspired to a Hellish Extent | Lewis Capaldi            |
| 10 tháng 1  | "Come Out, Ye Black and Tans"      | The Wolfe Tones                                            | Divinely Uninspired to a Hellish Extent | Lewis Capaldi            |
| 17 tháng 1  | "Dance Monkey"                     | Tones and I                                                | Rare                                    | Selena Gomez             |
| 24 tháng 1  | "Blinding Lights"                  | The Weeknd                                                 | More. Again. Forever.                   | The Courteeners          |
| 31 tháng 1  | "Before You Go"                    | Lewis Capaldi                                              | Power                                   | Twin Atlantic            |
| 7 tháng 2   | "Blinding Lights"                  | The Weeknd                                                 | Walls                                   | Louis Tomlinson          |
| 14 tháng 2  | "Blinding Lights"                  | The Weeknd                                                 | Father of All Motherfuckers             | Green Day                |
| 21 tháng 2  | "No Time to Die"                   | Billie Eilish                                              | The Slow Rush                           | Tame Impala              |
| 28 tháng 2  | "Blinding Lights"                  | The Weeknd                                                 | Map of the Soul: 7                      | BTS                      |
| 6 tháng 3   | "Stupid Love"                      | Lady Gaga                                                  | Divinely Uninspired to a Hellish Extent | Lewis Capaldi            |
| 13 tháng 3  | "Blinding Lights"                  | The Weeknd                                                 | City of Love                            | Deacon Blue              |
| 20 tháng 3  | "Blinding Lights"                  | The Weeknd                                                 | Mixtape                                 | The Snuts                |
| 27 tháng 3  | "Blinding Lights"                  | The Weeknd                                                 | I Am Not a Dog on a Chain               | Morrissey                |
| 3 tháng 4   | "Blinding Lights"                  | The Weeknd                                                 | Calm                                    | 5 Seconds of Summer      |
| 10 tháng 4  | "Blinding Lights"                  | The Weeknd                                                 | Future Nostalgia                        | Dua Lipa                 |
| 17 tháng 4  | "Everyday Heroes"                  | Skerryvore                                                 | The New Abnormal                        | The Strokes              |
| 24 tháng 4  | "You'll Never Walk Alone"          | Michael Ball, Captain Tom and The NHS Voices of Care Choir | The Bonny                               | Gerry Cinnamon           |
| 1 tháng 5   | "Times Like These"                 | Live Lounge Allstars                                       | The Bonny                               | Gerry Cinnamon           |
| 8 tháng 5   | "Times Like These"                 | Live Lounge Allstars                                       | Eye of the Storm                        | Tide Lines               |
| 15 tháng 5  | "Blinding Lights"                  | The Weeknd                                                 | Petals for Armor                        | Hayley Williams          |
| 22 tháng 5  | "Dead Man's Blues"                 | Luke La Volpe                                              | People Like Us                          | Callum Beattie           |
| 29 tháng 5  | "Rain on Me"                       | Lady Gaga and Ariana Grande                                | Notes on a Conditional Form             | The 1975                 |
| 5 tháng 6   | "Rain on Me"                       | Lady Gaga and Ariana Grande                                | Chromatica                              | Lady Gaga                |
| 12 tháng 6  | "Rain on Me"                       | Lady Gaga and Ariana Grande                                | Deep Down Happy                         | Sports Team              |
| 19 tháng 6  | "Edinburgh"                        | Joshua Grant                                               | MTV Unplugged (Live at Hull City Hall)  | Liam Gallagher           |
| 26 tháng 6  | "Savage Love (Laxed – Siren Beat)" | Jawsh 685 and Jason Derulo                                 | Rough and Rowdy Ways                    | Bob Dylan                |
| 3 tháng 7   | "Savage Love (Laxed – Siren Beat)" | Jawsh 685 and Jason Derulo                                 | Rough and Rowdy Ways                    | Bob Dylan                |
| 10 tháng 7  | "Savage Love (Laxed – Siren Beat)" | Jawsh 685 and Jason Derulo                                 | On Sunset                               | Paul Weller              |
| 17 tháng 7  | "Head & Heart"                     | Joel Corry featuring MNEK                                  | The Glow                                | DMA's                    |
| 24 tháng 7  | "Head & Heart"                     | Joel Corry featuring MNEK                                  | Rough and Rowdy Ways                    | Bob Dylan                |
| 31 tháng 7  | "Head & Heart"                     | Joel Corry featuring MNEK                                  | Twenty Twenty                           | Ronan Keating            |
| 7 tháng 8   | "You Are My Sunshine"              | Gareth Malone's great British                              | A Hero's Death                          | Fontaines D.C.           |
| 14 tháng 8  | "Head & Heart"                     | Joel Corry featuring MNEK                                  | Whoosh!                                 | Deep Purple              |
| 21 tháng 8  | "Head & Heart"                     | Joel Corry featuring MNEK                                  | A Celebration of Endings                | Biffy Clyro              |
| 28 tháng 8  | "Dynamite"                         | BTS                                                        | Imploding the Mirage                    | The Killers              |
| 4 tháng 9   | "Lighter"                          | Nathan Dawe featuring KSI                                  | S&M2                                    | Metallica                |
| 11 tháng 9  | "Lasting Lover"                    | Sigala and James Arthur                                    | Goats Head Soup                         | The Rolling Stones       |
| 18 tháng 9  | "Midnight Sky"                     | Miley Cyrus                                                | The Universal Want                      | Doves                    |
| 25 tháng 9  | "Lasting Lover"                    | Sigala and James Arthur                                    | Tea for the Tillerman2                  | Cat Stevens              |
| 2 tháng 10  | "Lasting Lover"                    | Sigala and James Arthur                                    | Ultra Mono                              | Idles                    |
| 9 tháng 10  | "Lasting Lover"                    | Sigala and James Arthur                                    | Live Around the World                   | Queen + Adam Lambert     |
| 16 tháng 10 | "Midnight Sky"                     | Miley Cyrus                                                | 10 Songs                                | Travis                   |
| 23 tháng 10 | "Lasting Lover"                    | Sigala and James Arthur                                    | Cherry Blossom                          | The Vamps                |
| 30 tháng 10 | "Sweet Melody"                     | Little Mix                                                 | Letter to You                           | Bruce Springsteen        |
| 6 tháng 11  | "Four Notes – Paul's Tune"         | Paul Harvey and BBC Philharmonic                           | Letter to You                           | Bruce Springsteen        |
| 13 tháng 11 | "Midnight Sky"                     | Miley Cyrus                                                | Disco                                   | Kylie Minogue            |
| 20 tháng 11 | "Be a Rebel"                       | New Order                                                  | Power Up                                | AC/DC                    |
| 27 tháng 11 | "Life Goes On"                     | BTS                                                        | Together At Christmas                   | Michael Ball & Alfie Boe |
| 4 tháng 12  | "Always"                           | The Snuts                                                  | Music Played by Humans                  | Gary Barlow              |
| 11 tháng 12 | —                                  | —                                                          | Weird                                   | Yungblud                 |
| 18 tháng 12 | —                                  | —                                                          | Classic Diamonds                        | Neil Diamond and LSO     |
| 25 tháng 12 | —                                  | —                                                          | McCartney III                           | Paul McCartney           |

### 2021
| Ngày        | Album                                                        | Nghệ sĩ                            |
| ----------- | ------------------------------------------------------------ | ---------------------------------- |
| 1 tháng 1   | Classic Diamonds                                             | Neil Diamond and LSO               |
| 8 tháng 1   | Classic Diamonds                                             | Neil Diamond and LSO               |
| 15 tháng 1  | Greenfields: The Gibb Brothers Songbook, Vol. 1              | Barry Gibb                         |
| 22 tháng 1  | Suckapunch                                                   | You Me at Six                      |
| 29 tháng 1  | Post Human: Survival Horror                                  | Bring Me the Horizon               |
| 5 tháng 2   | Not Your Muse                                                | Celeste                            |
| 12 tháng 2  | Medicine at Midnight                                         | Foo Fighters                       |
| 19 tháng 2  | Tyron                                                        | Slowthai                           |
| 26 tháng 2  | As the Love Continues                                        | Mogwai                             |
| 5 tháng 3   | Nature Always Wins                                           | Maxïmo Park                        |
| 12 tháng 3  | As Days Get Dark                                             | Arab Strap                         |
| 19 tháng 3  | All the Right Noises                                         | Thunder                            |
| 26 tháng 3  | Chemtrails over the Country Club                             | Lana Del Rey                       |
| 2 tháng 4   | Collections from the Whiteout                                | Ben Howard                         |
| 9 tháng 4   | W.L.                                                         | The Snuts                          |
| 16 tháng 4  | Fearless (Taylor's Version)                                  | Taylor Swift                       |
| 23 tháng 4  | Californian Soil                                             | London Grammar                     |
| 30 tháng 4  | Surrounded by Time                                           | Tom Jones                          |
| 7 tháng 5   | Typhoons                                                     | Royal Blood                        |
| 14 tháng 5  | Life by Misadventure                                         | Rag'n'Bone Man                     |
| 21 tháng 5  | Fat Pop (Volume 1)                                           | Paul Weller                        |
| 28 tháng 5  | Sour                                                         | Olivia Rodrigo                     |
| 4 tháng 6   | Hi                                                           | Texas                              |
| 11 tháng 6  | Blue Weekend                                                 | Wolf Alice                         |
| 18 tháng 6  | Back the Way We Came: Vol. 1 (2011–2021)                     | Noel Gallagher's High Flying Birds |
| 25 tháng 6  | Carnage                                                      | Nick Cave and Warren Ellis         |
| 2 tháng 7   | Europiana                                                    | Jack Savoretti                     |
| 9 tháng 7   | Greatest Hits                                                | Queen                              |
| 16 tháng 7  | It Won't Always Be Like This                                 | Inhaler                            |
| 23 tháng 7  | All Over the Place                                           | KSI                                |
| 30 tháng 7  | We're All Alone in This Together                             | Dave                               |
| 6 tháng 8   | Happier Than Ever                                            | Billie Eilish                      |
| 13 tháng 8  | All Things Must Pass                                         | George Harrison                    |
| 20 tháng 8  | Pressure Machine                                             | The Killers                        |
| 27 tháng 8  | Sour                                                         | Olivia Rodrigo                     |
| 3 tháng 9   | Screen Violence                                              | Chvrches                           |
| 10 tháng 9  | Senjutsu                                                     | Iron Maiden                        |
| 17 tháng 9  | The Ultra Vivid Lament                                       | Manic Street Preachers             |
| 24 tháng 9  | The Bootleg Series Vol. 16: Springtime in New York 1980–1985 | Bob Dylan                          |
| 1 tháng 10  | How Beautiful Life Can Be                                    | The Lathums                        |
| 8 tháng 10  | Tales from the Script: Greatest Hits                         | The Script                         |
| 15 tháng 10 | Seventeen Going Under                                        | Sam Fender                         |
| 22 tháng 10 | Music of the Spheres                                         | Coldplay                           |
| 29 tháng 10 | The Myth of the Happily Ever After                           | Biffy Clyro                        |
| 5 tháng 11  | =                                                            | Ed Sheeran                         |
| 12 tháng 11 | Voyage                                                       | ABBA                               |
| 19 tháng 11 | Red (Taylor's Version)                                       | Taylor Swift                       |
| 26 tháng 11 | 30                                                           | Adele                              |
| 3 tháng 12  | 30                                                           | Adele                              |
| 10 tháng 12 | 30                                                           | Adele                              |
| 17 tháng 12 | 30                                                           | Adele                              |
| 24 tháng 12 | 30                                                           | Adele                              |
| 31 tháng 12 | 30                                                           | Adele                              |

### 2022
| Ngày        | Album                             | Nghệ sĩ                          |
| ----------- | --------------------------------- | -------------------------------- |
| 7 tháng 1   | 30                                | Adele                            |
| 14 tháng 1  | Transparency                      | Twin Atlantic                    |
| 21 tháng 1  | The Boy Named If                  | Elvis Costello and the Imposters |
| 28 tháng 1  | The Overload                      | Yard Act                         |
| 4 tháng 2   | Happy Place                       | Saint Phnx                       |
| 11 tháng 2  | Give Me the Future                | Bastille                         |
| 18 tháng 2  | FTHC                              | Frank Turner                     |
| 25 tháng 2  | Disrespectful                     | Bad Boy Chiller Crew             |
| 4 tháng 3   | The Tipping Point                 | Tears for Fears                  |
| 11 tháng 3  | Oochya!                           | Stereophonics                    |
| 18 tháng 3  | Who Cares?                        | Rex Orange County                |
| 25 tháng 3  | Crash                             | Charli XCX                       |
| 1 tháng 4   | Higher                            | Michael Bublé                    |
| 8 tháng 4   | Unlimited Love                    | Red Hot Chili Peppers            |
| 15 tháng 4  | Wet Leg                           | Wet Leg                          |
| 22 tháng 4  | Noughty by Nature                 | Digga D                          |
| 29 tháng 4  | Skinty Fia                        | Fontaines D.C.                   |
| 6 tháng 5   | Zeit                              | Rammstein                        |
| 13 tháng 5  | We                                | Arcade Fire                      |
| 20 tháng 5  | Dance Fever                       | Florence and the Machine         |
| 27 tháng 5  | Harry's House                     | Harry Styles                     |
| 3 tháng 6   | C'mon You Know                    | Liam Gallagher                   |
| 10 tháng 6  | Scared to Dance                   | Skids                            |
| 17 tháng 6  | Gold Rush Kid                     | George Ezra                      |
| 24 tháng 6  | Life Is Yours                     | Foals                            |
| 1 tháng 7   | Closure/Continuation              | Porcupine Tree                   |
| 8 tháng 7   | Last Night in the Bittersweet     | Paolo Nutini                     |
| 15 tháng 7  | Last Night in the Bittersweet     | Paolo Nutini                     |
| 22 tháng 7  | Last Night in the Bittersweet     | Paolo Nutini                     |
| 29 tháng 7  | The Theory of Whatever            | Jamie T                          |
| 5 tháng 8   | Renaissance                       | Beyoncé                          |
| 12 tháng 8  | Speed of Life                     | Port Sulphur                     |
| 19 tháng 8  | The Alchemist's Euphoria          | Kasabian                         |
| 26 tháng 8  | Platinum Collection               | Steps                            |
| 2 tháng 9   | Will of the People                | Muse                             |
| 9 tháng 9   | Yungblud                          | Yungblud                         |
| 16 tháng 9  | XXV                               | Robbie Williams                  |
| 23 tháng 9  | Hold the Girl                     | Rina Sawayama                    |
| 30 tháng 9  | 5SOS5                             | 5 Seconds of Summer              |
| 7 tháng 10  | Burn the Empire                   | The Snuts                        |
| 14 tháng 10 | N.K-Pop                           | Paul Heaton and Jacqui Abbott    |
| 21 tháng 10 | Being Funny in a Foreign Language | The 1975                         |
| 28 tháng 10 | Midnights                         | Taylor Swift                     |
| 4 tháng 11  | Revolver: Special Edition         | The Beatles                      |
| 11 tháng 11 | Palomino                          | First Aid Kit                    |
| 18 tháng 11 | Only the Strong Survive           | Bruce Springsteen                |
| 25 tháng 11 | Sonder                            | Dermot Kennedy                   |
| 2 tháng 12  | Christmas with Cliff              | Cliff Richard                    |
| 9 tháng 12  | Marry Me                          | Olly Murs                        |
| 16 tháng 12 | There's Nothing but Space, Man!   | Sam Ryder                        |
| 23 tháng 12 | Midnights                         | Taylor Swift                     |
| 30 tháng 12 | Midnights                         | Taylor Swift                     |

### 2023
| Ngày        | Album                                               | Nghệ sĩ                          |
| ----------- | --------------------------------------------------- | -------------------------------- |
| 6 tháng 1   | Midnights                                           | Taylor Swift                     |
| 13 tháng 1  | Midnights                                           | Taylor Swift                     |
| 20 tháng 1  | St. Jude                                            | Courteeners                      |
| 27 tháng 1  | What's Rock and Roll?                               | The Reytons                      |
| 3 tháng 2   | Gloria                                              | Sam Smith                        |
| 10 tháng 2  | Queen of Me                                         | Shania Twain                     |
| 17 tháng 2  | This Is Why                                         | Paramore                         |
| 24 tháng 2  | Trustfall                                           | Pink                             |
| 3 tháng 3   | Vandals                                             | Callum Beattie                   |
| 10 tháng 3  | An Ocean Full of Islands                            | Tide Lines                       |
| 17 tháng 3  | Endless Summer Vacation                             | Miley Cyrus                      |
| 24 tháng 3  | Songs of Surrender                                  | U2                               |
| 31 tháng 3  | Did You Know That There's a Tunnel Under Ocean Blvd | Lana Del Rey                     |
| 7 tháng 4   | The Record                                          | Boygenius                        |
| 14 tháng 4  | Higher Than Heaven                                  | Ellie Goulding                   |
| 21 tháng 4  | 72 Seasons                                          | Metallica                        |
| 28 tháng 4  | Folklore: The Long Pond Studio Sessions             | Taylor Swift                     |
| 5 tháng 5   | First Two Pages of Frankenstein                     | The National                     |
| 12 tháng 5  | -                                                   | Ed Sheeran                       |
| 19 tháng 5  | The Love Invention                                  | Alison Goldfrapp                 |
| 26 tháng 5  | Broken by Desire to Be Heavenly Sent                | Lewis Capaldi                    |
| 2 tháng 6   | Broken by Desire to Be Heavenly Sent                | Lewis Capaldi                    |
| 9 tháng 6   | But Here We Are                                     | Foo Fighters                     |
| 16 tháng 6  | The Show                                            | Niall Horan                      |
| 23 tháng 6  | The Very Best of 1989–2023                          | Texas                            |
| 30 tháng 6  | The Good Witch                                      | Maisie Peters                    |
| 7 tháng 7   | Destination Düsseldorf                              | Skids                            |
| 14 tháng 7  | Speak Now (Taylor's Version)                        | Taylor Swift                     |
| 21 tháng 7  | Live at Hampden Park                                | Gerry Cinnamon                   |
| 28 tháng 7  | The Ballad of Darren                                | Blur                             |
| 4 tháng 8   | Unhealthy                                           | Anne-Marie                       |
| 11 tháng 8  | Victory                                             | Cian Ducrot                      |
| 18 tháng 8  | Knebworth 22                                        | Liam Gallagher                   |
| 25 tháng 8  | Exorcism of Youth                                   | The View                         |
| 1 tháng 9   | Unmask the Circus                                   | Mark Sharp & the Bicycle Thieves |
| 8 tháng 9   | Back to the Water Below                             | Royal Blood                      |
| 15 tháng 9  | Guts                                                | Olivia Rodrigo                   |
| 22 tháng 9  | Greatest Hits 2.0                                   | Busted                           |
| 29 tháng 9  | Tension                                             | Kylie Minogue                    |
| 6 tháng 10  | The Harmony Codex                                   | Steven Wilson                    |
| 13 tháng 10 | The Dark Side of the Moon Redux                     | Roger Waters                     |
| 20 tháng 10 | Sick Boi                                            | Ren                              |
| 27 tháng 10 | Hackney Diamonds                                    | The Rolling Stones               |
| 3 tháng 11  | 1989 (Taylor's Version)                             | Taylor Swift                     |
| 10 tháng 11 | The Masterplan                                      | Oasis                            |
| 17 tháng 11 | All the Little Lights – Anniversary Edition         | Passenger                        |
| 24 tháng 11 | Theatre of the Absurd Presents C'est la Vie         | Madness                          |
| 1 tháng 12  | This Life                                           | Take That                        |
| 8 tháng 12  | The World EP.Fin: Will                              | Ateez                            |
| 15 tháng 12 | Rebel Diamonds                                      | The Killers                      |
| 22 tháng 12 | Hackney Diamonds                                    | The Rolling Stones               |
| 29 tháng 12 | Hackney Diamonds                                    | The Rolling Stones               |

### 2024
| Ngày        | Album                                   | Nghệ sĩ                    |
| ----------- | --------------------------------------- | -------------------------- |
| 5 tháng 1   | Broken by Desire to Be Heavenly Sent    | Lewis Capaldi              |
| 12 tháng 1  | A Matter of Time                        | Shed Seven                 |
| 19 tháng 1  | Pick-Up Full of Pink Carnations         | The Vaccines               |
| 26 tháng 1  | Saviors                                 | Green Day                  |
| 2 tháng 2   | Wall of Eyes                            | The Smile                  |
| 9 tháng 2   | Prelude to Ecstasy                      | The Last Dinner Party      |
| 16 tháng 2  | What Happened to the Beach?             | Declan McKenna             |
| 23 tháng 2  | Tangk                                   | Idles                      |
| 1 tháng 3   | Millennials                             | The Snuts                  |
| 8 tháng 3   | Liam Gallagher John Squire              | Liam Gallagher John Squire |
| 15 tháng 3  | Invincible Shield                       | Judas Priest               |
| 22 tháng 3  | Deeper Well                             | Kacey Musgraves            |
| 29 tháng 3  | Glasgow Eyes                            | The Jesus and Mary Chain   |
| 5 tháng 4   | Cowboy Carter                           | Beyoncé                    |
| 12 tháng 4  | All Quiet on the Eastern Esplanade      | The Libertines             |
| 19 tháng 4  | Hombres                                 | Gun                        |
| 26 tháng 4  | The Tortured Poets Department           | Taylor Swift               |
| 3 tháng 5   | Nonetheless                             | Pet Shop Boys              |
| 10 tháng 5  | Radical Optimism                        | Dua Lipa                   |
| 17 tháng 5  | Can We Please Have Fun                  | Kings of Leon              |
| 24 tháng 5  | Hit Me Hard and Soft                    | Billie Eilish              |
| 31 tháng 5  | Clancy                                  | Twenty One Pilots          |
| 7 tháng 6   | Golden Hour: Part.1                     | Ateez                      |
| 14 tháng 6  | The Tortured Poets Department           | Taylor Swift               |
| 21 tháng 6  | Business as Usual                       | The LaFontaines            |
| 28 tháng 6  | The Secret of Us                        | Gracie Abrams              |
| 5 tháng 7   | Loom                                    | Imagine Dragons            |
| 12 tháng 7  | Happenings                              | Kasabian                   |
| 19 tháng 7  | L.A. Times                              | Travis                     |
| 26 tháng 7  | Heavy Jelly                             | Soft Play                  |
| 2 tháng 8   | Rite Here Rite Now                      | Ghost                      |
| 9 tháng 8   | The Rise and Fall of a Midwest Princess | Chappell Roan              |
| 16 tháng 8  | This Is How Tomorrow Moves              | Beabadoobee                |
| 23 tháng 8  | A Firmer Hand                           | Hamish Hawk                |
| 30 tháng 8  | Short n' Sweet                          | Sabrina Carpenter          |
| 6 tháng 9   | Definitely tháng 5be                    | Oasis                      |
| 13 tháng 9  | Luck and Strange                        | David Gilmour              |
| 20 tháng 9  | The Forest Is the Path                  | Snow Patrol                |
| 27 tháng 9  | I Am                                    | Tom Walker                 |
| 4 tháng 10  | Liquid Gold                             | Shed Seven                 |
| 11 tháng 10 | Moon Music                              | Coldplay                   |
| 18 tháng 10 | The Mighty Several                      | Paul Heaton                |
| 25 tháng 10 | Tension II                              | Kylie Minogue              |
| 1 tháng 11  | Chromakopia                             | Tyler, the Creator         |
| 8 tháng 11  | Songs of a Lost World                   | The Cure                   |
| 15 tháng 11 | 1994                                    | Nathan Evans               |
| 22 tháng 11 | From Zero                               | Linkin Park                |
| 29 tháng 11 | Small Changes                           | Michael Kiwanuka           |
| 6 tháng 12  | The Tortured Poets Department           | Taylor Swift               |
| 13 tháng 12 | The Tortured Poets Department           | Taylor Swift               |
| 20 tháng 12 | Short n' Sweet                          | Sabrina Carpenter          |
| 27 tháng 12 | Short n' Sweet                          | Sabrina Carpenter          |

### 2025
| Ngày       | Album                            | Nghệ sĩ                       |
| ---------- | -------------------------------- | ----------------------------- |
| 3 tháng 1  | Short n' Sweet                   | Sabrina Carpenter             |
| 10 tháng 1 | Diamonds                         | Elton John                    |
| 17 tháng 1 | The Human Fear                   | Franz Ferdinand               |
| 24 tháng 1 | Better Man                       | Robbie Williams               |
| 31 tháng 1 | The Bad Fire                     | Mogwai                        |
| 7 tháng 2  | Hurry Up Tomorrow                | The Weeknd                    |
| 14 tháng 2 | Lover (Live from Paris)          | Taylor Swift                  |
| 21 tháng 2 | Critical Thinking                | Manic Street Preachers        |
| 28 tháng 2 | People Watching                  | Sam Fender                    |
| 7 tháng 3  | Constellations for the Lonely    | Doves                         |
| 14 tháng 3 | Mayhem                           | Lady Gaga                     |
| 21 tháng 3 | The Overview                     | Steven Wilson                 |
| 28 tháng 3 | The Great Western Road           | Deacon Blue                   |
| 4 tháng 4  | Rushmere                         | Mumford & Sons                |
| 11 tháng 4 | Who Believes in Angels?          | Elton John and Brandi Carlile |
| 18 tháng 4 | God Shaped Hole                  | Those Damn Crows              |
| 25 tháng 4 | The Tortured Poets Department    | Taylor Swift                  |
| 2 tháng 5  | Glasgow Love Story               | Tide Lines                    |
| 9 tháng 5  | Pink Floyd at Pompeii – MCMLXXII | Pink Floyd                    |
| 16 tháng 5 | Even in Arcadia                  | Sleep Token                   |
| 23 tháng 5 | I'm the Problem                  | Morgan Wallen                 |
| 30 tháng 5 | Mad!                             | Sparks                        |
| 6 tháng 6  | Don't Worry It's Forever         | Sister John                   |
| 13 tháng 6 | More                             | Pulp                          |